# Pisa
Pisa (, AFI: /ˈpiza/ oppure /ˈpisa/) è un comune italiano di 89 565 abitanti, capoluogo dell'omonima provincia nel nord ovest della Toscana.
Si inserisce nel territorio metropolitano con caratteristiche omogenee, denominato area pisana, o Pian di Pisa, che con i vicini comuni di Calci, Cascina, San Giuliano Terme, Vecchiano e Vicopisano, arriva a formare un sistema urbano di circa 195 000 abitanti distribuiti su 475 km². Inoltre, con un traffico superiore a 5 milioni di passeggeri nel 2024, Pisa ospita l'aeroporto più rilevante della Toscana, il Galileo Galilei.
Le incertezze sull'origine della città nel corso della storia sembrano risolte dopo diversi ritrovamenti archeologici negli anni '80 e '90, tra cui una necropoli etrusca databile al VII-VI secolo a.C., in base ai quali si può probabilmente dare maggior credito all'ipotesi che Pisa fu fondata dagli Etruschi.
Tra i monumenti più importanti della città vi è la celebre piazza del Duomo, detta Piazza dei Miracoli, dichiarata patrimonio dell'umanità, con la Cattedrale edificata tra il 1063 e il 1118 in stile romanico pisano e la Torre pendente, campanile del XII secolo, oggi uno dei monumenti italiani più conosciuti al mondo per via della sua caratteristica inclinazione, il Battistero, il Camposanto monumentale e Piazza dei Cavalieri, magnifica piazza ristrutturata dal Vasari.
La città è la sede di tre tra le più importanti istituzioni universitarie d'Italia e d'Europa, l'Università di Pisa, la Scuola Normale Superiore e la Scuola Superiore Sant'Anna, nonché la più grande sede del Consiglio Nazionale delle Ricerche (CNR) e di altri numerosi istituti di ricerca.
Il territorio comunale si affaccia direttamente sul Mar Ligure con le quattro frazioni litoranee (Marina di Pisa, Tirrenia, Calambrone e San Rossore).
La città di Pisa in passato fu un'importante repubblica marinara: anche oggi il suo stemma è visibile sull'insegna della Marina Militare.

## Geografia fisica

### Territorio
La città sorge a pochi chilometri dalla foce del fiume Arno, in un'area pianeggiante denominata Valdarno inferiore, chiusa a nord dai Monti Pisani e a sud dalle Colline Pisane, a circa 10 km dal mare.
Pisa fu l'epicentro di due eventi sismici, il terremoto del 10 gennaio 1168 e un altro sisma che si verificò nel 1322: entrambi gli eventi sismici ebbero una magnitudo di circa 4,6 della scala Richter, raggiungendo il V-VI grado della scala Mercalli.

### Clima
Il clima della città di Pisa è di tipo mediterraneo (Classificazione dei climi di Köppen Csa), ed è influenzato da due fattori: la vicinanza del mare, che tende a mitigare sia i rigori invernali sia la calura estiva, e la continentalità del Valdarno. Gli inverni sono abbastanza freddi ma più miti rispetto al passato; le estati calde e afose e accompagnate da elevati tassi di umidità. In caso di anticiclone di matrice nord-africana le temperature possono toccare picchi di 38°C. 
La tabella sottostante riporta i valori medi che si registrano in città nel corso dell'anno; facendo riferimento al periodo 1961-1990, dunque, dati molto diversi rispetto a quelli odierni:
| Pisa Facoltà di Agraria (1961-1990) | Mesi | Mesi | Mesi | Mesi | Mesi | Mesi | Mesi | Mesi | Mesi | Mesi | Mesi | Mesi | Stagioni | Stagioni | Stagioni | Stagioni | Anno |
| Pisa Facoltà di Agraria (1961-1990) | Gen  | Feb  | Mar  | Apr  | Mag  | Giu  | Lug  | Ago  | Set  | Ott  | Nov  | Dic  | Inv      | Pri      | Est      | Aut      | Anno |
| ----------------------------------- | ---- | ---- | ---- | ---- | ---- | ---- | ---- | ---- | ---- | ---- | ---- | ---- | -------- | -------- | -------- | -------- | ---- |
| T. max. media (°C)                  | 11,2 | 12,7 | 14,9 | 18,3 | 22,2 | 26,1 | 29,3 | 28,9 | 25,9 | 21,2 | 15,9 | 12,1 | 12,0     | 18,5     | 28,1     | 21,0     | 19,9 |
| T. min. media (°C)                  | 2,9  | 3,5  | 5,4  | 8,3  | 11,7 | 15,3 | 17,4 | 17,5 | 14,7 | 10,6 | 6,6  | 3,5  | 3,3      | 8,5      | 16,7     | 10,6     | 9,8  |
| Precipitazioni (mm)                 | 74   | 64   | 77   | 61   | 59   | 34   | 16   | 60   | 83   | 107  | 106  | 82   | 220      | 197      | 110      | 296      | 823  |

Le precipitazioni nevose a Pisa sono un fenomeno piuttosto raro: infatti la neve riesce ad attaccare al suolo solo in pochi casi e le precipitazioni, solitamente notturne, hanno scarsa intensità.
Le nevicate del XX secolo si sono verificate nei mesi di gennaio (1905, 1919, 1929, 1940, 1947, 1954, 1959, 1963, 1968, 1985), febbraio (1929, 1952, 1954, 1956, 1963, 1991), marzo (1958) e dicembre (1967, 1973). Negli ultimi anni i fenomeni nevosi si sono avuti prevalentemente nel mese di dicembre (2001, 2005, 2009, 2010), tranne l'episodio tra il 31 gennaio e il 1º febbraio del 2012. L'ultimo fenomeno nevoso in ordine di tempo si è verificato nella notte tra il 28 febbraio e il 1º marzo 2018; la media nivometrica dal 2001 al 2012 è di un accumulo annuo di appena 0,25 cm in base ai rilevamenti effettuati alla stazione meteorologica dell'Aeronautica Militare.
In alcuni casi il freddo è arrivato a ghiacciare la superficie dell'Arno (1905, 1929, 1985 e 2012).
Le temperature estreme registrate nel centro storico di Pisa sono la massima assoluta di +39,5 °C della stazione meteorologica di Pisa Facoltà di Agraria registrata il 19-20 agosto 1943, ma anche + 38,5 °C il 22 agosto 2011, + 38 °C nel luglio 2022, e +38,6 ºC nel giugno 2025; mentre la minima assoluta di −12,8 °C registrati presso la medesima stazione l'11 gennaio 1985 e −7 °C nel febbraio 2012.
Nel territorio comunale esterno all'area urbana, il picco massimo assoluto è stato registrato alla stazione idrologica di Coltano con +39,9 °C il 5 agosto 2003, mentre il picco minimo assoluto è quello di −13,8 °C della stazione meteorologica di Pisa San Giusto del 12 gennaio 1985.
- Classificazione climatica: zona D, 1694 GR/G
- Diffusività atmosferica: media, Ibimet CNR 2002

## Origini del nome

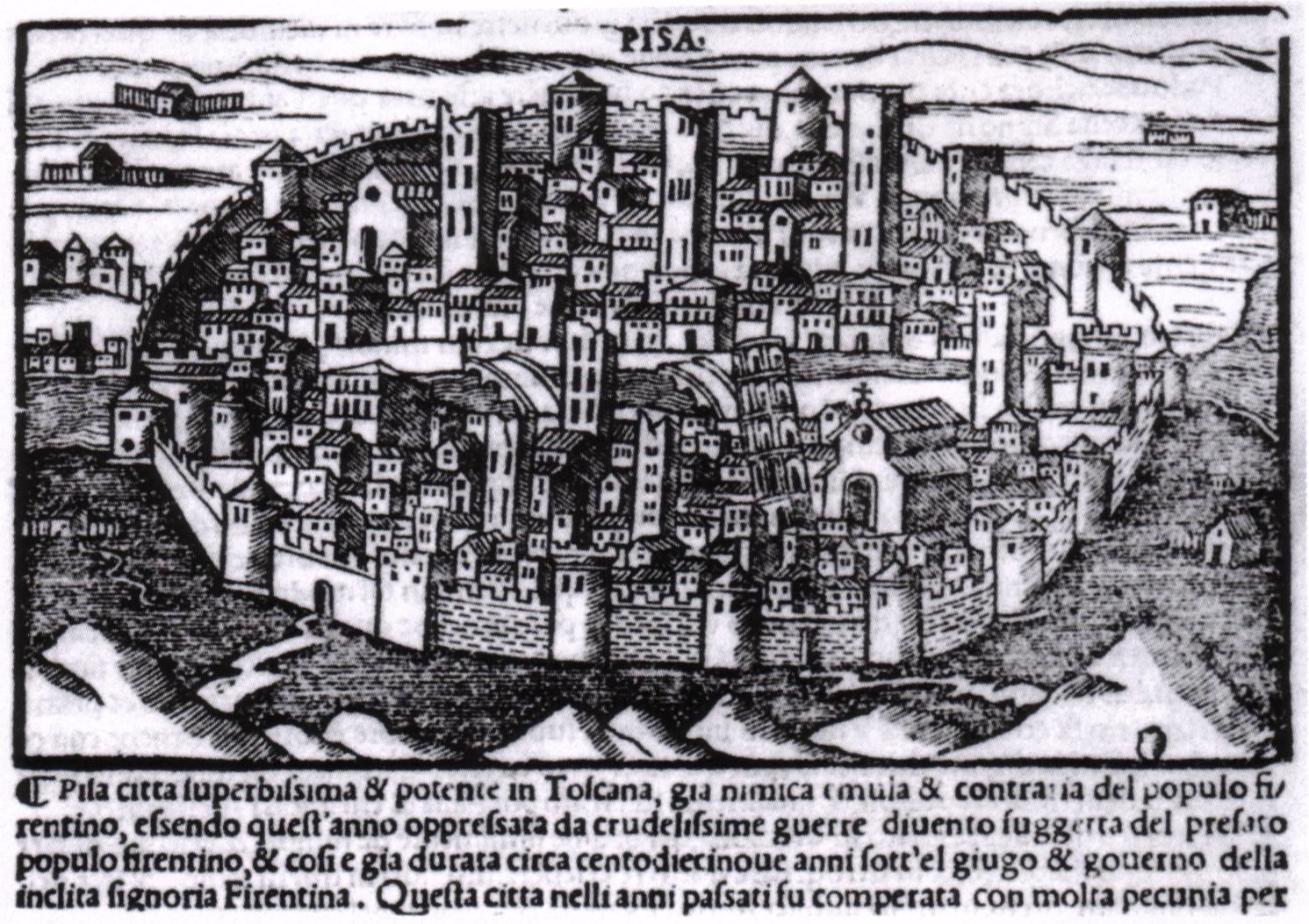
Pisa nel 1540, mappa di Jacopo Filippo Foresti

Le origini della città sono molto antiche con il primo insediamento accertato villanoviano.
Le origini del toponimo Pisa sono del tutto incerte, anche se sono state fatte due ipotesi che godono maggior considerazione, seppur senza evidenze schiaccianti: la prima si rifà a una voce che significa «estuario» nella lingua etrusca in riferimento alla foce dell'Arno, e l'altra a una base prelatina (un idronimo), forse derivante alla lontana dal vocabolo greco πῖσος pîsos, «luogo irrigato».
Senza alcun fondamento storico è la storia della fondazione di Pisa da parte di guerrieri elidi, come raccontato da alcune leggende antiche: per questo il nome veniva fatto risalire all'omonima città greca dell'Elide, i cui abitanti, guidati da Pelope, avrebbero fondato la Pisa toscana dopo la Guerra di Troia. Per questa ragione Pisa è soprannominata la città alfea (dal fiume Alfeo in Elide).
In epoca romana la città divenne municipium dopo la guerra sociale e colonia con il nome di Colonia Iulia Obsequens Pisana.

## Storia

### Simboli
I simboli usati dalla città nei primi anni dalla fondazione sono sconosciuti, sicuramente un simbolo al quale la città è storicamente molto legata è la Madonna, la cui immagine è riportata su molte monete antiche (a volte con Gesù bambino) e alla quale è anche dedicata la Cattedrale.
L'aquila è un altro simbolo della città spesso riportato su carteggi e monete e testimonia la fedeltà di Pisa all'impero. Oggi l'aquila su sfondo giallo è il simbolo dell'omonima provincia. Sempre in virtù della fedeltà al Sacro Romano Impero, nel 1162 prima e nel 1166 poi, l'imperatore Federico Barbarossa concede al comune il vessillo imperiale; negli atti è infatti riportata la dicitura dedite etiam imperator eis usum vexillum (dal latino: l'imperatore diede anche l'uso del vessillo). Poco si sa di che vessillo si tratti, ma molti ritengono essere la Blutfahne ed è comunque certo che nei secoli successivi la città utilizzò una bandiera rossa come insegna, definita anche Signum Rubicundum.
Il colore rosso è ancora oggi presente nell'arme della città insieme alla Croce Pisana, tipica croce patente, ovvero con le braccia più larghe nella parte terminale, ritrinciata, cioè con l'estremità delle braccia a forma di rombo, e pomettata con dodici globi; questa croce ha una certa affinità con quella occitana. È però poco noto come e quando la croce sia stata adottata come simbolo della città. Nel 1288 si ha la prima prova dell'utilizzo della croce come arme del Popolo, ovvero dei borghesi pisani; questa insegna e quella della città rimasero tuttavia distinti sicuramente fino alla fine del dodicesimo secolo. Su alcune monete successive al 1318 compare, poi, una croce come segno di zecca e alcune di queste croci sono fogliate, forma simile a quella attuale. È durante la seconda repubblica (1494-1509) che la croce pisana diventa a tutti gli effetti l'arme cittadina. Bisogna quindi dire che molte riproduzioni di oggetti storici usati durante le rievocazioni storiche dello stemma pisano con la croce sono un falso storico in quanto si rifanno a eventi precedenti alla adozione dell'arme riprodotta; così come è da considerarsi storicamente errata la riproduzione della bandiera con la croce sullo stemma della Marina Militare poiché si rifà al periodo in cui Pisa era una repubblica marinara e che quindi adottava ancora il vessillo rosso.
Lo stemma e il gonfalone attualmente in uso sono stati riconosciuti con decreto del Capo del Governo dell'11 ottobre 1932.
Altri simboli meno usati sono la lepre, come ad esempio nel pavimento del Duomo di Siena, e a simboleggiare la tenacia e la forza dei pisani la gramigna, che però non è mai stato un vero e proprio simbolo in quanto deriva dall'errata interpretazione degli arabeschi disegnati per arricchire il Signum Rubicundum.

Bandiera con l'Aquila Imperiale, un tempo stemma di Pisa, oggi simbolo della Provincia di Pisa
Bandiera della città
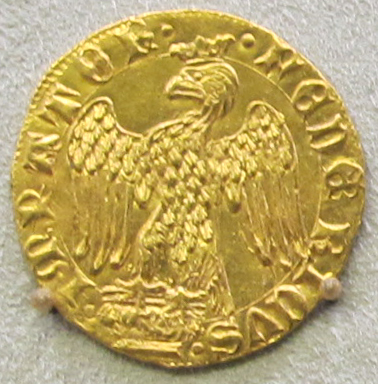
Aquilino d'oro di Pisa (1313), riportante l'aquila come simbolo della città
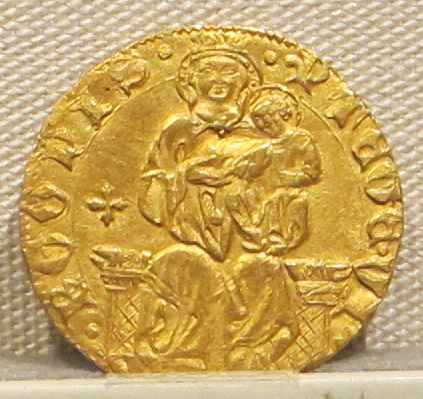
Testone della Repubblica di Pisa del 1494 circa raffigurante la Madonna con Gesù bambino e la croce come segno di zecca
Stemma della Marina Militare (versione in uso dal 2012) con la bandiera storicamente errata della Repubblica Marinara di Pisa

### Onorificenze
Pisa è tra le città decorate al valor militare per la guerra di liberazione, insignita della medaglia di bronzo al valor militare per i sacrifici delle sue popolazioni e per l'attività nella lotta partigiana durante la seconda guerra mondiale.

## Monumenti e luoghi d'interesse

### Architetture religiose

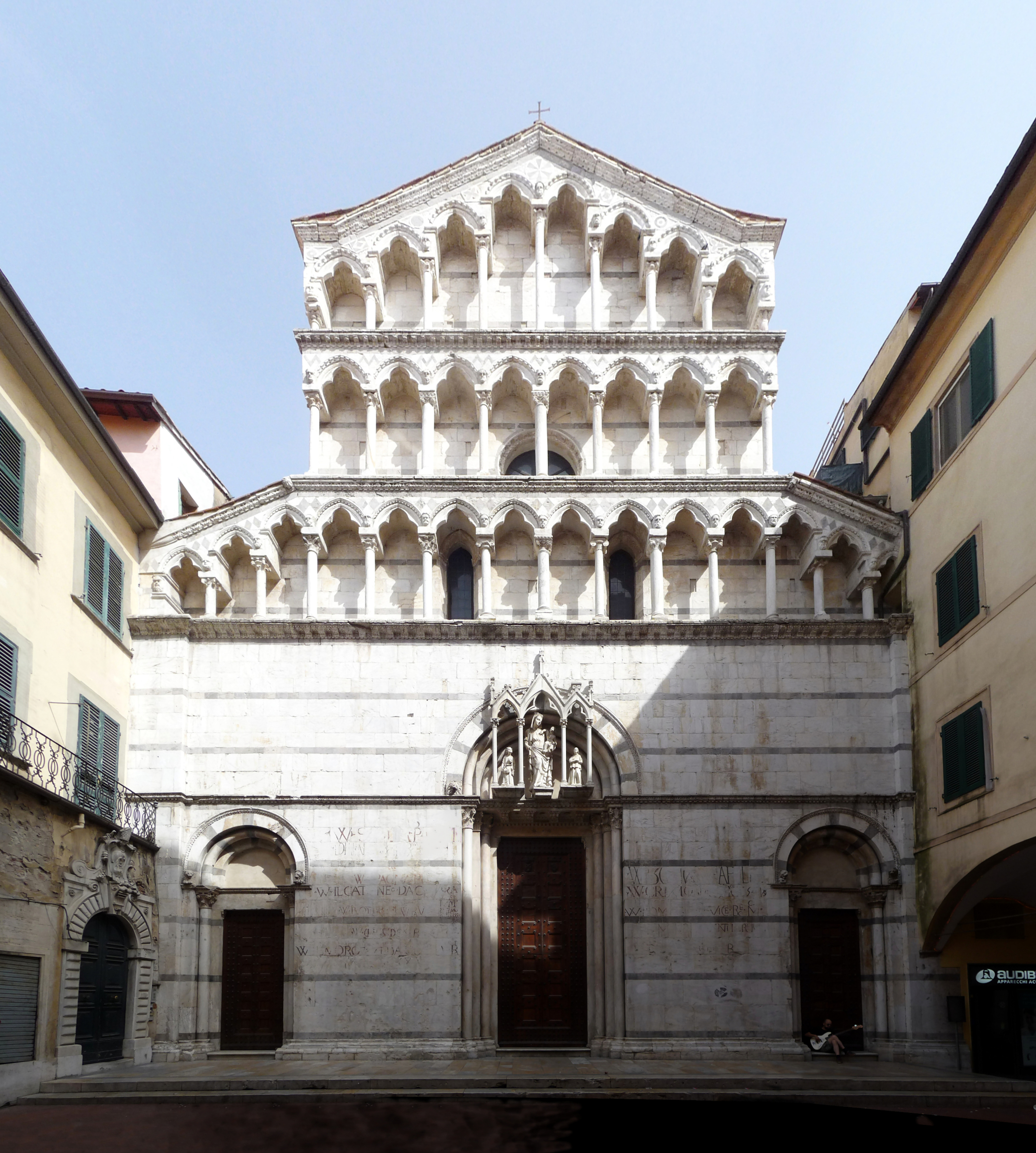
Chiesa di San Michele in Borgo

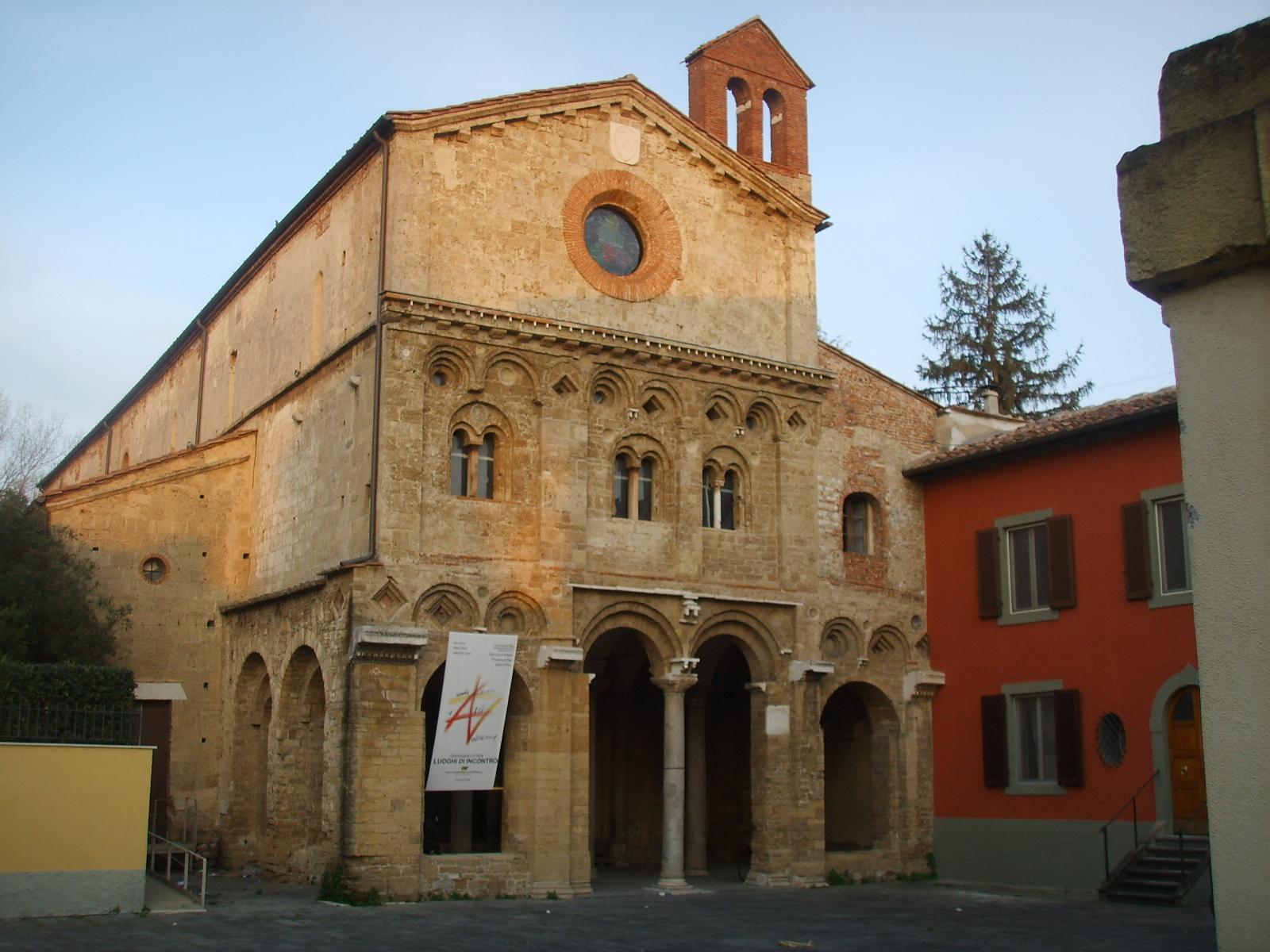
Chiesa di San Zeno

- Il Duomo di Pisa è la cattedrale medievale di Pisa. La costruzione del duomo, situato al centro della cosiddetta Piazza dei Miracoli, iniziò nel 1063 grazie al saccheggio di Palermo per mano della famiglia Orlandi, tale struttura fu ideata e portata a termine dall'architetto Buscheto. Vi si fondono elementi stilistici diversi: classici, lombardo-emiliani, bizantini e in particolare islamici, a riprova della presenza internazionale dei mercanti pisani a quei tempi. Nella prima metà del XII secolo il duomo fu ampliato sotto la direzione dell'architetto Rainaldo. L'aspetto attuale dell'edificio è il risultato di ripetute campagne di restauro succedutesi in diverse epoche[27]. Il Duomo ospitava anche il San Tommaso d'Aquino fra i Dottori della Chiesa di Benozzo Gozzoli, oggi al Museo del Louvre, rastrellato durante l'occupazione francese e i furti napoleonici.[28]
- Chiesa di San Francesco, progettata da Giovanni di Simone, costruita dopo il 1276. Nel 1343 nuove cappelle sono state aggiunte e la chiesa è stata elevata. È a navata unica e di notevole interesse sono la torre campanaria e il chiostro. Ospita opere di Jacopo da Empoli, Taddeo Gaddi e Santi di Tito. Nella Cappella della Gherardesca furono tumulati Ugolino della Gherardesca e i suoi figli. In origine e fino al 1810, ospitava la Maestà di Cimabue e San Francesco che riceve le stigmate di Giotto, ma a seguito delle spoliazioni napoleoniche e delle enormi dimensioni che ne resero difficile la restituzione durante la Restaurazione, rimasero al Louvre dove le aveva collocate Napoleone.
- Chiesa di San Frediano, menzionata la prima volta nel 1061, è una basilica a tre navate e ospita un crocifisso del XII secolo. Gli affreschi sono per la maggior parte restaurati nel XVI secolo, con lavori di Domenico Passignano, Aurelio Lomi e Rutilio Manetti. Svolge oggi la funzione di chiesa universitaria.
- Chiesa di San Paolo all'Orto La chiesa è menzionata nel 1086 come chiesa di San Paolo in Burgo, mentre nel 1120 è già detta "all'Orto". La chiesa ospitava l'opera di Taddeo di Bartolo Maria Santissima col suo Divin Figlio, che venne rastrellata durante l'occupazione francese su ordine del Direttorio da parte del direttore del Musee Napoleon Denon. Non venne restituita dopo il Congresso di Vienna a Pisa, oggetto delle spoliazioni napoleoniche, probabilmente a causa delle notevoli dimensioni che ne impedivano l'agile trasporto.
- Chiesa di San Silvestro costruita nel 1118, quando fu data ai monaci benedettini di Montecassino.Durante l'occupazione francese, diverse opere d'arte vennero rastrellate da Pisa oggetto di spoliazioni napoleoniche, tra cui la Maria con Gesù e angioli, una tavola di Turino Vanni anticamente ospitata dalla Chiesa di San Silvestro e tuttora in Francia[28]
- Chiesa di San Nicola, la cui esistenza è rintracciabile fin dal 1097, è stata ingrandita tra il 1297 e il 1313 dai frati dell'ordine Agostiniano (che ricevettero la chiesa nel 1297), forse su progetto di Giovanni Pisano. Il campanile ottagonale risale alla seconda metà del XIII secolo. Notevoli sono le sculture lignee di Giovanni e Nino Pisano, e l'Annunciazione di Francesco di Valdambrino. Il campanile di questa chiesa è anch'esso pendente.
- Chiesa di Santa Maria della Spina, (1230), attribuita nella forma attuale a Lupo di Francesco (1325), è considerata unanimemente uno dei capolavori del gotico italiano. Ricca e preziosa come uno scrigno, sorge lungo il fiume, a pochi passi dall'estremità sud del Ponte Solferino. Proprio per la sua vicinanza al fiume subì nell'Ottocento un singolare intervento di smontaggio: le pietre furono numerate e la chiesa fu riassemblata a un livello più alto in modo da salvarla dalle piene.
- Chiesa di San Paolo a Ripa d'Arno, costruita attorno al 952, sorge in una piazza alberata situata sul Lungarno a sud-ovest della città. Fu ingrandita a metà del XII secolo sullo stile adottato per il Duomo, il romanico pisano. La facciata è stata completata nel XIV secolo da Giovanni Pisano. L'interno è stato affrescato da Buonamico Buffalmacco e Turino Vanni. Ha annesso la romanica Cappella di Sant'Agata, a pianta ottagonale, costruzione in laterizio del XII secolo che presenta un'insolita copertura piramidale.
- Chiesa di San Michele degli Scalzi, chiesa in stile Romanico situata nel quartiere di San Michele. Il campanile di questa chiesa è il più pendente della città, superando anche la celebre torre.
- Sinagoga di Pisa
- Cimitero ebraico
- Chiesa di San Giovanni de' Fieri, chiesa avventista.
- Cappella Sacrario ai Caduti di Kindu
- Cimitero Suburbano di Pisa
- Ex convento dei "Frati Bigi"
- Cimitero di San Piero a Grado
- Chiesa di Gesù Cristo dei santi degli ultimi giorni, chiesa mormone.
- Chiesa evangelica valdese
- Sala del Regno dei Testimoni di Geova
- Centro culturale islamico

### Architetture civili

#### Palazzi

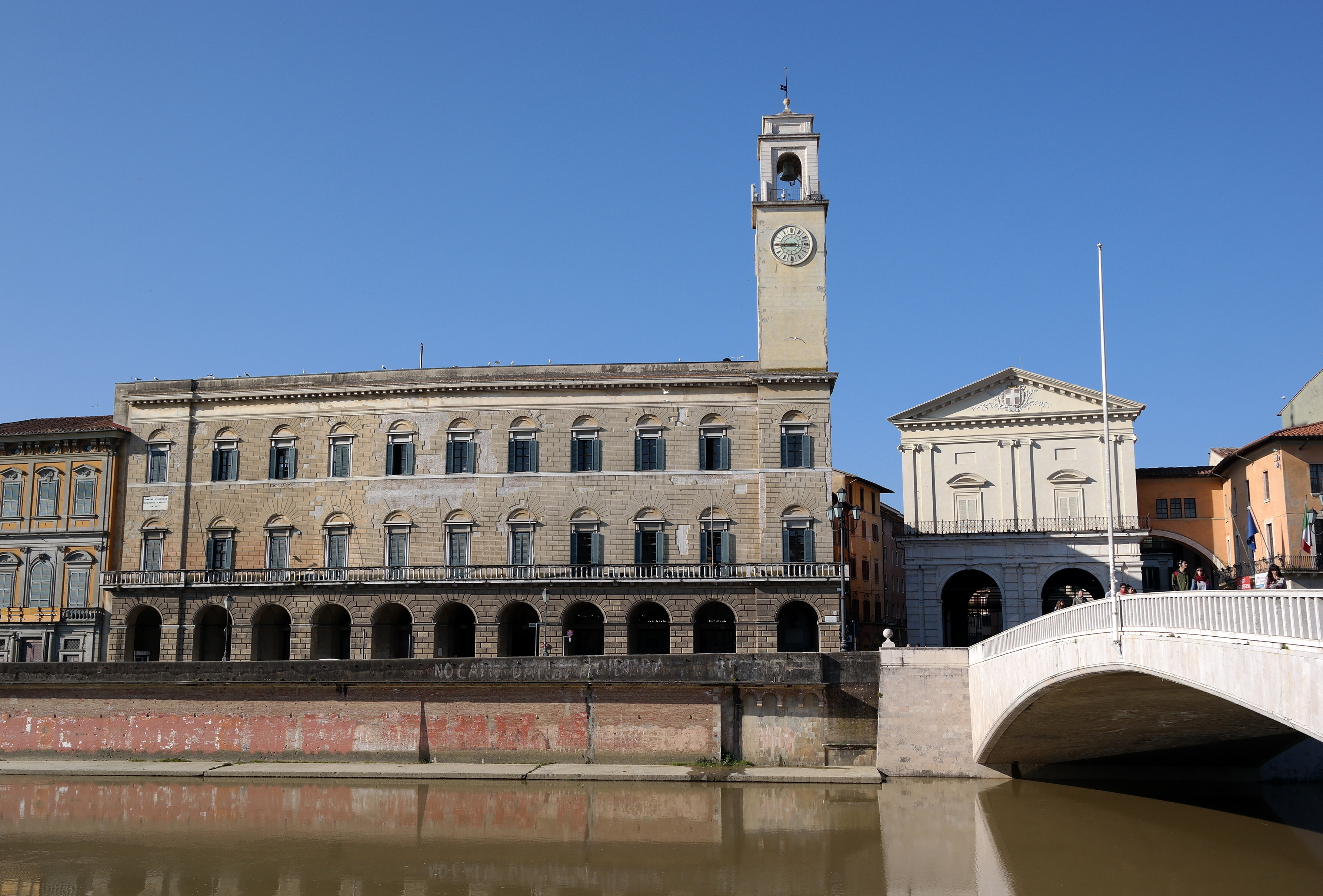
Il Palazzo Pretorio con la torre dell'orologio

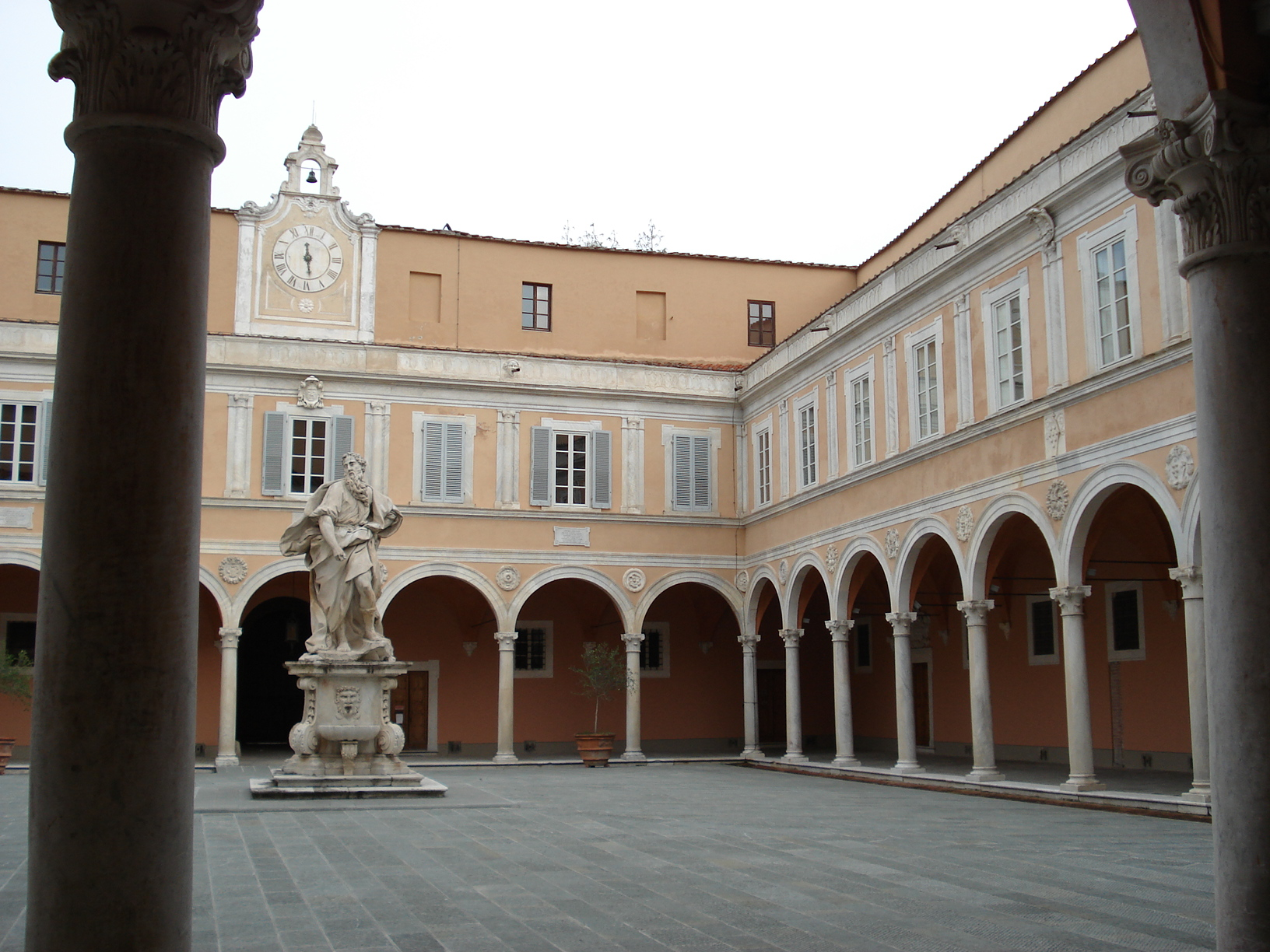
Il cortile interno del palazzo arcivescovile

- Casino dei Nobili: elegante palazzo signorile con loggiato, situato in Piazza Garibaldi, sede nel Settecento del Casino dei Nobili, un luogo di svago per la rinascente nobiltà locale.
- Palazzo Agonigi da Scorno: situato in Via Santa Maria, rappresenta un raro esempio di restauro di una delle casetorri più belle della città.
- Palazzo Agostini: in posizione dominante sul Lungarno Pacinotti, questo elegante palazzo gotico trecentesco è conosciuto come Palazzo Rosso o Palazzo dell'Ussero. È sede del Caffè dell'Ussero dal 1775 e del cinema Lumière dal 1899. Da notare la sua particolare pendenza dovuta al suolo acquitrinoso della città.
- Palazzo Arcivescovile: a due passi dalla Torre Pendente, questo palazzo sorge sui resti della porta episcopalis, una delle entrate più importanti dell'antica cinta muraria alto medievale. Più volte modificato, l'aspetto attuale è frutto degli interventi cinquecenteschi e settecenteschi. Di notevole interesse è il cortile cinquecentesco con la statua di Mosè che domina al centro.
- Palazzo Carranza: in via San Martino, con notevoli affreschi di Annibale Gatti.
- Palazzo Medici o Appiano: già possedimento della famiglia Appiano, signori di Pisa nel periodo 1392-1398. Nel 1400 i Medici l'acquistarono, e vi soggiornò anche Lorenzo de' Medici.
- Ex-Palazzo del Podestà: edificio medievale più volte ristrutturato nel corso dei secoli. Sorge nei pressi dell'antico Monte di Pietà di Pisa, in Via Ulisse Dini.
- Palazzo Poschi: esempio di palazzo a loggia del Trecento, costruito sui resti delle mura alto medievali della città, all'incrocio tra Borgo Stretto e Via San Francesco. Recentemente restaurato, mostra l'evoluzione dalle più rudimentali casetorri (un esempio è la Torre della Taccola adiacente al palazzo) agli eleganti palazzi trecenteschi che fiorirono in tutta la città.
- Palazzo Quarantotti: sito in Via Tavoleria, una delle più interessanti strade medievali della città, il palazzo si mostra notevolmente alterato nelle sue forme, ma le strutture turrite inglobate al suo interno sono ancora ben visibili.
- Palazzo Reale: sede della Soprintendenza ed eretto nel 1583 da Bernardo Buontalenti per Francesco I de' Medici. Ha un profilo reso ancora più evidente tra i palazzo del Lungarno Pacinotti, oltre che per le notevoli dimensioni, dalla Torre del Cantone (o della Verga D'Oro), un'antica torre difensiva, dalla sommità della quale Galileo Galilei mostrò al Granduca Cosimo II l'uso del nuovo telescopio da lui perfezionato. La sua forma attuale del palazzo è il frutto di un intervento di restauro e di ampliamento in epoca lorenese. Attualmente ospita il Museo nazionale di palazzo Reale, una collezione di arte moderna, per lo più proveniente dai fondi granducali, con opere di artisti di rilievo, come Raffaello, Rosso Fiorentino, Guido Reni e Bronzino. Altrettanto interessante la collezione di armature, parte del corredo del Gioco del Ponte.
- Palazzo Roncioni: situato in Lungarno Mediceo, il palazzo, oltre che essere l'unico ad aver mantenuto il proprio scalo sul fiume, fu la dimora dell'antichissima famiglia pisana. Tra il Settecento e l'Ottocento il palazzo accolse ospiti illustri quali Vittorio Alfieri e Ugo Foscolo.
- Palazzo Ruschi: fu la sede del primo museo civico cittadino, questo elegante palazzo cinquecentesco, nato dall'accorpamento di casetorri medievali, delimita l'ottocentesca Piazza d'Ancona, creando uno degli spazi più suggestivi della città.
- Palazzo della Sapienza: eretto da Lorenzo de' Medici durante la riorganizzazione urbanistica della città nel Quattrocento, divenne la sede principale dello Studio Pisano. Ospita ora la facoltà di Giurisprudenza, all'angolo tra Via Curtatone e Montanara e Piazza Dante.
- Palazzo Tobler: al centro del Borgo Largo (o Via Oberdan), questo palazzo con loggia rappresenta uno degli esempi meglio riusciti del potere dei mercanti medievali a Pisa. Da notare la bellissima facciata gotica in marmo bianco dei Monti Pisani.
- Palazzo Tobler sul Lungarno: situato in prossimità del Ponte Solferino, in Lungarno Pacinotti, il palazzo è stato ricostruito dopo i pesanti danneggiamenti della seconda guerra mondiale. In epoca medievale era l'abitazione della famiglia Ricucchi, fondatori del primo ospedale cittadino presso la chiesa di Santa Lucia dei Ricucchi, ora scomparsa, ma soprattutto ricordata per aver dato i natali a Ricucco Ricucchi, che secondo la tradizione fu il primo a entrare in Gerusalemme durante la Prima Crociata.
- Palazzo Toscanelli: sede dell'Archivio di Stato in Lungarno Mediceo, questo bellissimo palazzo dalla facciata in calcare di San Giuliano è oggetto di discussioni fin dal suo ampliamento cinquecentesco. Restaurato da Niccolò Tribolo, secondo la tradizione locale il progetto di ampliamento fu opera del grande Michelangelo, ma la mancanza di fonti certe hanno sempre messo in dubbio il suo intervento. Da qui Lord Byron partì alla volta della Grecia ove trovò la morte.
- Palazzo delle Vedove: parte del complesso degli Uffizi Pisani, il palazzo, sito in Via Santa Maria, è collegato attraverso un camminamento sospeso alla Torre del Cantone e quindi al Palazzo Reale. Secondo la tradizione il suo nome è dovuto al fatto che ospitasse le vedove della famiglia de' Medici a Pisa.
- Palazzo Gambacorti: sede dell'amministrazione comunale.
- Palazzo Lanfranchi: sede del Museo della Grafica.
- Palazzo Giuli Rosselmini Gualandi, 1356 circa, sede della Fondazione Cassa di Risparmio di Pisa, ospita il centro d'arte Palazzo Blu.
- Royal Victoria Hotel: ex Palazzo Aulla di origini tardo romane e alto medievali del X secolo. È situato in Lungarno Pacinotti.
- Palazzo della Carovana: principale palazzo di Piazza dei Cavalieri. La facciata è totalmente dipinta da Giorgio Vasari. È sede della Scuola Normale Superiore.

#### Casetorri

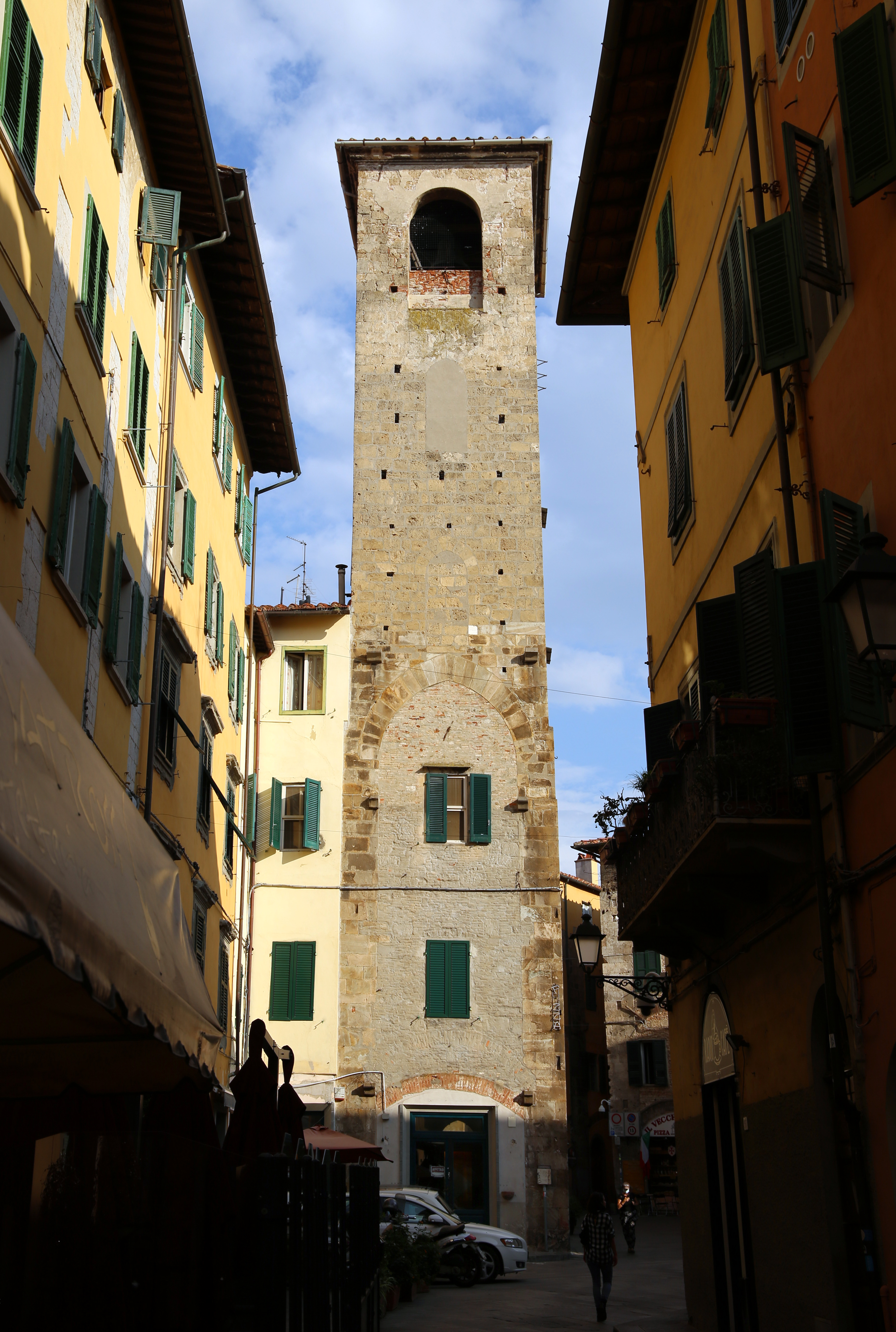
La Torre del Campano

Nel Medioevo, Pisa era caratterizzata dalla presenza di numerose case torri, edifici in muratura con funzione residenziale e difensiva, tipici delle città comunali italiane. Secondo alcune fonti, la città avrebbe contato fino a 10.000 torri, sebbene questo dato sia probabilmente iperbolico e riferito a un periodo di massimo sviluppo urbano. La costruzione di queste strutture, particolarmente diffusa tra l'XI e il XIII secolo, era legata all'ascesa delle famiglie aristocratiche e mercantili, che ne facevano un simbolo di prestigio e sicurezza. Nel tempo, molte case torri sono state demolite o modificate, ma alcuni esempi sono ancora visibili nel centro storico, come la Torre del Campano, la Torre Lanfreducci e la Torre dei Visconti. Questi edifici rappresentano una testimonianza dell'assetto urbano medievale di Pisa e della sua evoluzione architettonica.
- Torre del Campano
- Torre De Cantone
- Torre Lanfreducci
- Torre del Lungarno Pacinotti
- Torre di Sant'Agnese
- Torri di via Cavalca
- Torre dei Visconti
- Casa torre di via Ulisse Dini

#### Domus
- Casa Agostini della Seta
- Casa Gualandi
- Casa Miniati
- Casa del Nero
- Casa Pierucci
- Casa Rasponi dalle Teste
- Casa Tizzoni
- Casa della Donna
- Casa Vanni
- Domus Galileana
- Domus Mazziniana

#### Ponti

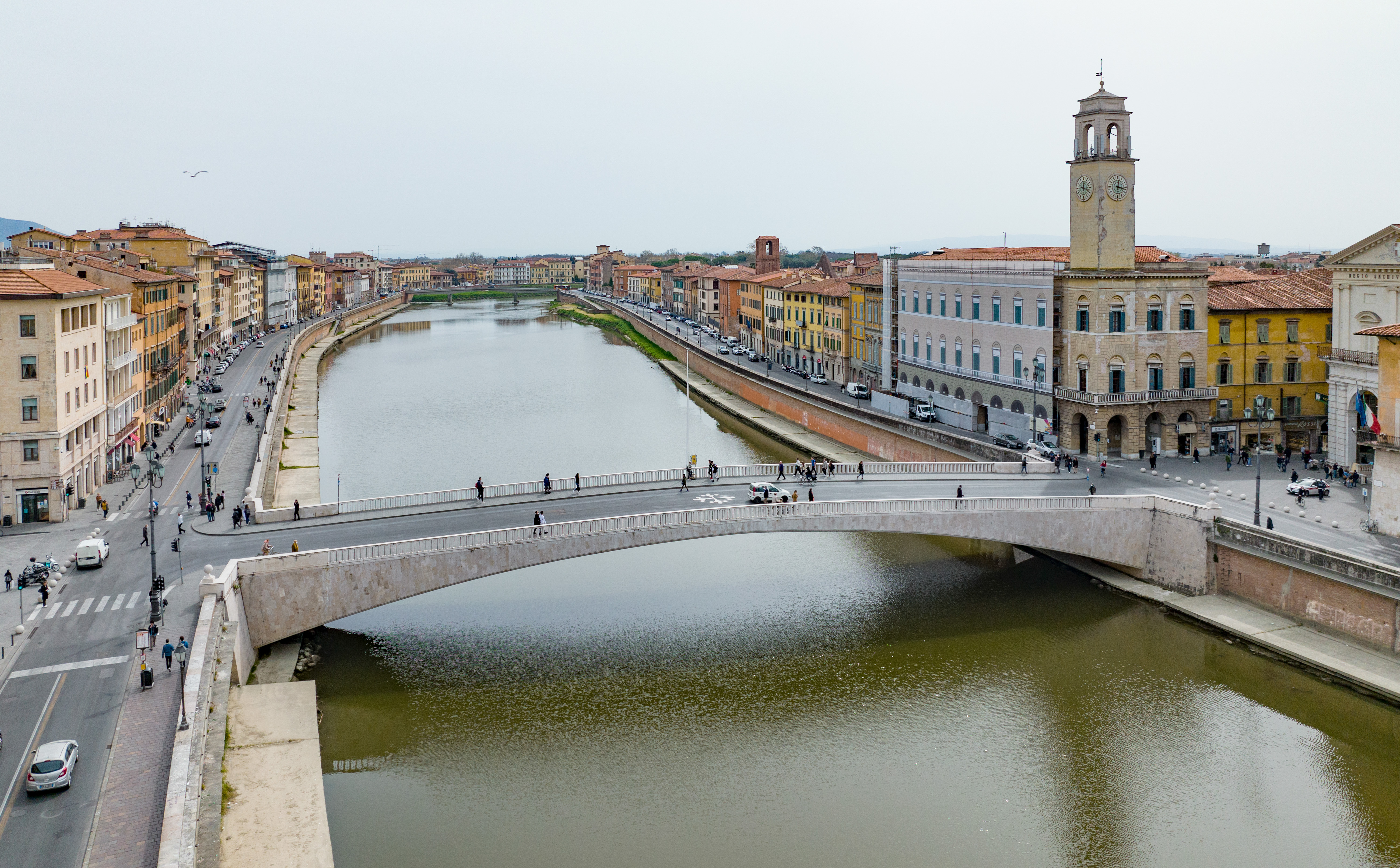
Il Ponte di Mezzo

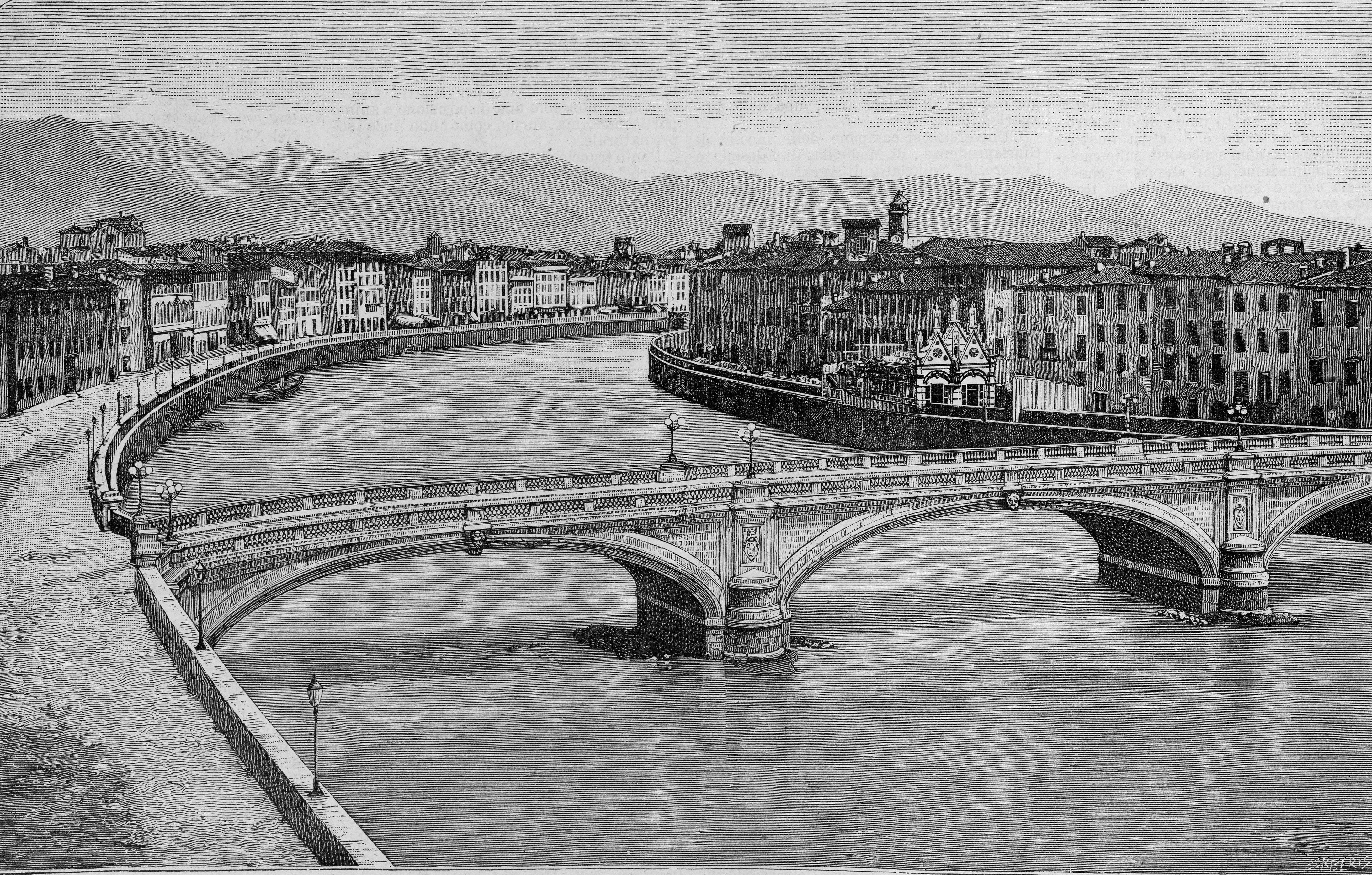
Il vecchio ponte Solferino in una xilografia

La totalità dei ponti di Pisa risalgono alla metà del XX secolo poiché danneggiati dai bombardamenti alleati o dai tedeschi in ritirata durante la seconda guerra mondiale.
- Ponte di Mezzo: il ponte, situato idealmente nel centro della città, collega Piazza Garibaldi, nella parte di Tramontana, a Piazza XX Settembre, a Mezzogiorno, ove si trovano il Palazzo Gambacorti (sede del municipio) e le Logge di Banchi. Ospita l'ultimo sabato di giugno di ogni anno il Gioco del Ponte.
- Ponte della Vittoria: costruito tre volte, l'ultima volta nel primo dopoguerra, congiunge Piazza Guerrazzi a Mezzogiorno, con l'ingresso al Viale delle Piagge a Tramontana. Probabilmente il nome è ancora quello dato sotto il fascismo al ponte sito nello stesso posto subito crollato.
- Ponte Solferino: ricostruito molto più spartano nel dopoguerra, unisce via Crispi, a Mezzogiorno, al punto in cui, a Tramontana, si incontrano i lungarni Pacinotti e Simonelli.
- Ponte della Fortezza: chiamato inizialmente Spina, unisce l'incontro tra i Lungarni Mediceo e Buozzi a Tramontana con l'ingresso del Giardino Scotto (o Bastione Sangallo) a Mezzogiorno.
- Ponte della Cittadella: uno degli ultimi ponti, andando verso la foce dell'Arno: unisce la Cittadella a Nord con Piazza San Paolo a Ripa d'Arno a Sud.
- Ponte delle Bocchette: il più recente e il più grande, il primo ponte cittadino arrivando da est.
- Ponte della Ferrovia: il ponte della linea Genova-Roma è situato appena fuori dalla cinta muraria.
- Ponte dell'Aurelia, detto anche Ponte dell'Impero: è quello grazie al quale la via Aurelia attraversa il fiume.
- Ponte del CEP: è l'ultimo ponte urbano andando verso il mare e prende il nome dall'attiguo quartiere.
- Ponte dell'autostrada A12: è il ponte per mezzo del quale l'autostrada A12 attraversa l'Arno nei pressi della foce.
- Ponte ciclopedonale di Cisanello-Riglione

#### Ville
- Villa di Maio
- Villa Medicea di Coltano (località Coltano)
- Villa del Gombo (San Rossore)

#### Colonie marine
- Colonia Regina Elena
- Colonia Rosa Maltoni Mussolini
- Colonia dei Fasci Italiani all'Estero
- Colonia Vittorio Emanuele II
- Colonia Principi di Piemonte

### Architetture militari

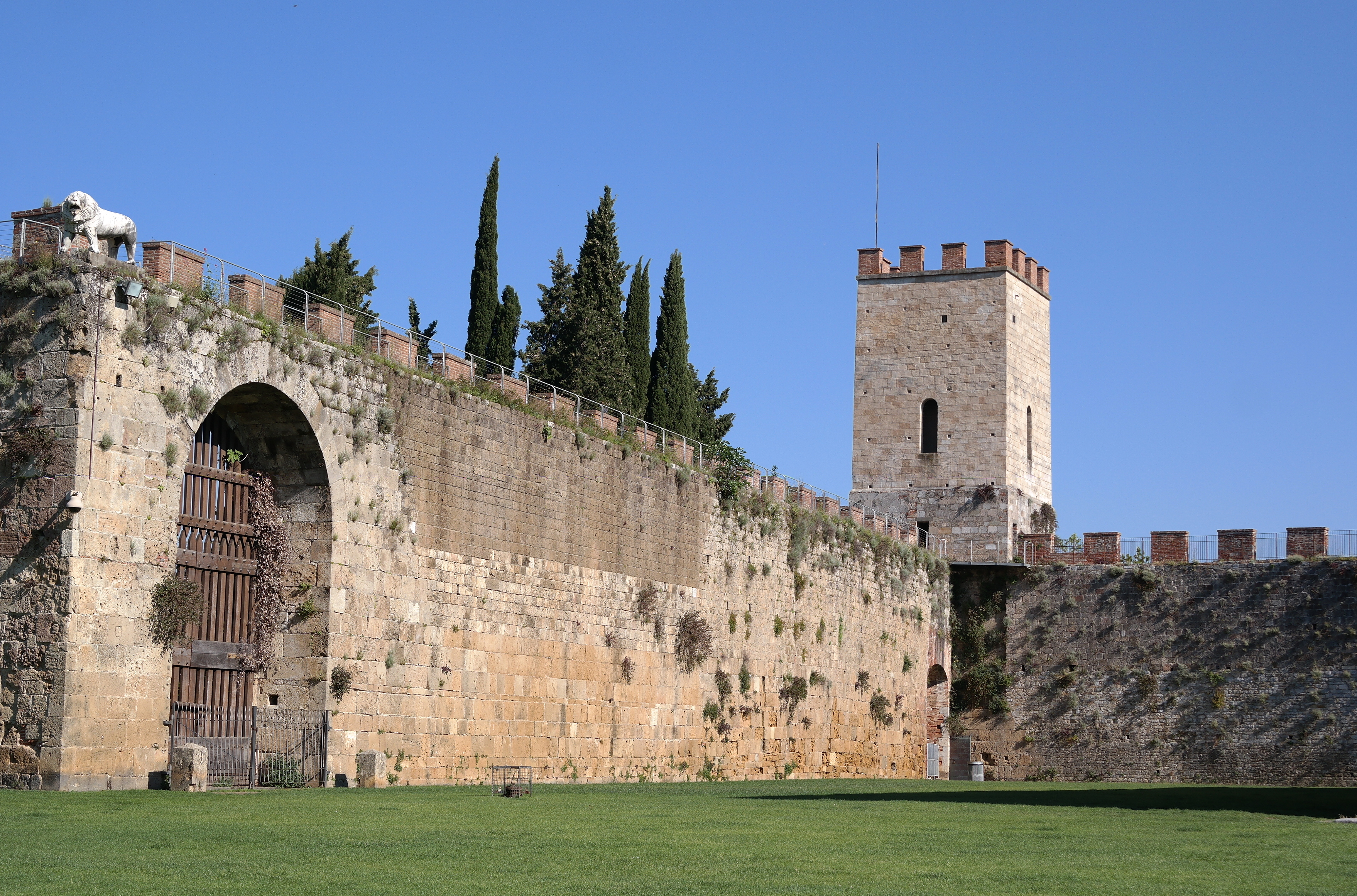
Le mura repubblicane che circondano il centro storico

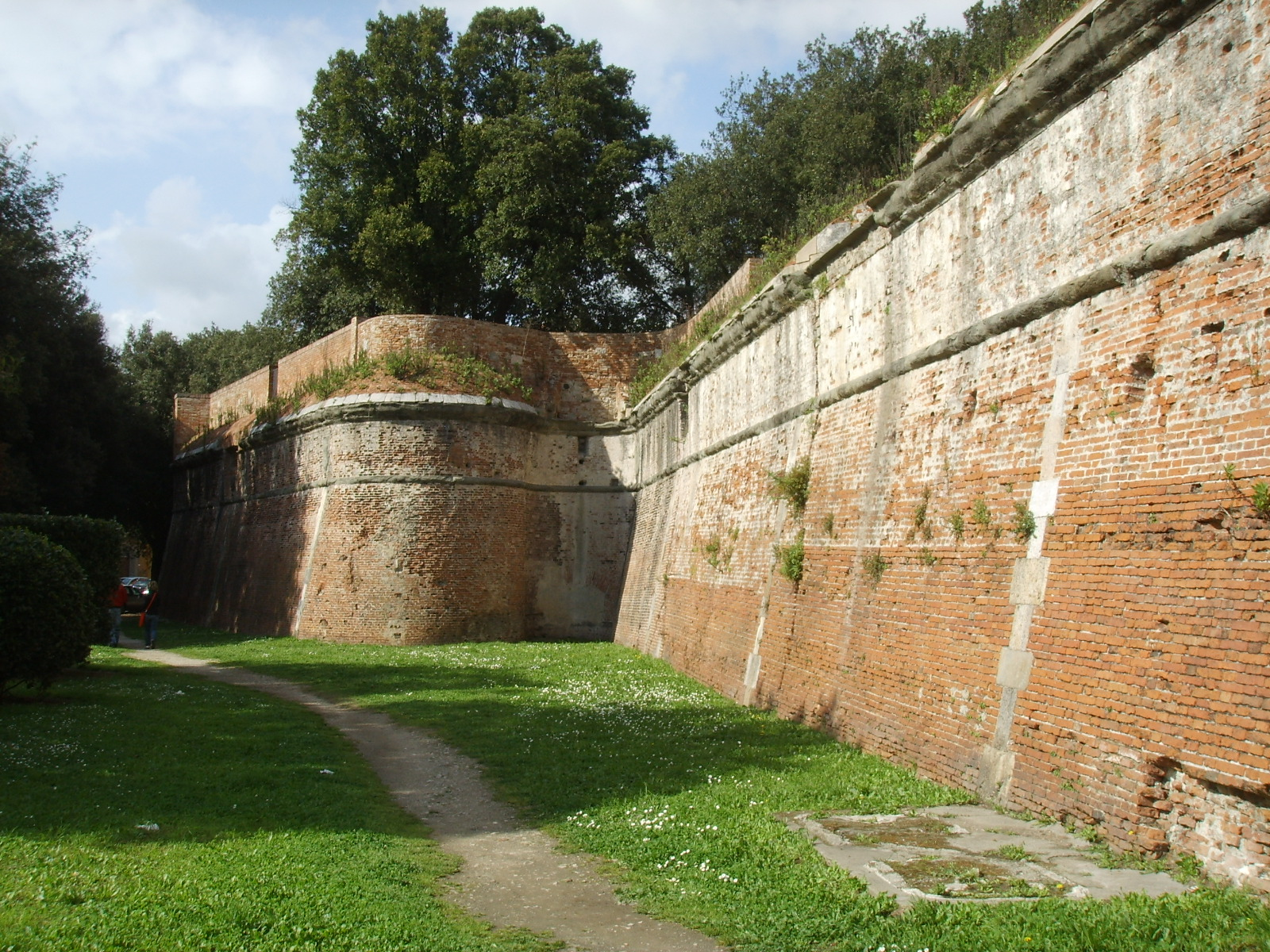
Bastione San Gallo, struttura difensiva del periodo fiorentino

- Le mura: la città è tuttora circondata dall'antica cinta muraria, rimasta intatta a eccezione di alcuni tratti a sud e a ovest. Di notevole interesse lungo il percorso sono le numerose porte, la piazza delle Gondole (punto di arrivo dell'Acquedotto Mediceo e del Fosso del Mulino, provenienti rispettivamente da Asciano e Ripafratta), e i cosiddetti "Bagni di Nerone", ai quali afferiva un tempo l'antico acquedotto romano di Caldaccoli proveniente da San Giuliano Terme, conosciuta in antichità come Aquae Pisanae e poi come Bagni di Pisa. Un'iscrizione trovata su una fistula nel Borgo di Corliano (CIL XI 1433)[31] ricorda che l'acquedotto venne costruito nel 92 d.C. da L. Venuleius Montanus[32], patrono della Colonia Pisana e console di Attidium (città romana nei pressi di Fabriano). Da maggio 2018 è stato aperto il camminamento sopra le mura (11 m di altezza), dunque le mura di Pisa sono adesso percorribili gratuitamente per i residenti a Pisa e al costo di € 3,00 a persone per i non residenti (nel tratto da Piazzetta Del Rosso a Piazza dei Miracoli per un totale di 3 km). Inoltre intorno alle mura è stato creato un parco verde di circa 25.000 metri quadrati.
- I bastioni: i bastioni di Pisa sono strutture fortificate poste a protezione delle vie di comunicazione più importanti della città. Con il progetto di riqualifica delle mura urbane verranno in gran parte ristrutturati e adibiti a centri culturali, di accoglienza e commerciali. Lungo la sponda nord-occidentale del fiume si trova l'antico arsenale repubblicano, dominato dalla Torre Guelfa, parte del sistema della Cittadella Vecchia di cui fa parte anche il Bastione San Giorgio. In prossimità della quattrocentesca Porta a Lucca si trova il Bastione del Parlascio, costruzione rinascimentale brunelleschiana eretta intorno all'antica porta eponima. Tornando verso il fiume, lato nord-orientale, si trova il Bastione del Barbagianni, che fa da specchio al quattrocentesco Bastione Sangallo, costruito da Giuliano da Sangallo nei pressi del Portone San Marco, ora sede di un parco pubblico cittadino con spazi ludici per bambini, un'arena-cinema ed eleganti strutture a gazebo. Lo spazio viene inoltre utilizzato per celebrare matrimoni o ricevimenti. Dalla parte opposta del fiume, sulla sponda sud-occidentale, si trova il Bastione Stampace, costruito sui resti della trecentesca Torre Stampace.

### Altro

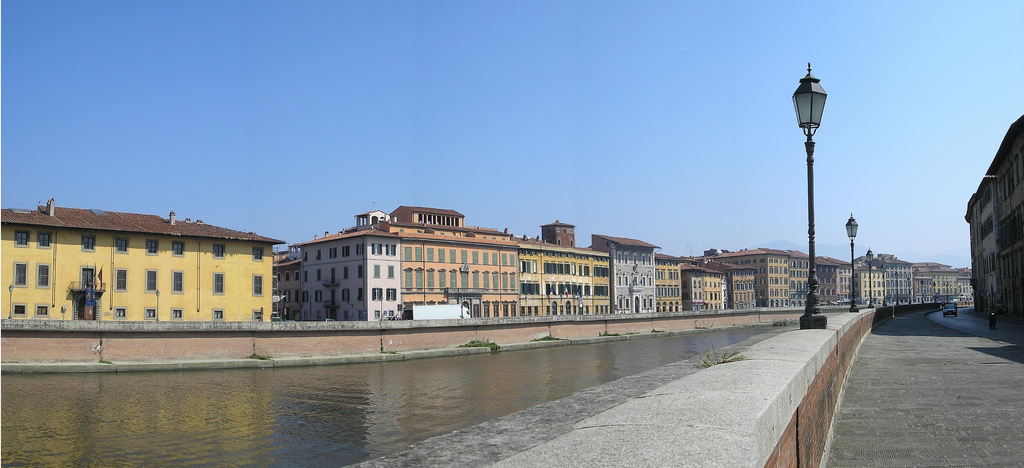
Scorcio del Lungarno Pacinotti visto da Lungarno Gambacorti

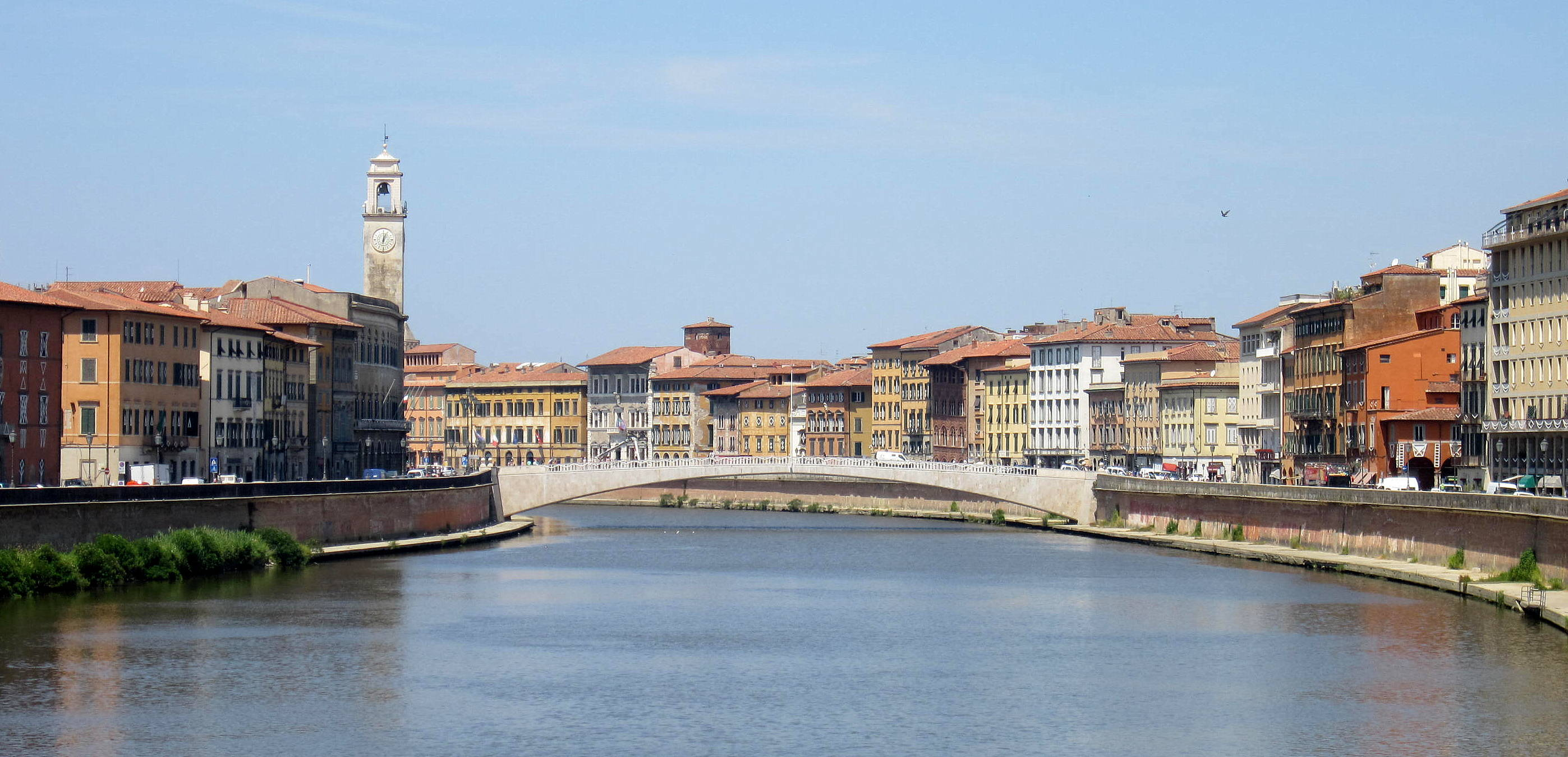
Lungarni Mediceo e Galilei

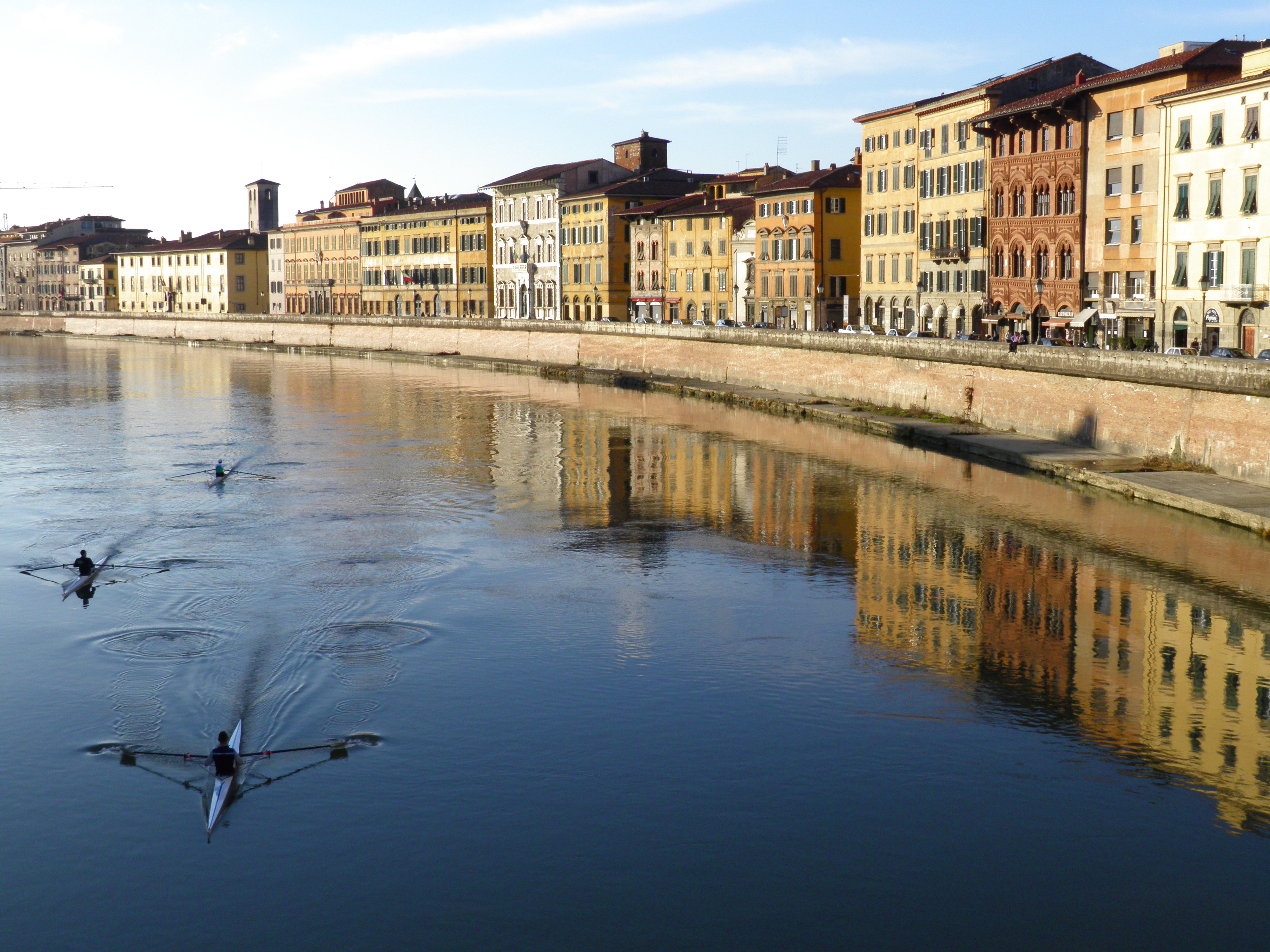
Scorcio del Lungarno Pacinotti

#### I Lungarni
Sono il vero centro cittadino, luogo d'incontro dei pisani e degli studenti universitari. Ogni sera il tratto storico dei Lungarni si colora di mille luci dei café o pub che vi si affacciano. Durante l'estate la sera sono chiusi al traffico veicolare, fatta eccezione per i veicoli dei residenti e dei portatori di handicap il lungarno Pacinotti, il lungarno Galilei e il lungarno Mediceo. Questo attira ogni sera molti giovani, spesso seduti sulle 'spallette', i parapetti dell'Arno, a testare nuovi gusti gelato delle sempre più numerose gelaterie presenti, o a consumare bibite. Durante il giorno rappresentano il principale punto di passaggio sia pedonale che veicolare. I Lungarni di Pisa sono storicamente quattro, divisi dal fiume e dal Ponte di Mezzo e si distinguono in Lungarno Gambacorti e Galilei a sud, Lungarno Pacinotti e Mediceo a nord. I ponti della Fortezza e della Cittadella rappresentano il confine orientale e occidentale della città murata. All'interno però si trovano altri due Lungarni, Simonelli a nord e Sonnino a sud. Oltre le mura si trovano il Lungarno Cosimo I a nord ovest, mentre a sud ovest le Vie da Padule e San Giovanni al Gatano danno inizio al lungo Viale d'Annunzio, che collega la città alla frazione sul mare, Marina di Pisa a nordest.
Il lungarno a nord del fiume fra il ponte della Fortezza e il ponte della Vittoria è chiamato lungarno Buozzi, e prosegue lungo il viale delle Piagge, grande parco urbano. Lungo l'altra sponda del fiume si trovano invece il Lungarno Fibonacci, che costeggia la Fortezza Nuova e il Lungarno Guadalongo, a sud del ponte della Vittoria.
I lungarni sono inoltre la sede del circuito museale 'I Musei del Lungarno' che conta ben 6 musei d'interesse nazionale.
- Lungarno Mediceo: vi si trova il Palazzo Medici e la chiesa romanica di San Matteo, nel cui ex-monastero è ospitato il Museo Nazionale di San Matteo. Tra le opere di rilievo un gruppo di dipinti dal XII al XVIII secolo e una ricca collezione di sculture della scuola dei Pisano.
- Lungarno Gambacorti:, ospita eleganti palazzi rinascimentali e gioielli romanici e gotici; fra gli altri, la chiesa di Santa Cristina, la chiesa di Santa Maria della Spina e palazzi rinascimentali, come il Palazzo Blu, rinomato museo e centro espositivo internazionale. Nello storico Palazzo Gambacorti ha sede del Comune di Pisa.
- Lungarno Pacinotti: dominato da imponenti palazzi rinascimentali, questo Lungarno nasce sui resti dell'antica cinta muraria alto medievale. Nei pressi della chiesa di Santa Maria dei Galletti sorgeva la Porta Aurea, attraversata dai più valorosi condottieri pisani. Il Palazzo alla Giornata, sede del Rettorato, il Palazzo Agostini, o palazzo Rosso, sede del Caffè dell'Ussero e il lussuoso Royal Hotel Victoria, secondo alcuni il più antico albergo d'Italia, sono un esempio dell'eleganza della città maturata nei secoli. Al centro del Lungarno il Palazzo Reale, sede dell'omonimo Museo Nazionale, che ospita dipinti di Raffaello, Rosso Fiorentino e Guido Reni.
- Lungarno Galilei: è quello più ampio ed è sede del Museo della Grafica, nello storico Palazzo Lanfranchi, che contiene opere di enorme valore, da Renoir a Viviani, da Fattori a Picasso. Al centro del Lungarno si trova la chiesa del Santo Sepolcro, dalla forma ottagonale e il Palazzo dei Cavalieri di Malta. Lo scalo dei Renaioli è sede di eventi cittadini, soprattutto durante il periodo estivo.

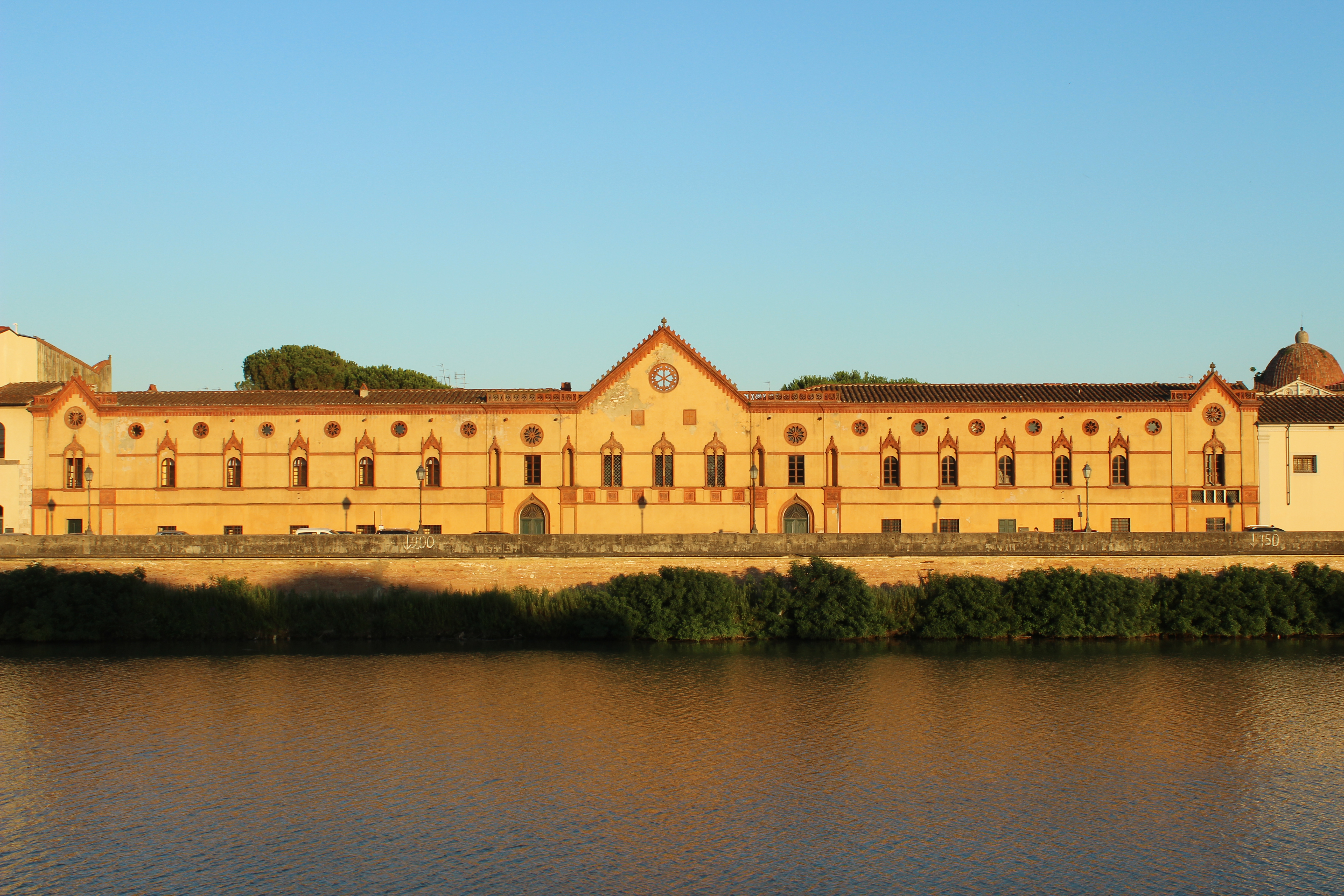
L'ex Monastero delle Benedettine

- L'ex Monastero delle BenedettineLungarno Sonnino: dominato dal complesso neogotico dell'ex Monastero delle Benedettine, termina con una delle chiese più importanti di Pisa, la chiesa di San Paolo a Ripa d'Arno, conosciuta dai pisani come il Duomo Vecchio.
- Lungarno Simonelli: la torre della Cittadella è forse il simbolo di questo Lungarno, sul quale si affacciano la chiesa di San Vito e Ranieri, patrono di Pisa, e gli Arsenali medicei, sede del Museo delle navi antiche, che ospita i reperti rinvenuti durante gli scavi del 1998 presso la Stazione di Pisa San Rossore, le cosiddette Navi Antiche di Pisa[33], e gli Arsenali Repubblicani.

#### Piazze

##### Piazza dei Miracoli
La Piazza del Duomo, nota anche tramite l'espressione poetica piazza dei miracoli, è il centro artistico e turistico più importante di Pisa. Annoverata fra i Patrimoni dell'Umanità dall'UNESCO dal 1987, vi si possono ammirare alcuni capolavori dell'architettura romanica europea, cioè i monumenti che formano il centro della vita religiosa cittadina: la cattedrale, il battistero, il camposanto, e il campanile. La piazza è delimitata a Nord e Ovest dalle mura medievali (nell'angolo che costituiscono è racchiuso il Cimitero ebraico di Pisa), e a Sud da un grande edificio medievale in laterizio, l'antico Spedale Nuovo, ora sede del Museo delle Sinopie.
- Il Duomo: il cuore del complesso è il Duomo di Santa Maria Assunta, la cattedrale medievale. Essa è una Primaziale, essendo l'Arcivescovo di Pisa un Primate. È una chiesa a cinque navate con il transetto a tre navate. L'edificio, come la torre campanaria, è sprofondato percettibilmente nel suolo, e alcuni dissesti nella costruzione sono ben visibili, come le differenze di livello tra la navata di Buscheto e il prolungamento a opera di Rainaldo (le campate verso ovest e la facciata). Lo stile romanico pisano fu creato proprio a partire da questa chiesa e poi esportato nel resto della Toscana, ma anche in Corsica e Sardegna, un tempo sotto il controllo della Repubblica di Pisa.
- Il campanile di Santa Maria: noto come "La Torre pendente" o " La Torre di Pisa", e a Pisa semplicemente "la Torre" per antonomasia, è, per l'appunto, la torre campanaria del Duomo. Sotto di esso il terreno ha leggermente ceduto, facendolo inclinare di alcuni gradi. L'inclinazione si è protratta per moltissimi anni, fino ad arrestarsi dopo i lavori di restauro conclusisi nei primi del XXI secolo. A causa delle difficoltà di costruzione, e non solo, la sua edificazione si è protratta nell'arco di due secoli (in tre diverse fasi di lavoro) a partire dalla fine del XII secolo.
- Il Battistero: dedicato a San Giovanni Battista, s'innalza di fronte alla facciata ovest del Duomo. L'edificio fu iniziato a metà del XII secolo, l'interno, sorprendentemente semplice e privo di decorazioni, ha inoltre una eccezionale acustica. È il più grande battistero in Italia: la sua circonferenza misura 107,25 m.
- Il Campo Santo: il Camposanto monumentale si trova al limite nord della piazza. È un cimitero strutturato in forma di chiostro, con tombe terrigne. La terra all'interno del cortile è in realtà una reliquia, trattandosi di terra proveniente dal monte Golgota in Terrasanta, trasportata con diverse navi dai Pisani dopo la Quarta Crociata, da cui appunto il nome di "campo" (lotto di terreno) "santo". Gli affreschi che decorano le pareti del chiostro furono gravemmente danneggiati in un bombardamento del 1945; sono ancora in corso lavori di restauro, che fra l'altro hanno portato al recupero delle preziosissime sinopie.

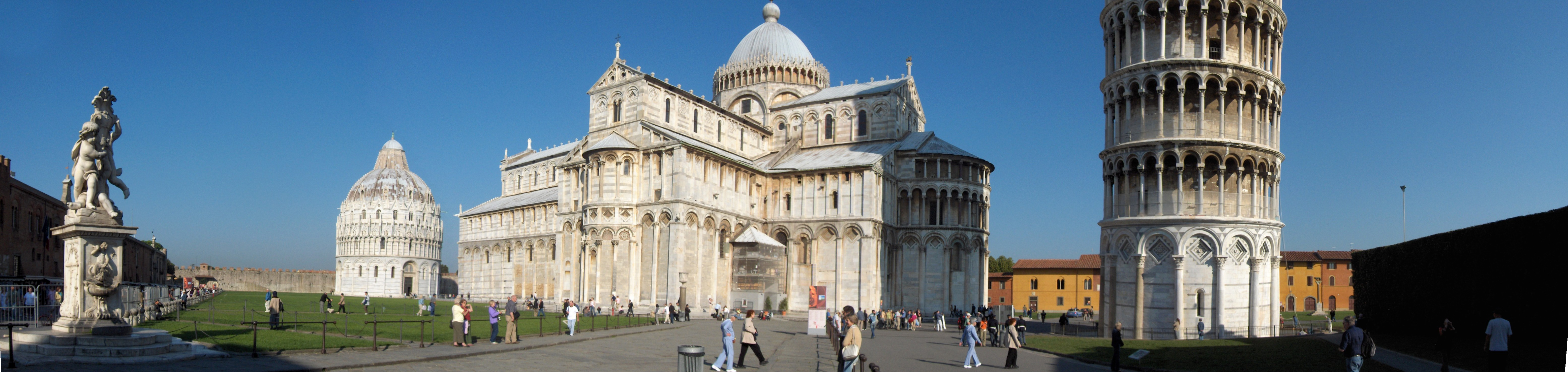
Vista d'insieme di Piazza del Duomo

##### Piazza dei Cavalieri

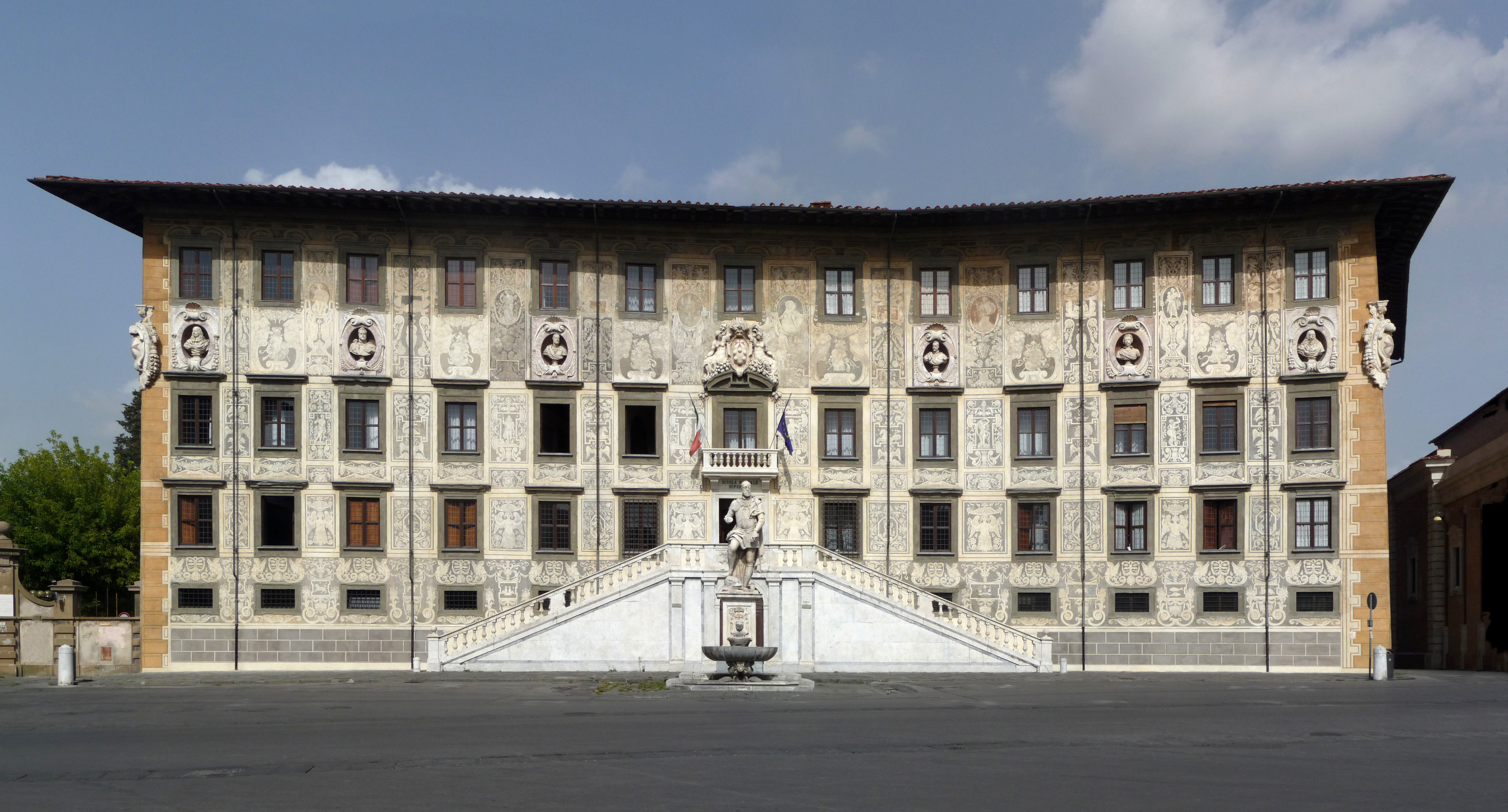
Scuola Normale Superiore, facciata della sede di Piazza dei Cavalieri

- Piazza dei Cavalieri dove sorge il Palazzo della Carovana disegnato da Giorgio Vasari, compresa la complessa decorazione della facciata. È sede della Scuola Normale Superiore.
  - Nella stessa piazza si erge la chiesa dei Cavalieri di Santo Stefano, anch'essa del Vasari. In origine aveva una sola navata; la seconda è stata aggiunta nel XVII secolo. All'interno troviamo tele di Giorgio Vasari, Jacopo Ligozzi, Agnolo Bronzino, Alessandro Fei e Jacopo Chimenti detto l'Empoli.
  - Statua di Cosimo I
  - Palazzo dell'Orologio
  - Chiesa di San Rocco
  - Palazzo del Collegio Puteano
  - Palazzo del Consiglio dei Dodici
  - Canonica
  - Torre della Muda

##### Altre piazze

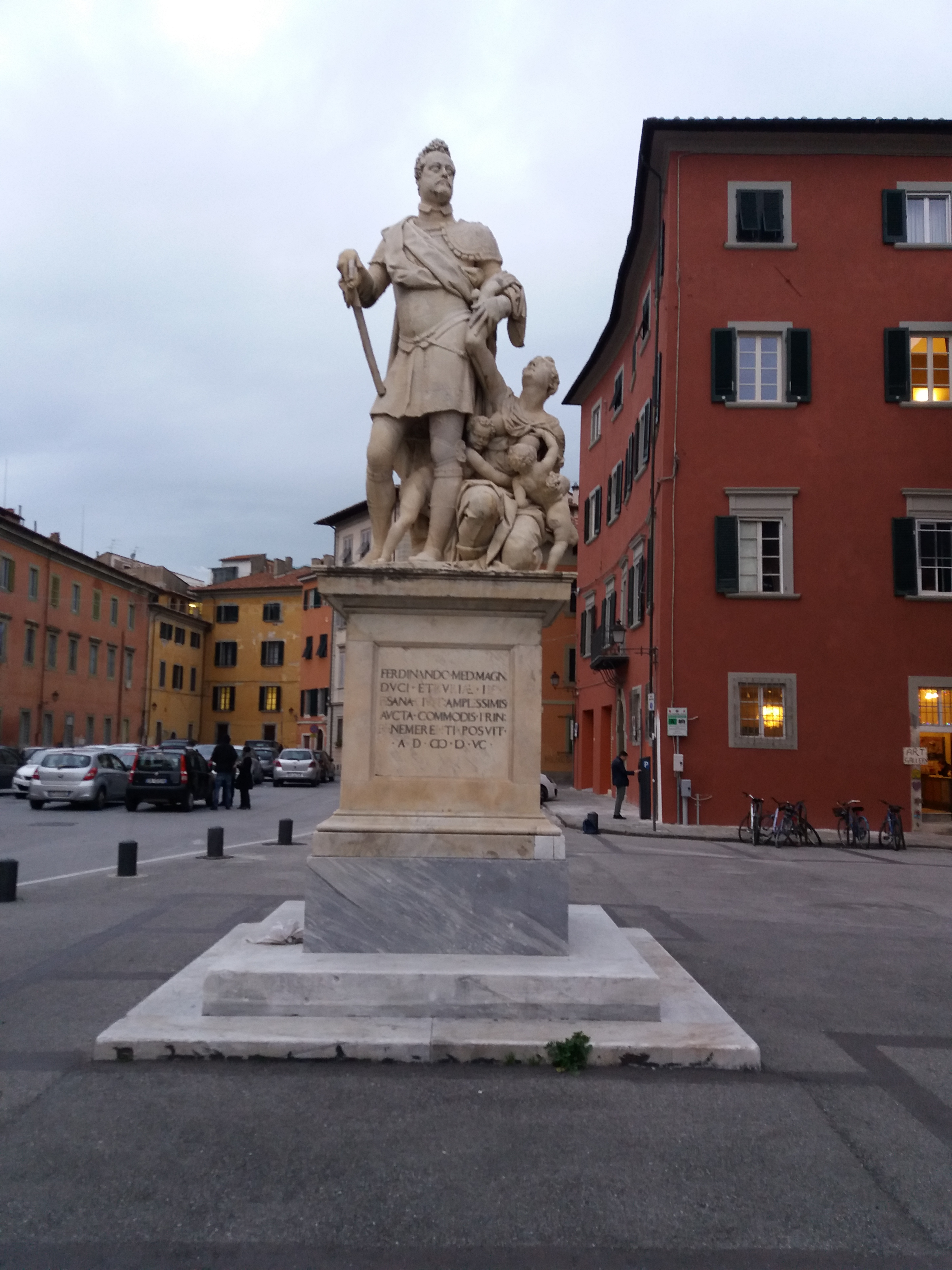
Statua di Ferdinando de' Medici, piazza Carrara, Pisa

- Piazza Carrara
- Piazza delle Vettovaglie
- Piazza delle Gondole
- Piazza Dante
- Piazza Martiri della Libertà
- Piazza Chiara Gambacorti

#### Giardini e parchi pubblici
- Giardino Scotto
- Giardino Terzani
- Giardino 8 marzo
- Giardino Santi Cosma e Damiano
- Giardino Falcone e Borsellino
- Parco 2 agosto 1944
- Parco urbano della Cittadella
- Parco Stampace
- Parco delle Concette
- Parco Europa

#### Borgo Stretto

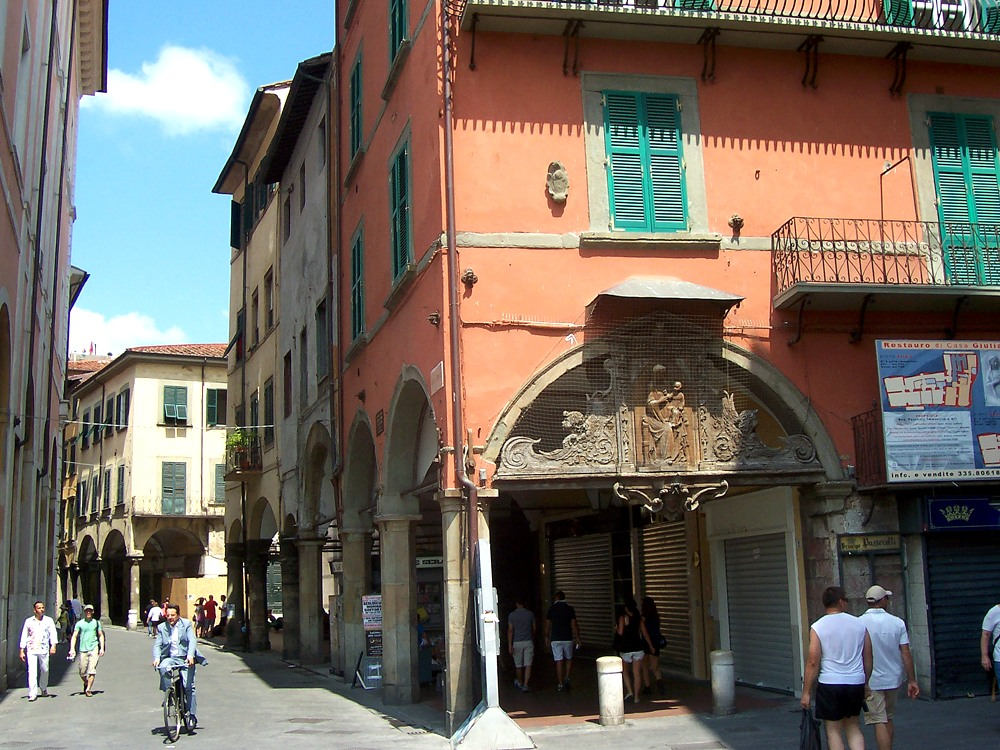
Borgo Stretto

Il Borgo Stretto e i mercati medievali sono una zona dove si può passeggiare al coperto di portici medievali. Lungo la strada, che insieme a Corso Italia, costituisce il "salotto" della città, sorge la chiesa romanico-gotica di San Michele in Borgo, costruita a partire da un nucleo attestato già nel 990. Il settecentesco Casino dei Nobili e borgo Largo ne delimitano la lunghezza.

#### I mercati arabi
In epoca medievale i quartieri a sud dell'Arno erano luogo di importanti scambi culturali e mercantili. Con il termine Kinzica si fa riferimento all'antico quartiere meridionale, oggi riconoscibile nell'unione di Sant'Antonio e San Martino. Il significato della parola è ancora oggetto di studi, ma le ultime due sillabe -zica fanno pensare al termine arabo suk e cioè mercato. I vicoli stretti e paralleli che dal fiume corrono verso l'entroterra fanno pensare a rapide vie di fuga per mettere al riparo le merci giunte in città via acqua, che venivano in seguito selezionate e smistate nelle piazzette o all'interno dei palazzi medievali. Via San Martino, antico tracciato della via Emilia Scauri, esprime a pieno la ricchezza dei mercanti stranieri giunti in città e ivi stabilitisi.

### Aree naturali

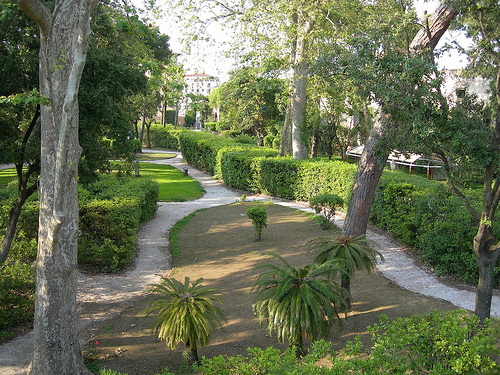
Particolare del giardino di Scotto

- Giardino di Scotto
- Orto botanico
- Coltano
- San Rossore
- Parco galileiano
- Viale delle Piagge

## Società

### Evoluzione demografica
Abitanti censiti

### Area pisana

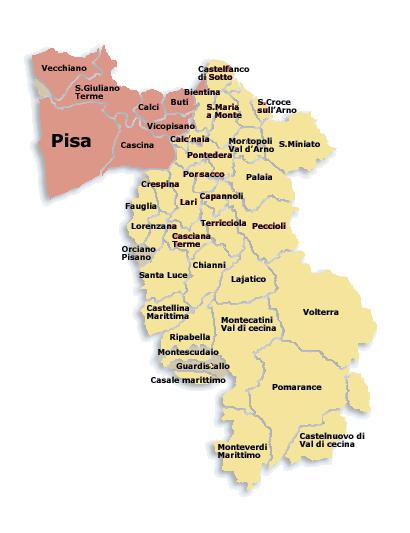
La mappa dell'area pisana e la sua posizione nella provincia

L'area pisana è uno dei 4 distretti in cui la provincia di Pisa è suddivisa, insieme a Valdera, Valdarno inferiore e Val di Cecina. Rispetto agli altri tre, l'area pisana ha un'estensione relativamente piccola (475 km² circa), essendo la sua superficie superiore solo a quella del Valdarno inferiore, ma la sua popolazione si attesta su circa 190 000 abitanti, pari a poco meno della metà di quella dell'intera provincia, che supera i 400 000 abitanti.
L'area pisana è composta dai comuni di Pisa, Cascina, San Giuliano Terme, Vicopisano, Vecchiano e Calci, ovvero da un territorio avente caratteristiche omogenee per ubicazione geografica, tradizioni culturali e relazioni economiche.
Il cosiddetto "Piano strategico dell'area pisana" è nato ufficialmente nel 2007 su iniziativa dei sindaci e dei rappresentanti dei comuni e punta alla sinergia tra di essi sia sul piano amministrativo che infrastrutturale. Il piano strategico dell'area pisana è in linea con il piano strategico dell'area vasta costiera di cui fanno parte le province di Pisa, Livorno e Lucca.

### Etnie e minoranze straniere
Dopo anni di declino demografico, la popolazione di Pisa ha iniziato a crescere grazie principalmente alla presenza considerevole degli immigrati residenti che hanno un tasso di natalità più alto della comunità italiana. Secondo gli ultimi dati, Pisa è una città superiore alla media nazionale per quanto riguarda il rapporto fra italiani e stranieri residenti: su 10 residenti, 1 è straniero. I cittadini immigrati appartenenti alla Comunità Europea sono quasi il 3% della popolazione complessiva, metà dei quali provengono dalla Romania, paese che è entrato nell'Unione dal gennaio 2007 insieme alla Bulgaria. La seconda comunità più numerosa è quella dei polacchi, seguiti da bulgari, spagnoli, tedeschi e francesi. Gli extracomunitari, in continua crescita sia per la natalità che per i nuovi arrivi, arrivano a superare anche il 11% della popolazione cittadina dove i gruppi più numerosi sono costituiti principalmente da persone dei paesi dell'Est come Ucraina, Bielorussia e Moldavia, dagli emigrati dai paesi africani del bacino mediterraneo e da popolazione originaria delle Filippine, Bangladesh, Pakistan e Senegal.
La popolazione pisana autoctona, invece, continua ad assottigliarsi, sia per la bassa concentrazione delle nascite, che per la «fuga» verso i comuni limitrofi dove gli immobili hanno prezzi più accessibili. Dato sconcertante della comunità pisana è l'età media: è la più vecchia e continua a invecchiare: più di un quarto della popolazione ha più di 70 anni. Altre numerose comunità sono quelle appartenenti all'America Latina, Cina, Albania, Stati Uniti, Turchia, Grecia e quelle di etnia Rom.
Le università e le istituzioni militari portano a Pisa molti cittadini provenienti dal Meridione: a oggi sono molti gli italiani provenienti da Sardegna, Calabria, Sicilia, Puglia, Basilicata e Campania. Fra la popolazione universitaria invece si registrano presenze da Iran, Spagna, Irlanda, Francia, Cina, Russia e Stati Uniti.
Al 31 dicembre 2023 gli stranieri residenti nel comune erano 12 327, ovvero il 13,83% della popolazione. Di seguito sono riportati i gruppi più consistenti:
- Filippine 1 458
- Romania 1 362
- Albania 1 345
- Bangladesh 974
- Ucraina 700
- Senegal 647
- Georgia 484
- Cina 382
- Marocco 350
- Macedonia del Nord 285

### Lingue e dialetti
(Renato Fucini, in Cento sonetti in vernacolo pisano)
Il vernacolo pisano è una delle parlate che ha contribuito alla nascita del toscano, la lingua parlata da Dante Alighieri e poi divenuta l'idioma nazionale. Il pisano viene raggruppato con quello livornese e aree limitrofe. Si distingue dal toscano dell'entroterra per la totale elisione della pronuncia della 'c' intervocalica che viene invece aspirata negli altri vernacoli regionali. Il pisano ha inoltre dato vita alla lingua corsa, che viene appunto raggruppata tra i dialetti toscani.
Tra tutti i vernacolisti pisani ricordiamo il grande poeta e commediografo Domenico Sartori, autore tra l'altro degli storici testi teatrali "Macerie" e "La 'asa rifatta", andati in scena in più riprese fin dal dopoguerra. Significativo di Sartori anche il poema "La grolia di Pisa". Altri autori significativi sono stati Renato Fucini, Arturo Birga e Archimede Bellatalla.
Il vernacolo pisano è stato recentemente riproposto dalla band Gatti Mézzi e da altre compagnie di giovani. La più importante compagnia attoriale di vernacolo pisano è stata il Crocchio Goliardi Spensierati, nata nel 1921, che poi ha dato vita alla celebratissima Brigata de' Dottori, nella quale hanno recitato e tuttora si esibiscono i migliori interpreti del vernacolo.
Esistono numerosi concorsi di vernacolo pisano, tra cui "La Cèa d'Oro" (il più longevo, per sonetti e prose), "Il Celatino d'Oro" (poesie sul Gioco del Ponte e su Pisa), il Premio "Ferrini" e molti altri.

### Tradizioni e folclore

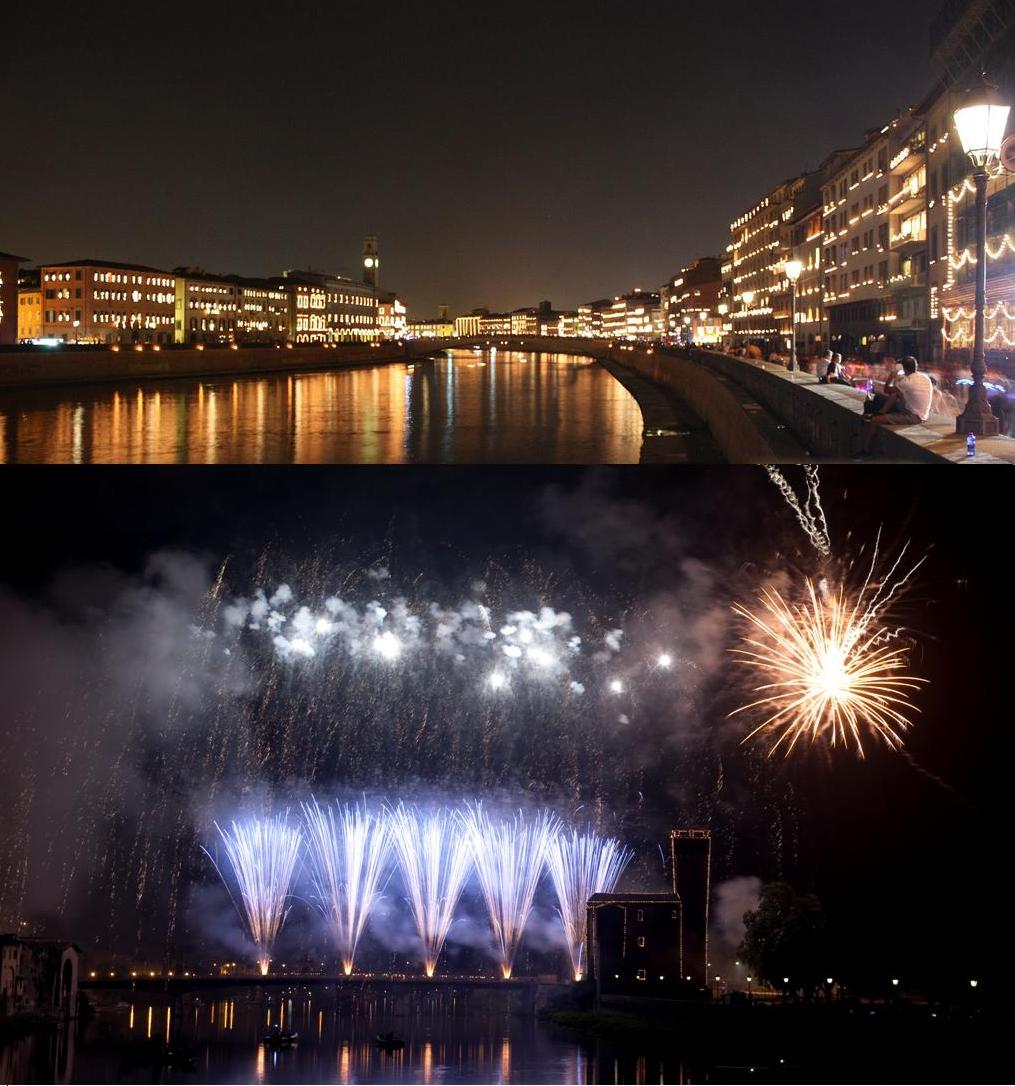
La Luminara

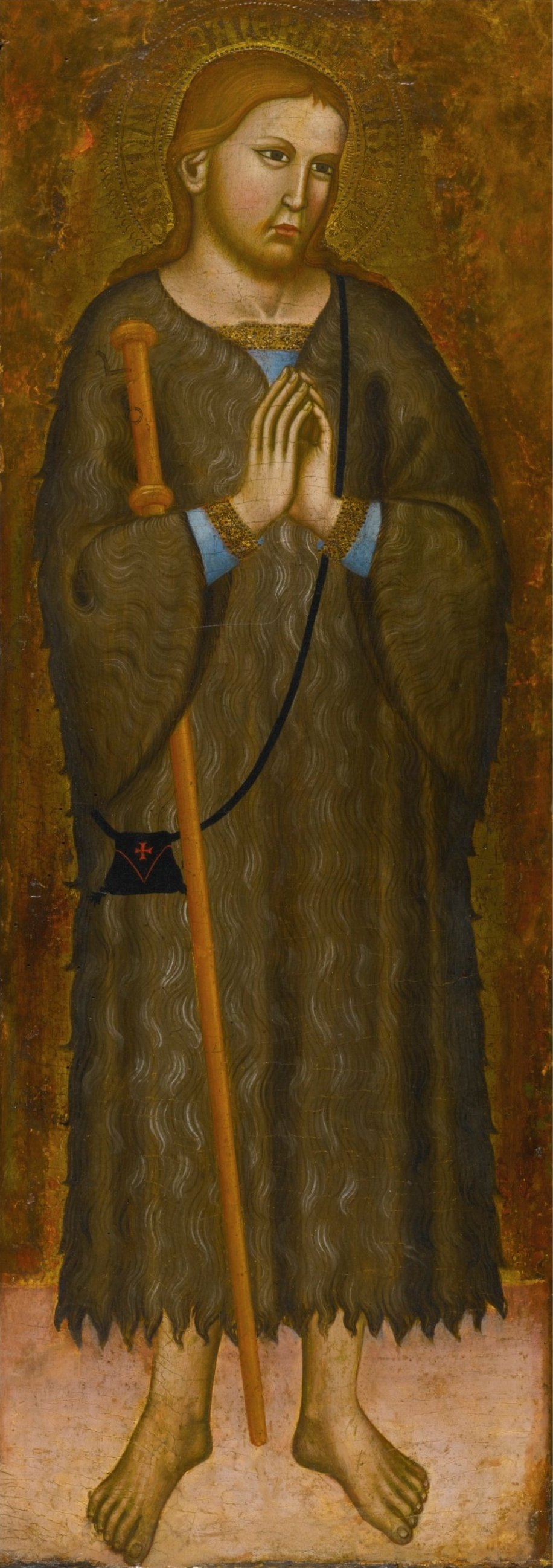
San Ranieri, patrono di Pisa

- 17 gennaio ("Dì di S. Antonio Abate"): in questa data si celebrava la cosiddetta "battagliaccia" o "battagliuccia", evento preparatorio al Gioco del Ponte al quale partecipavano i più giovani.
- 3 febbraio: si festeggia san Biagio. Nella omonima chiesa in via San Biagio (Cisanello) ha luogo la tradizionale benedizione della gola e distribuzione delle "piccette" piccoli panini in ricordo della antica tradizione di dare del pane ai poveri in questo giorno
- 25 marzo: si festeggia il Capodanno pisano.
- Il fine settimana successivo al 16 maggio (giorno dedicato a sant'Ubaldo) si tiene sul viale delle Piagge la tradizionale Festa di sant'Ubaldo con bancarelle di prodotti gastronomici, floreali e di altro genere.
- 29 maggio: commemorazione della Battaglia di Curtatone e Montanara; si tiene in Sapienza, in ricordo degli studenti toscani (pisani e senesi) caduti in questa battaglia del 1848. Dal 1929, nella stessa data, si tiene la Regata Pisa Pavia, una competizione remiera fra gli equipaggi delle università con gli equipaggi composti da soli studenti, in ricordo della stessa battaglia.
- 29 maggio: celebrazioni religiose in onore della pisana Santa Bona, dal 1962 patrona delle hostess.
- 17 giugno: festa del Santo patrono della città, San Ranieri. La vigilia, ovvero la sera del 16 giugno, le facciate degli edifici che si affacciano sui lungarni sono illuminati da lumini e candele, in vernacolo detti lampanini. La festa, denominata Luminara di San Ranieri, culmina con uno spettacolo pirotecnico per poi protrarsi per tutta la notte. Il pomeriggio del 17 giugno si tiene il Palio di San Ranieri, in cui si sfidano in una regata sull'Arno i quattro quartieri del centro storico: Sant'Antonio, San Martino, San Francesco e Santa Maria.
- Il Gioco del Ponte si svolge tradizionalmente l'ultima domenica di giugno ma dal 2009 si svolge il sabato precedente, con inizio nel tardo pomeriggio. La sfida consiste nella spinta di un carrello lungo un binario appositamente montato sul Ponte di Mezzo. Nel gioco si scontrano le magistrature che compongono le due parti della città: Tramontana e Mezzogiorno. Il Gioco è preceduto da una sfilata storica in costumi di foggia spagnola tardo cinquecentesca, sfilata che conta oltre settecento figuranti.
- 6 luglio: Sposalizio di Pisa con il Mare era una cerimonia che simboleggiava il dominio della città sul mare, tradizione comune delle città marittime. Viene riproposta simbolicamente con un viaggio in battello lungo l'Arno fino alla foce dove un anello viene gettato in mare aperto.
- 6 agosto: Die di Santo Sisto, in tal giorno, dove si commemorano San Sisto II papa e i suoi diaconi, martiri, l'antica Repubblica Marinara ebbe grandi vittorie, ed era considerato pertanto un giorno propizio per le battaglie fino alla disfatta della Battaglia della Meloria, avvenuta il 6 agosto del 1284. Oggi viene ricordato nella chiesa di San Sisto in Cortevecchia, con una memoria ai pisani caduti in battaglia[38].
- La Regata delle Repubbliche Marinare si svolge ogni quattro anni a Pisa. La città sfida in una gara remiera Genova, Venezia e Amalfi. Il cavalier Mirro Chiaverini, cittadino pisano, fu l'ideatore dell'evento.

### Istituzioni, enti e associazioni
Nel centro della città sono presenti la sede del comune in piazza XX Settembre, quella della provincia di Pisa in piazza Vittorio Emanuele e quella della Prefettura presso il Palazzo Mediceo di piazza Mazzini. In via Galli-Tassi 8 ha sede la associazione Casa della donna.
Caserme e strutture militari
Pisa ha da sempre grandi tradizioni militari. Oltre alle caserme di Carabinieri, Vigili del fuoco, Polizia e Guardia di Finanza, la città ospita la 46ª Brigata Aerea presso lo scalo militare dell'aeroporto (Aeroporto militare "Dall'Oro") e il Centro Addestramento di Paracadutismo della Brigata paracadutisti "Folgore", presso la caserma "Gamerra".
Sono presenti anche la caserma "Bechi Luserna", la caserma "Vito Artale" (dove ha sede il 6º Reggimento di Manovra) e il centro di addestramento BAI (Base Addestramento Incursori) del 9º Reggimento d'assalto paracadutisti "Col Moschin".
In periferia della città, a San Piero a Grado, si trova il CISAM (Centro Interforze Studi per le Applicazioni Militari), un tempo utilizzato per esperimenti sul nucleare e oggi base di addestramento del Gruppo di intervento speciale (GIS). Sul litorale, a Marina di Pisa, è presente un ufficio locale marittimo della Guardia Costiera. Pisa ospita inoltre la base militare americana di Camp Darby, una delle più grandi d'Europa, presso la località di Tirrenia. Sia in città che nel territorio comunale, presso la tenuta di San Rossore è presente anche il Corpo Forestale dello Stato.
Strutture sanitarie
In città sono presenti diverse strutture sanitarie sia pubbliche che private:
- Azienda ospedaliero-universitaria pisana con sede all'ospedale Santa Chiara, una volta ospedale principale, ora sta subendo un lento trasloco a Cisanello.
- L'Ospedale di Cisanello, destinato a diventare l'unico ospedale pubblico della città, è la più importante azienda ospedaliera del territorio che vanta numerose eccellenze anche a livello internazionale.
- IRCCS Fondazione Stella Maris
- Casa di cura privata di S.Rossore
- Ospedale "San Cataldo" (ospitato all'interno dell'area della ricerca di Pisa del CNR)

Associazioni di volontariato
Nella città sono presenti diversi enti di volontariato a scopo assistenziale, tra cui:
- La Venerabile arciconfraternita della Misericordia di Pisa è una confraternita e un'antica associazione di carità e assistenza, nata nel 1330 come erede delle antiche tradizioni della Compagnia di Sant'Orsola. Attualmente gestisce anche un cimitero annesso a quello suburbano.

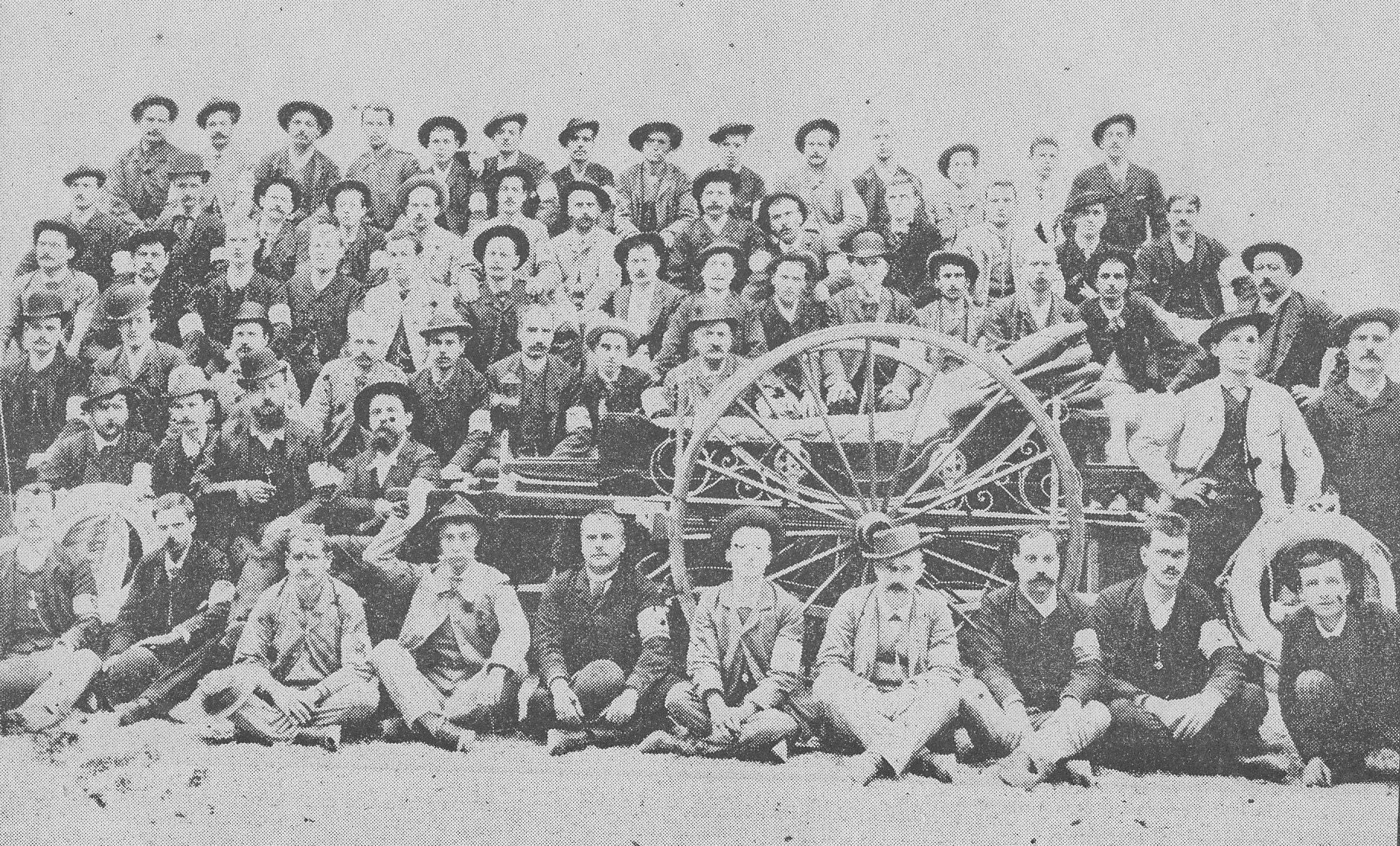
Prima storica foto degli appartenenti alla Pubblica Assistenza di Pisa, datata 1889

- La Pubblica Assistenza Società Riunite in Pisa venne istituita il 30 settembre 1886 dai soci della Fratellanza Militare di Pisa, su esempio di quanto fatto dai soci fiorentini qualche anno prima, con il fine di prestare soccorso in caso di incendi, inondazioni, epidemie e incidenti a Pisa e nelle zone limitrofe. Divenuta autonoma nel 1889, aderisce oggi all'Associazione Nazionale Pubbliche Assistenze.
- Il comitato cittadino della CRI nacque il 25 agosto 1888. Impegnata in tempo di guerra e di pace, ha contribuito fin dalla sua nascita all'assistenza non solo sanitaria di reduci, orfani, disabili, fondando ambulatori, sanatori, colonie giovanili, centri di recupero e scuole differenziali.
- L’Associazione di Protezione Civile Soccorso Alluvionale SWRTT - Swift Water Rescue Team Toscana, che si occupa di formazione e soccorso in ambito fluviale/alluvionale. Nata nel 2011, partecipa alla Colonna Mobile della Regione Toscana con il modulo specialistico “soccorso in ambiente acquatico”, intervenendo in scenari emergenziali con personale qualificato OAA (Operatore Ambiente Alluvionale).

Istituzioni ecclesiastiche
L'Arcidiocesi di Pisa è una delle 540 arcidiocesi metropolitane che sono presenti nel mondo: a essa fanno parte le diocesi di Livorno, Massa-Carrara, Pontremoli, Pescia, Volterra oltre a gran parte del territorio della provincia di Pisa con un totale di circa 310 000 abitanti.
La sede si trova all'interno del Palazzo Arcivescovile.

### Qualità della vita
| Rapporto Ecosistema Urbano (Legambiente)* | Rapporto Ecosistema Urbano (Legambiente)* | Rapporto Ecosistema Urbano (Legambiente)* | Rapporto Ecosistema Urbano (Legambiente)* | Rapporto Ecosistema Urbano (Legambiente)* | Rapporto Ecosistema Urbano (Legambiente)* |
| Anno                                      | Posizione                                 | ∆                                         | Punti                                     | ∆%                                        | Ref                                       |
| ----------------------------------------- | ----------------------------------------- | ----------------------------------------- | ----------------------------------------- | ----------------------------------------- | ----------------------------------------- |
| 2003                                      | 35ª posizione                             | ---                                       | 54,30%                                    | ---                                       | [ 39 ]                                    |
| 2004                                      | 10ª posizione                             | +25                                       | 60,30%                                    | 6,00                                      | [ 40 ]                                    |
| 2005                                      | 10ª posizione                             | =                                         | 57,60%                                    | -2,70%                                    | [ 41 ]                                    |
| 2006                                      | 14ª posizione                             | -4                                        | 56,90%                                    | -0,70%                                    | [ 42 ]                                    |
| 2007                                      | 6ª posizione                              | +8                                        | 64,81%                                    | +7,91%                                    | [ 43 ]                                    |
| 2008                                      | 12ª posizione                             | -6                                        | 60,46%                                    | -4,35%                                    | [ 44 ]                                    |
| 2009                                      | 25ª posizione                             | -13                                       | 55,96%                                    | -4,5%                                     | [ 45 ]                                    |
| 2010                                      | 31ª posizione                             | -6                                        | 54,86%                                    | -1,10%                                    | [ 46 ]                                    |
| 2011                                      | 10ª posizione                             | ---                                       | 56,40%                                    | ---                                       | [ nota 2 ] [ 47 ]                         |
| 2012                                      | 7ª posizione                              | +3                                        | 59,59%                                    | +3,19%                                    | [ nota 3 ] [ 48 ]                         |
| 2013                                      | 7ª posizione                              | =                                         | 59,46%                                    | -0,13%                                    | [ nota 3 ] [ 49 ]                         |
| 2014                                      | 43ª posizione                             | ---                                       | 53,34%                                    | ---                                       | [ nota 4 ] [ 50 ]                         |
| 2015                                      | 36ª posizione                             | +7                                        | 56,20%                                    | +2,86%                                    | [ 51 ]                                    |
| 2016                                      | 24ª posizione                             | +12                                       | 58,38%                                    | +2,18%                                    | [ 52 ]                                    |
| 2017                                      | 37ª posizione                             | -13                                       | 55,67%                                    | -2,71%                                    | [ 53 ]                                    |
| 2018                                      | 26ª posizione                             | +11                                       | 59,75%                                    | +4,08%                                    | [ 54 ]                                    |
| 2019                                      | 37ª posizione                             | -11                                       | 57,11%                                    | -2,64%                                    | [ 55 ]                                    |
| 2020                                      | 55ª posizione                             | -18                                       | 53,82%                                    | -3,29%                                    | [ 56 ]                                    |
| 2021                                      | 58ª posizione                             | -3                                        | 52,69%                                    | -1,13%                                    | [ 57 ]                                    |
| 2022                                      | 56ª posizione                             | +2                                        | 52,02%                                    | -0,67%                                    | [ 58 ]                                    |
| 2023                                      | 38ª posizione                             | +18                                       | 61,61%                                    | +9,59%                                    | [ 59 ]                                    |

(* La classifica tiene conto dei soli capoluoghi di provincia e non di tutti i comuni italiani e si riferisce ai dati relativi all'anno precedente.)

## Cultura

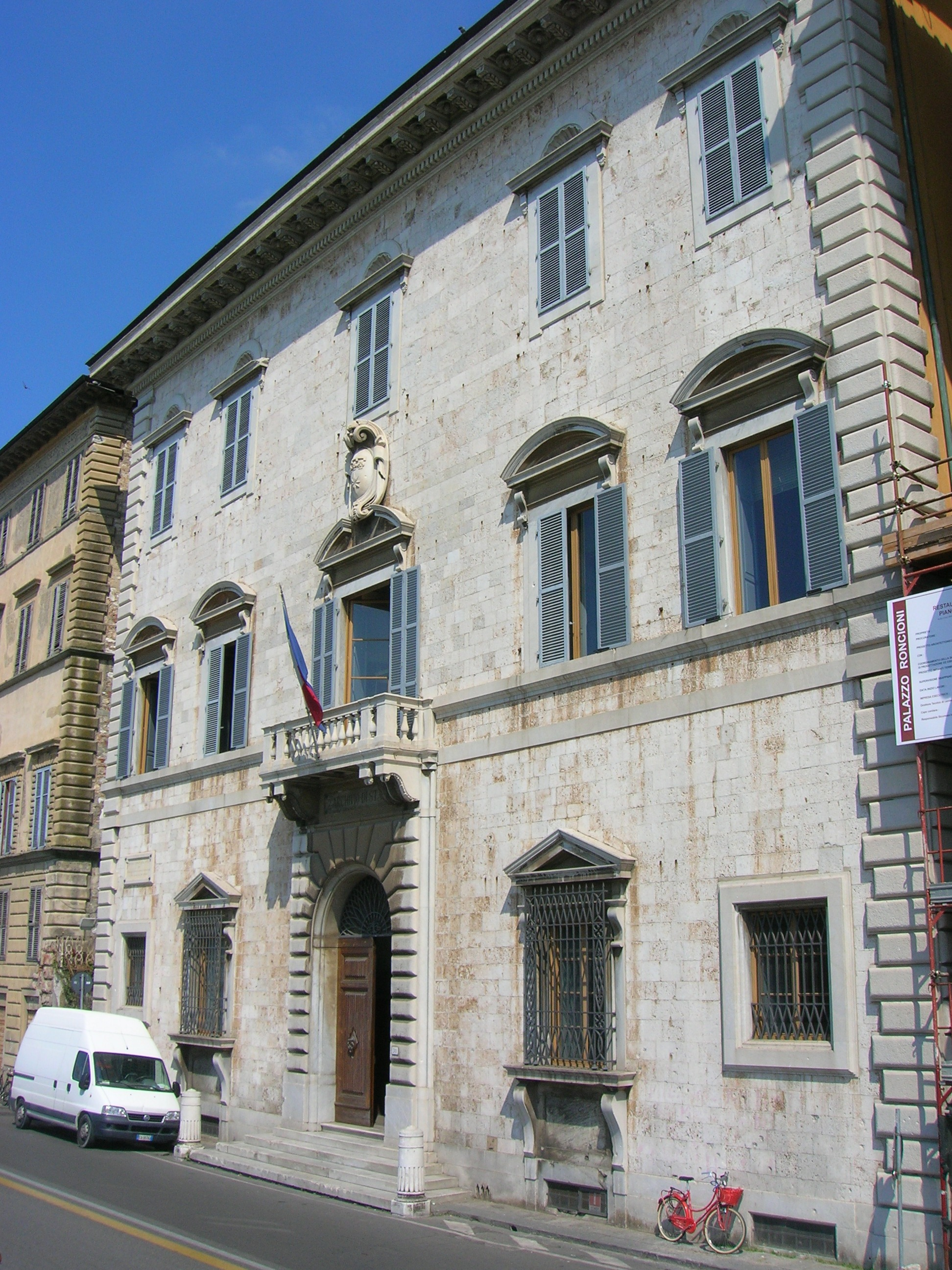
Palazzo Toscanelli, sede dell'Archivio di Stato di Pisa.

### Istruzione
Per Pisa l'istruzione e la ricerca sono una forma di economia vitale. La città è fra le maggiori sedi universitarie italiane i cui corsi di laurea vantano riconoscimenti in tutto il mondo. Alla fine del 2018, all'Università di Pisa risultavano iscritti circa 50 000 studenti.

#### Archivi e biblioteche
La città ospita vari archivi tra i quali spiccano:
- Archivio di Stato di Pisa;[61]
- Archivio storico della Provincia di Pisa;[collegamento interrotto][62]
- Archivio generale di Ateneo dell'università di Pisa.[63]

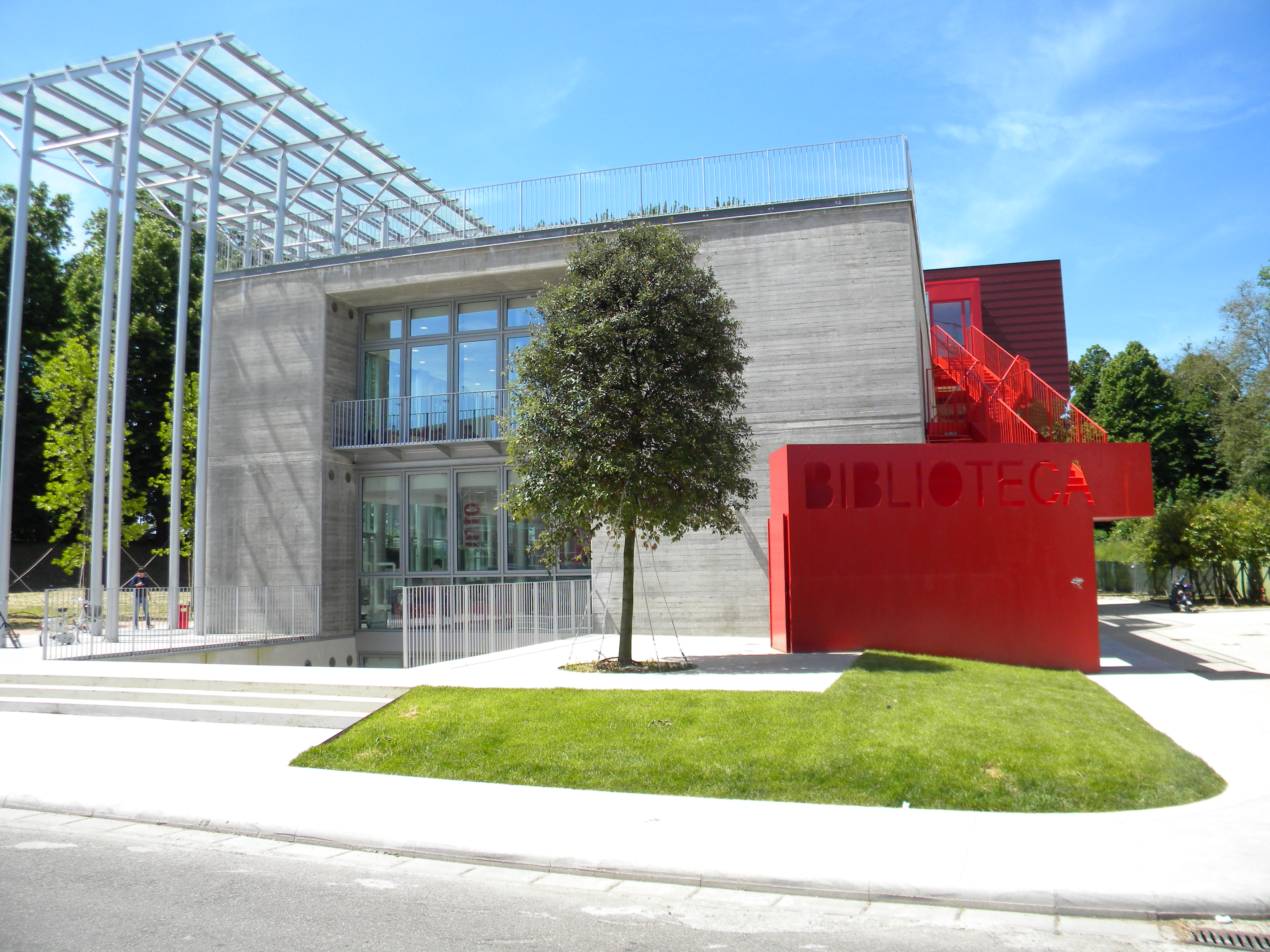
SMS Biblio, la biblioteca comunale

Oltre agli archivi in città vi sono numerose biblioteche tra cui le più importanti sono:
- Biblioteca universitaria di Pisa, che è una biblioteca pubblica statale;
- SMS Biblio, la nuova biblioteca comunale;[64]
- Biblioteca provinciale di Pisa;
- Le 15 biblioteche del Sistema Bibliotecario di Ateneo (SBA) dell'università di Pisa;[65]
- Biblioteca della Scuola Normale Superiore;[66]
- Biblioteca della Scuola Superiore Sant'Anna
- Biblioteca e Centro di Documentazione Scientifica del CNR di Pisa;[67]
- Biblioteca Franco Serantini
- Biblioteca Cathariniana di Pisa, biblioteca del convento domenicano di Santa Caterina, specializzata in Scienze Religiose;[68]
- Biblioteca della Domus Mazziniana;
- Biblioteca Anna Cucchi (Casa della donna)Casa della Donna, biblioteca Anna Cucchi

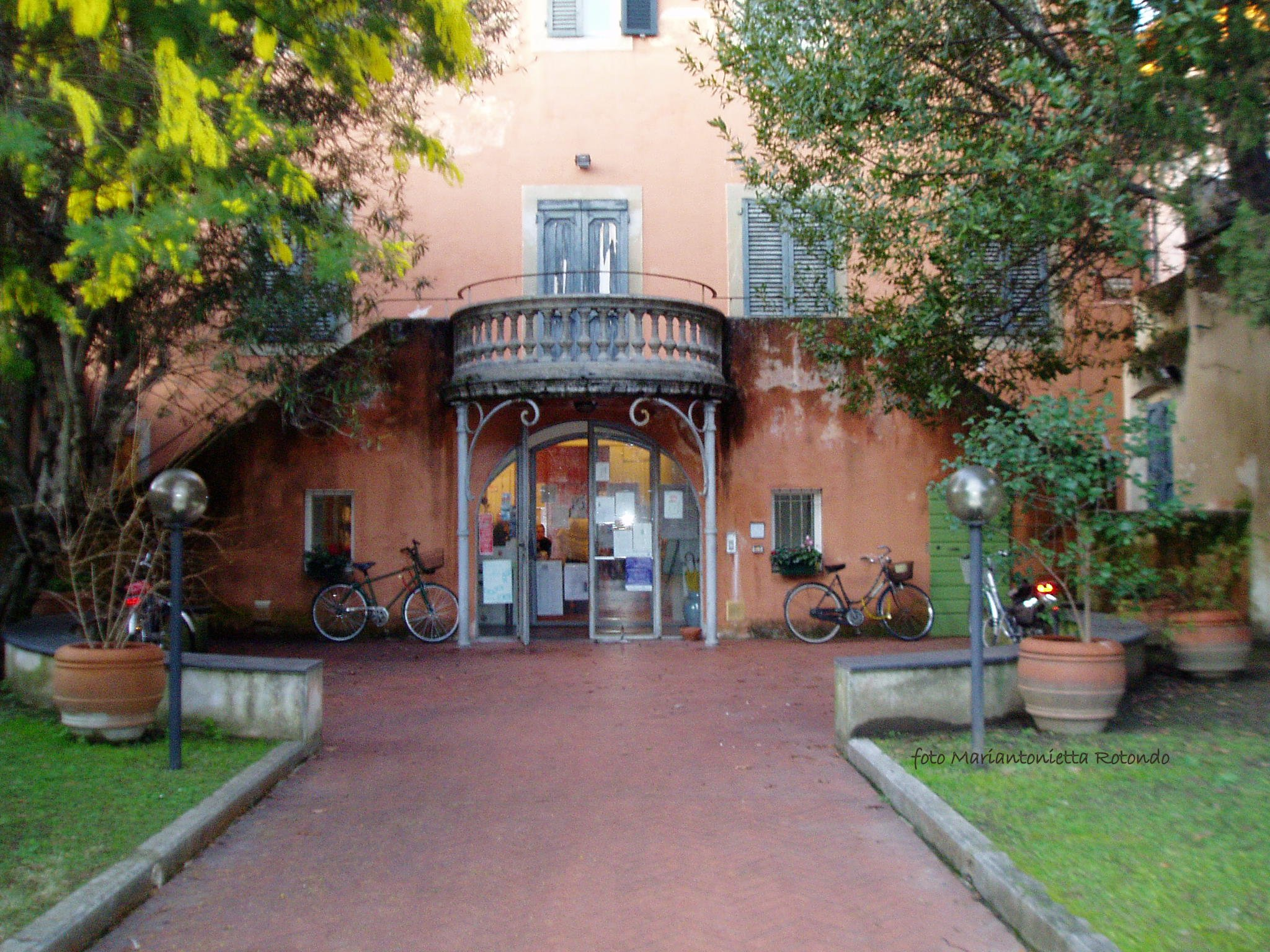
Casa della Donna, biblioteca Anna Cucchi

- Biblioteca della Domus Galilaeana, composta da diversi fondi bibliotecari a carattere scientifico.[69]

#### Ricerca

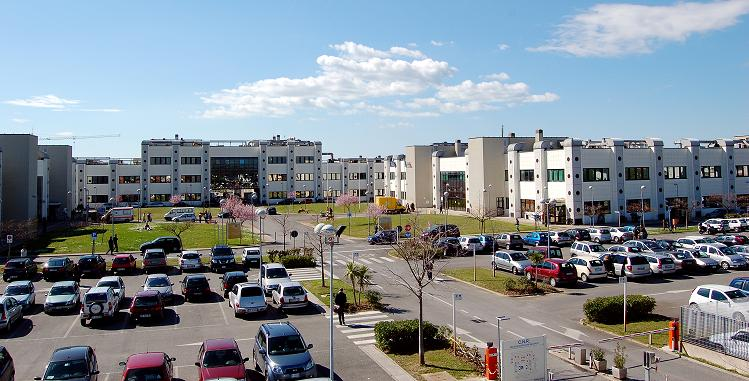
Il CNR di Pisa

Pisa ospita la più grande sede del Consiglio Nazionale delle Ricerche (CNR), nonché altri numerosi istituti di ricerca.
Consiglio Nazionale delle Ricerche di Pisa:
- Istituti delle scienze della vita:
  - Fisiologia Clinica (IFC)
  - Biologia e Biotecnologia Agraria (IBBA)
  - Neuroscienze (IN)
- Istituto delle tecnoscienze:
  - Informatica e Telematica (IIT)
  - Scienza e Tecnologie dell'Informazione (ISTI)
- Istituto delle scienze umane e sociali:
  - Linguistica Computazionale (ILC)
- Istituti delle scienze di base:
  - Biofisica (IBF)
  - Processi Chimico-Fisici (IPCF)
- Istituti delle scienze della terra:
  - Geoscienze e Georisorse (IGG)
  - Studio degli Ecosistemi: Sezione di Chimica del Suolo (ISE)
- Istituto Nazionale di Fisica Nucleare (INFN) - Sezione di Pisa
- Istituto Nazionale di Geofisica e Vulcanologia (INGV) - Sezione di Pisa

#### Scuole
A Pisa sono presenti numerose scuole di ogni ordine e grado, tra cui il liceo classico Galileo Galilei, il liceo scientifico Ulisse Dini, il liceo scientifico Filippo Buonarroti, l'Istituto d'Istruzione Superiore Da Vinci-Fascetti (ex-ITIS Leonardo da Vinci e IPSIA G.Fascetti), il Liceo Artistico Russoli, il Liceo G.Carducci, l'IIS Santoni e l'ITC Pacinotti.

#### Università
Pisa, rinomata città universitaria, è sede di tre istituzioni.
- Università di Pisa
- Scuola Normale Superiore di Pisa
- Scuola Superiore Sant'Anna

#### Musei

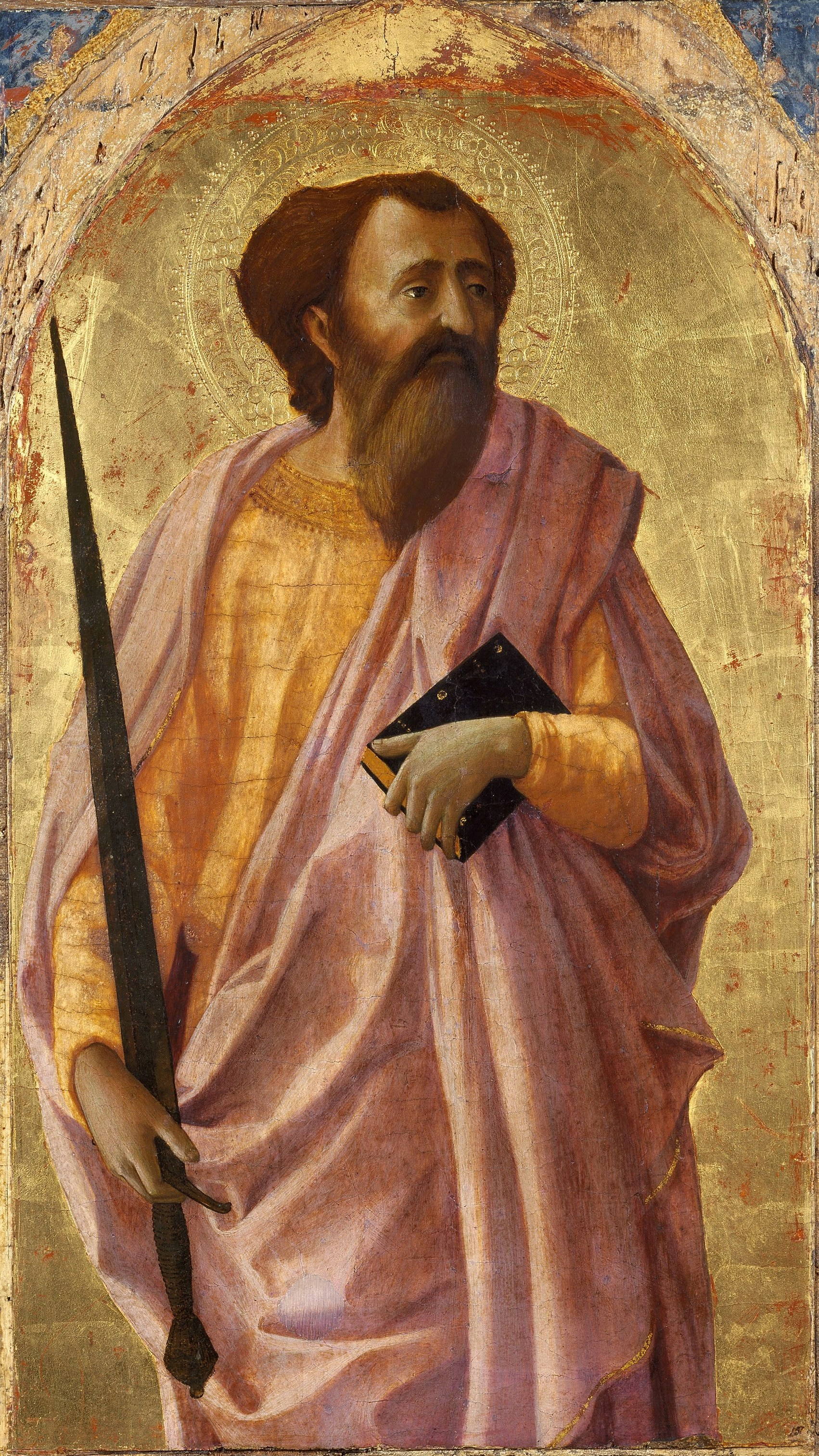
San Paolo, Masaccio

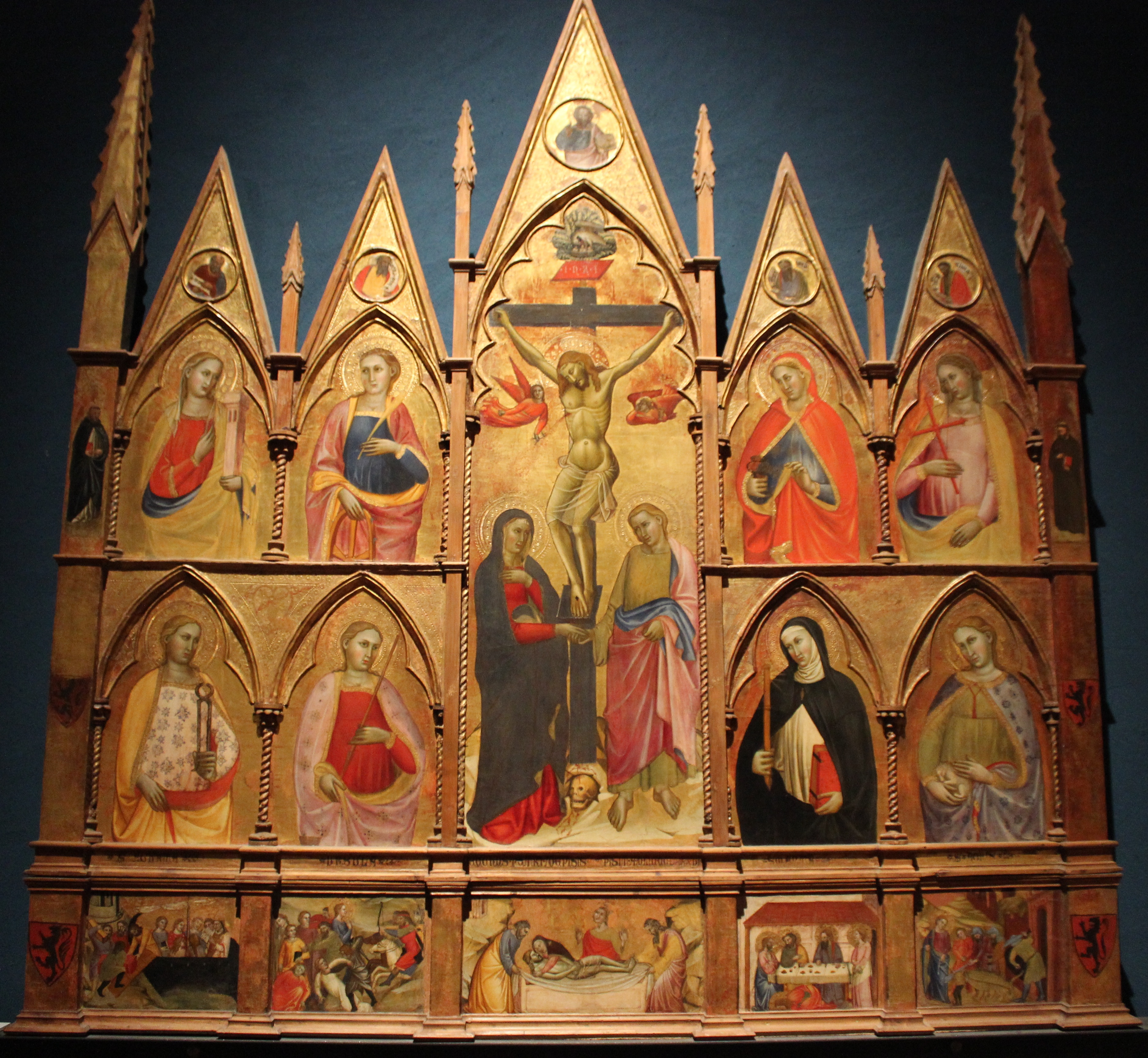
Polittico di Agnano, Cecco di Pietro, Palazzo Blu

La città di Pisa ospita musei e collezioni di rilevanza nazionale e internazionale quali:
- Museo nazionale di San Matteo, ospita opere importanti di arte sacra come la Madonna del Latte di Andrea Pisano, il San Paolo del Masaccio, una serie di croci dipinte e le statue provenienti dalla Chiesa di Santa Maria della Spina[72].
- Museo nazionale di Palazzo Reale, ospita quadri di Rosso Fiorentino e Raffaello Sanzio, gli armamenti antichi del Gioco del Ponte e la gipsoteca di Italo Griselli[73].
- Museo delle navi antiche di Pisa, il nuovo museo, dedicato alle navi di varie epoche ritrovate a pochi passi dalla stazione di Pisa San Rossore, è ospitato presso gli Arsenali medicei[74].

La città è sede anche di altri musei non statali come:
- Palazzo Blu, una tra le più recenti istituzioni museali pisane è costituito da due sezioni: una ospita mostre incentrate su artisti del '900; l'altra è sede della collezione permanente che consta di monete e medaglie antiche, mobilio legato al palazzo e quadri di artisti famosi come Artemisia Gentileschi e il padre Orazio.
- Collezione Titta Ruffo, raccoglie molti costumi e oggetti di scena appartenuti al famoso baritono pisano Titta Ruffo.
- Domus Mazziniana, casa dove morì Giuseppe Mazzini e monumento nazionale dal 1910, oggi è un centro studi e un museo che raccoglie alcuni reperti legati a Mazzini e altri personaggi risorgimentali quali Giuseppe Dolfi e Arcangelo Ghisleri[75][76].
- Spazio Museale Torre del Conte Ugolino, spazio museale inaugurato a giugno 2016 all'interno del Palazzo dell'Orologio e dedicato alla storia del Conte Ugolino[77].
- Museo storico delle aviotruppe, ospitato presso il Centro addestramento paracadutismo della Brigata paracadutisti "Folgore", raccoglie reperti storici sulla storia del Corpo dei paracaduti.[78]

L'Opera della Primaziale Pisana gestisce, oltre ai monumenti della piazza dei Miracoli, i seguenti due musei:
- Museo delle sinopie, ospita le sinopie provenienti dal Camposanto Monumentale.
- Museo dell'Opera del Duomo, ospita i reperti provenienti dalla Piazza del Duomo e in particolare alcuni gruppi marmorei provenienti dall'interno e dall'esterno dei monumenti, la grande porta in bronzo, realizzata da Bonanno Pisano, detta Porta di San Ranieri e il corredo funebre di Arrigo VII.

Vi sono poi le collezioni scientifiche, archeologiche e artistiche dell'università di Pisa che sono conservate in nove musei raggruppati in un unico Sistema Museale di Ateneo (SMA). Dei nove musei otto si trovano sul territorio comunale:
- Collezione egittologica, nata nel 1962 grazie alla donazione di una discendente dell'egittologo Ippolito Rosellini[79].
- Gipsoteca di Arte Antica, avviata nel 1887 per volontà Gherardo Ghirardini è una tra le prime in Italia[80].
- Museo anatomico veterinario, nasce insieme alla cattedra di zoologia nel 1839 e raccogli molti preparati anatomici, mummie naturali e reperti di animali deformati e mutati. Il museo conserva molti preparati realizzati con i dromedari provenienti dalla tenuta di San Rossore[81].
- Museo degli strumenti per il calcolo, cogestito dalla Fondazione Galileo Galilei ospita calcolatori legati alla storia dell'informatica.
- Museo della Grafica, situato nello storico Palazzo Lanfranchi questo museo raccoglie ed espone con cicli di mostre opere di vari artisti come Giuseppe Capogrossi, Emilio Vedova, Arnaldo Pomodoro e Pablo Picasso[82].
- Museo di anatomia umana Filippo Civinini, fu inaugurato nel 1832 e ospita circa 3400 reperti tra cui delle cere anatomiche, mummie e incisioni di Paolo Mascagni[83]. Oggi è dedicato a Filippo Civinini.
- Museo di anatomia patologica, ospita circa 1 500 reperti provenienti da autopsie di quasi tutte le malformazioni congenite umane e anche alcune animali tra cui un cane poliarto a sei zampe[84].
- Museo degli strumenti di fisica, raccoglie strumenti scientifici di fisica e astronomia dal che includone la macchina dinamoelettrica realizzate da Antonio Pacinotti[85].
- Orto e Museo botanico di Pisa, più antica istituzione botanica universitaria al mondo l'orto botanico è affiancato da un museo nato per volontà del Granduca Ferdinando I e ospita una grande quantità di modelli botanici in cera e gesso[86].

Anche il Museo di storia naturale fa parte del Sistema Museale di Ateneo dell'università di Pisa ma ha sede nel vicino comune Calci, dentro la certosa.
Altri musei:
- Museo dell'ordine dei cavalieri di Santo Stefano[87]
- Casa Antonio Pacinotti[88]

### Media

#### Stampa
- Il Tirreno
- La Nazione

#### Radio
- Radio Bruno (redazione di Pisa)
- Radio Incontro
- Punto Radio
- Radioeco, webradio degli studenti dell'Università di Pisa[89]

#### Televisione
- Canale 50
- Granducato TV
- RTV 38

### Arte
Tra la seconda metà dell'undicesimo secolo e la prima del dodicesimo secolo, quando la città era una potente repubblica marinara, si sviluppò in città uno stile architettonico peculiare detto Romanico pisano, caratterizzato da uno spiccato eclettismo che unisce le linee tipiche romaniche con componenti arabe e bizantine; nato durante la costruzione del Duomo di Pisa, che ne è la massima espressione, questo stile si è poi diffuso in molte città toscane, come Lucca e Pistoia, e nelle terre all'epoca di influenze pisana come la Sardegna e la Corsica.

### Teatro

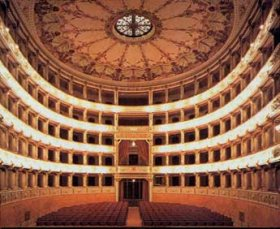
Il teatro Verdi

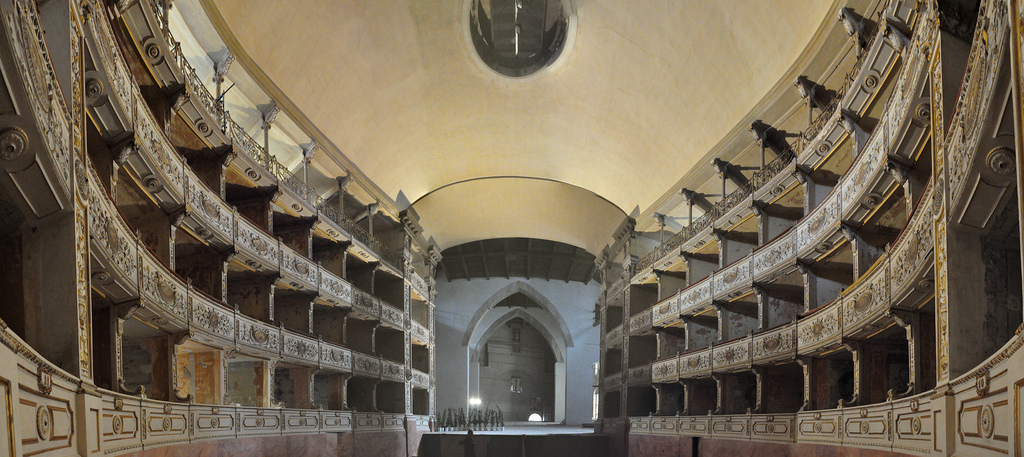
Il teatro Rossi

Questo è l'elenco dei principali teatri della città di Pisa:
- Teatro Verdi
- Teatro Nuovo
- Teatro Sant'Andrea
- Teatro Il Canovaccio
- Piccolo Teatro della Soffitta
- Cinema Teatro Lux
- Stanzone de' Banchi
- Stazione Leopolda
- Teatro Ernesto Rossi
- Teatro Redini (chiuso nel secondo dopoguerra e utilizzato come bottega artigiana)
- Teatro Politeama (ricostruito nel dopoguerra come Palazzo dei Congressi)

### Cinema e fiction TV
Pisa è stata spesso al centro dell'attenzione di numerosi registi sia italiani che internazionali che hanno deciso di utilizzarla come set per i loro film. Fino alla fine degli anni sessanta la città vantava tra i più importanti studi cinematografici d'Italia, presso la località di Tirrenia.
Pisa è stata la location di alcune fiction TV: nella seconda stagione de I liceali 2 puntate si svolgono a Pisa; anche nella seconda stagione de L'amica geniale alcune puntate si svolgono a Pisa. La città ha occasionalmente ospitato le riprese delle soap opera CentoVetrine, Incantesimo e Un posto al sole.

### Cucina
La gastronomia pisana non si discosta molto da quella delle altre città toscane. La vicinanza al mare e alla campagna fa sì che le ricette tipiche locali usino la carne tanto quanto il pesce d'acqua dolce e di mare. Tra i primi piatti più tipici troviamo la Minestra di fagioli bianchi di San Michele; le bavette sul pesce, un particolare tipo di bavette servite con pesce a pezzi medi; le trenette alla renaiola, piatto anticamente preparato dai navigatori dell'Arno che consiste in pasta lunga condita con acciughe e cime di rapa; pietanze a base di fagioli come la zuppa di fagioli o il bordatino, piatto della cucina povera a base di passata di fagioli con cavolo nero e farina gialla; pasta o riso con le arselle; la zuppa di ranocchi e la zuppa pisana a basa di pane raffermo, cavolo nero e ortaggi vari.
I secondi piatti della cultura gastronomica pisana includo molte pietanze a base di carne come la bistecca di mucco pisano, una versione pisana della trippa e molti piatti a base di selvaggina e in particolare di fagiano. Tra i secondi tipici spuntano anche molti piatti a base di pesce come lo stoccafisso alla pisana e le seppie con la bietola. I pesci più utilizzati nelle ricette sono: il muggine della foce dell'Arno cucinato alla griglia, le cèe alla pisana (ovvero le cieche, gli avannotti dell'anguilla, le cui cattura, vendita e consumo sono vietati dalla legge), il pesce ragno bollito e il baccalà alla griglia con ceci all'olio.
Diffusa è anche la cecina, una torta salata molto bassa a base di farina di ceci. La cecina era un tempo chiamata dai genovesi "l'oro dei pisani", e secondo una leggenda la sua invenzione risale all'epoca delle Repubbliche marinare.
Tipico dolce pisano è invece la Torta co' bischeri, prodotta artigianalmente in tutto il territorio cittadino e provinciale. Ricetta originaria di Vecchiano, Nodica e Pontasserchio, dove viene fatta in maggio, agosto e aprile in occasione delle rispettive feste paesane, la torta co' bischeri è talmente diffusa e apprezzata da essere considerata il dolce più tipico della gastronomia pisana. Altro dolce tipico della tradizione pisana è la schiacciata di Pasqua, dolce povero che viene mangiato accompagnato dal vinsanto nel periodo pasquale.

### Eventi
- Il Premio nazionale letterario Pisa, già Premio Nazionale di Poesia, è dal 1956 lo storico premio di letteratura della città che, in aggiunta alle tre sezioni narrativa, poesia, saggistica, prevede anche alcuni premi speciali, consegnati a eminenti personaggi della cultura, della scienza e dello spettacolo. Inoltre durare la cerimonia viene anche consegnata la Medaglia del Presidente della Repubblica. Storicamente la consegna dei premi si svolge durante i mesi autunnali, nella sala delle Baleari di palazzo Gambacorti.
- I Concerti della Normale sono una rassegna di musica classica nata nel 1967 grazie al lavoro sinergico dell'allora direttore Gilberto Bernardini e del maestro Piero Farulli[97]. I concerti si svolgono principalmente al Teatro Verdi e nella chiesa dei Cavalieri. Ciascuna stagione concertistica si apre il 18 ottobre, in corrispondenza con l'anniversario della fondazione della Scuola.
- La BRIGHT NIGHT – Notte Europea delle Ricercatrici e dei Ricercatori si tiene l'ultimo venerdì di settembre (tranne nel 2020 in cui si è svolta, causa COVID-19, a novembre). Grazie a questo evento, che si svolge contemporaneamente nelle maggiori città universitarie d'Europa, tra cui Pisa, Firenze e Siena, la ricerca scende nelle piazze delle città con incontri, dimostrazioni ed eventi. Questo appuntamento, nato per iniziativa della Commissione Europea, ogni anno offre ai cittadini la possibilità di incontrare la scienza e la ricerca attraverso i diretti protagonisti. L'Università di Pisa organizza l'evento a Pisa, Livorno, Calci, Viareggio e dintorni.[98].
- Il Metarock è un festival di musica rock che, dal 1985, ospita ogni anno, a luglio, alcuni fra i più grandi cantanti del rock italiano e straniero.
- PisaMarathon, dal 1998 è la maratona di Pisa ed è la seconda maratona della Toscana per numero di partecipanti e fra le più importanti dell'Italia centro-settentrionale. Il percorso da Pontedera; passa per i comuni di Calci, Vicopisano, San Giuliano Terme, Cascina e termina in piazza del Duomo.
- In occasione della Festa di Sant'Ubaldo, che si celebra tradizionalmente lungo il Viale delle Piagge nella settimana intorno al 16 maggio (ricorrenza dello stesso sant'Ubaldo), da alcuni anni si tiene il "Premio letterario Sant'Ubaldo", a cui partecipano autori di vario genere.
- Il Pisa Folk Festival si tiene per lo più a cavallo fra maggio e giugno. Si tratta di un festival di musica popolare nato su impulso dell'associazione di studenti universitari Sinistra Per... e da questa gestito sin dalla sua nascita nel 2002. A partire dalla 10ª edizione (2012), a gestire il festival è subentrata l'Associazione Pisa Folk, che promuove la diffusione della musica popolare in tutta la città, conservando una speciale partnership con Sinistra Per... e sviluppando nuove sinergie con il mondo associazionistico, istituzionale e degli esercenti[99].
- Il Pisa Book Festival, nato nel 2003, è un salone nazionale del libro che riunisce le case editrici indipendenti italiane. Si svolge da sempre in autunno presso il palazzo dei congressi cittadino e con il passare delle edizioni ha acquisito importanza sino a diventare uno dei più importanti del sui genere in Italia[100].
- Anima Mundi è una rassegna di musica sacra nata nel 2011 da un'idea del maestro Giuseppe Sinopoli e tra le più importanti nel suo genere in Italia. Si svolge ogni anno nei mesi di settembre e ottobre all'interno della Cattedrale e del Camposanto monumentale[101].
- L'Internet Festival (IF) è un evento culturale dedicato a Internet e tutte le nuove tecnologie che si svolge annualmente dal 2011 su tutto il territorio cittadino[102].
- Run to the Tower è una corsa di 12 km organizzata dalla comunità militare americana a cui prendono parte varie associazioni dilettantistiche sia civili che militari provenienti da tutta la Toscana. La partenza è alla base militare di Camp Darby, mentre l'arrivo è in piazza del Duomo.
- Il Pisa Gospel Festival è un festival di musica spiritual e gospel che si tiene dal 2012 in autunno principalmente al teatro Verdi.
- La Festa della cultura calabrese, organizzata a partire dal 2004 dalla associazione culturale calabrese di Pisa Esperia, si svolge annualmente a metà settembre per la durata di una settimana. Durante la festa viene venduta sia merce artigianale che alimentare, proveniente da agriturismi o prodotta da artigiani calabresi e sono presenti anche stand di promozione del turismo calabrese. La festa richiama ballerini e cantanti che si esibiscono in piazza XII Settembre in canti e balli tradizionali.
- Il Turn Off è un festival di musica elettronica che fa convivere l'attitudine del clubbing internazionale e gli spazi industriali[103].

#### Eventi passati
- Lo UPlay (fino al 2017 CUSPlay) è stato una manifestazione dedicata al fumetto e all'animazione giapponese. Nato nel 2011, a cadenza ora annuale (le prime due edizioni e la dodicesima), ora semestrale, è stato organizzato da UPlay Eventi con il supporto dell'Associazione Culturale CUSplay Pisa. La fiera è risulta significativa per il contest fotografico a tema cosplay (il Phocus) al quale hanno partecipato centinaia di fotografi e cosplayers ogni anno, oltre allo spettacolo cosplay (Xenon) e al contest musicale (dalla dodicesima edizione, UPlay Song Contest). Si è svolto fino all'ottava edizione al Centro Universitario Sportivo della città per poi spostarsi al Palazzo dei Congressi. L'ultima edizione della manifestazione risale al 2019.

## Geografia antropica
La città di Pisa è divisa in 33 tra quartieri e frazioni. Data la grandezza del territorio comunale, negli ultimi anni ha preso forza l'idea di creare un'altra amministrazione comunale che ingloberebbe il litorale pisano e le frazioni limitrofe.

### Urbanistica
Il comune di Pisa ha una notevole dimensione, tuttavia il centro storico della città è facilmente visibile perché è ancora oggi delimitato dalle antiche mura. Dalle immagini satellitari, Pisa ha la classica forma a macchia d'olio, dove la parte storica è circondata dalla periferia.
Una caratteristica della città è la presenza dei cosiddetti orti Pisani, aree verdi private abbastanza estese ma poco agibili in quanto separate dal tessuto urbano da alti muri in mattoni o in pietra. Alcuni esempi di orti accessibili al pubblico sono il Giardino Cardella, il chiostro di Santa Caterina e la limonaia di Palazzo Ruschi.
I primi grandi cambiamenti al tessuto urbano (già mutato nel corso dei secoli dalle guerre e dalle dinastie che si sono susseguite) sono giunti nell'epoca fascista, con le costruzioni delle colonie giovanili del litorale pisano a Calambrone e di imponenti edifici nel cuore della città come la sede della facoltà di ingegneria, Palazzo INAIL, Palazzo di Giustizia o il Palazzo delle Poste. I continui bombardamenti degli alleati durante la seconda guerra mondiale causarono numerosi danni ai monumenti di Pisa, in particolare quelli del 31 agosto 1943 quando la città fu tagliata in due dal fronte bellico e persero la vita più di 5000 persone. Ancora oggi la città presenta delle ferite visibili. I ponti abbattuti sono stati ricostruiti in cemento armato senza seguire gli storici stili della città e molti palazzi del suo centro storico sono stati ricostruiti per fronteggiare all'emergenza case in modo discutibile, sottovalutando completamente il danno storico e architettonico che Pisa avrebbe subito. Lo straripamento dell'Arno nel 1966, che a Firenze provocò l'alluvione, non risparmiò neanche Pisa danneggiando ulteriormente i lungarni e i ponti sopravvissuti.
La più grande rivoluzione urbanistica moderna del dopoguerra è avvenuta negli anni settanta con la costruzione del quartiere popolare CEP (Centro Edilizia Popolare), periferia ovest. Nei primi anni ottanta la periferia inizia a svilupparsi a est, verso Cascina, creando i quartieri di Cisanello e Pisanova, prendendo come modello le moderne periferie delle città straniere. Dopo anni di immobilismo la città ha intrapreso la via della modernità pianificando un ambizioso progetto di trasloco delle principali istituzioni o degli edifici cittadini (provincia, caserme, università, ospedale, polo fieristico, stadio, biblioteca e polo congressuale) dalla città vecchia ai nuovi quartieri di Pisanova, Cisanello e Ospedaletto. A Pisanova si sta attualmente costruendo il nuovo centro residenziale di Jean Pierre Buffi, composto da due torri che domineranno il quartiere, mentre continuano da anni i lavori per il policlinico di Cisanello, destinato a diventare l'unico ospedale pubblico della città.
Anche il centro storico muterà aspetto nei prossimi anni: nel 2007 l'architetto inglese David Chipperfield si è aggiudicato il progetto di restauro e riqualificazione della piazza del Duomo che sarà "ampliata" una volta trasferito completamente l'ospedale Santa Chiara. In piazza Vittorio Emanuele gli innumerevoli reperti archeologici portati alla luce hanno fatto ritardare i lavori di realizzazione di un parcheggio sotterraneo durati sette anni, mentre in varie zone della città si sta proseguendo verso la ricostruzione o il recupero degli antichi palazzi distrutti durante la guerra. Da ricordare pure alcuni progetti di recupero delle aree dismesse, come quello dell'ex convento di san Michele degli Scalzi, diventato un centro di arte moderna (denominato Centro SMS), o la costruzione di una nuova area residenziale nel quartiere di Porta a Mare, negli ex stabilimenti Saint Gobain recentemente abbattuti. Altri importanti progetti sono il porto turistico di Marina di Pisa, diventato realtà nel 2013 e lo sviluppo dell'area della Darsena Pisana lungo il canale dei Navicelli.

### Quartieri storici

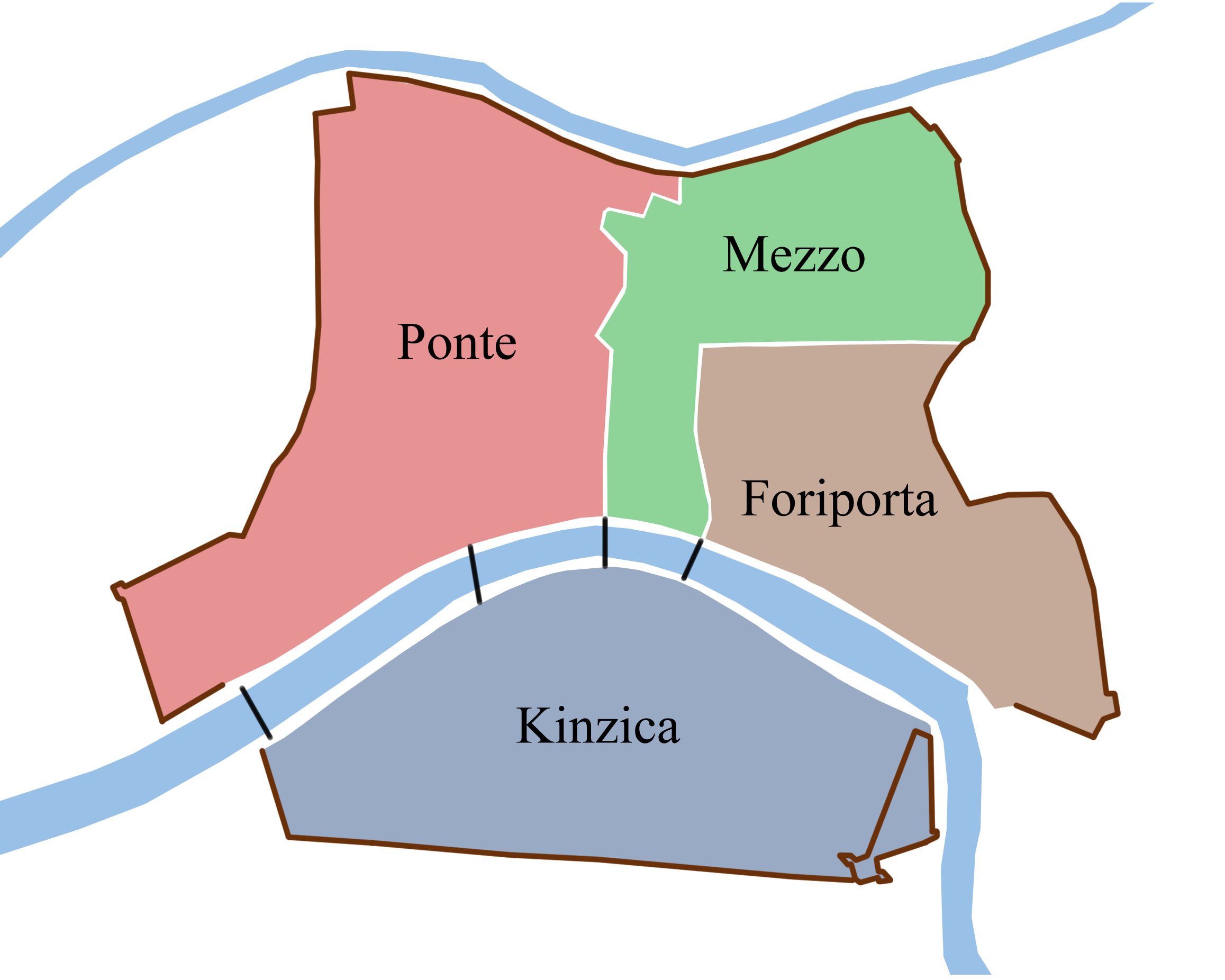
I quartieri storici della Repubblica di Pisa

Anticamente la città era divisa in quattro quartieri storici: "Ponte", "Mezzo" o "Borgo", "Foriporta" e "Kinzica". Tali quartieri sono nati e si sono sviluppati naturalmente con la crescita della città.
Il più antico era "Ponte" dove vi era la Piazza delle Sette Vie con il Palazzo degli Anziani, antico centro governativo della città. Oggi la piazza è nota come Piazza dei Cavalieri. "Mezzo" corrispondeva all'incirca all'antica città romana ed era il quartiere nobile della città.
A sudest di "Mezzo" vi era il quartiere di "Foriporta" il cui nome deriva dal fatto di essere fuori dalle mura altomedioevali. "Foriporta" era il borgo della città. Tutti questi quartieri si trovavano racchiusi tra l'Ozzeri a nord e l'Arno a sud. A ovest confinavano con le paludi.
A sud dell'Arno c'era invece il quartiere di "Kinzica". Il nome sembrerebbe derivare dall'eroina Pisana Kinzica de' Sismondi, ma più probabilmente derivava dalla parola longobarda "kinsech" che significa "luogo paludoso", oppure dalla parola araba "kimsouk" che significa "mercato libero". Entrambi i significati sono plausibili in quanto quella zona era sia circondata da paludi che il luogo dove diversi popoli si incontravano per il commercio cittadino.
Le bandiere dei quartieri avevano tutte campo rosso vermiglio, ovvero la base della bandiera della Repubblica di Pisa.

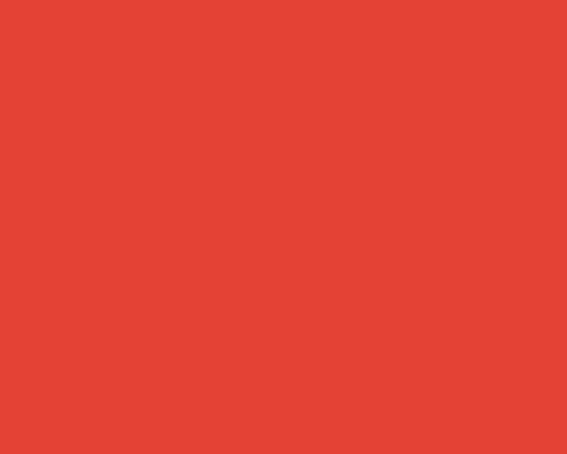
Quartiere di Ponte
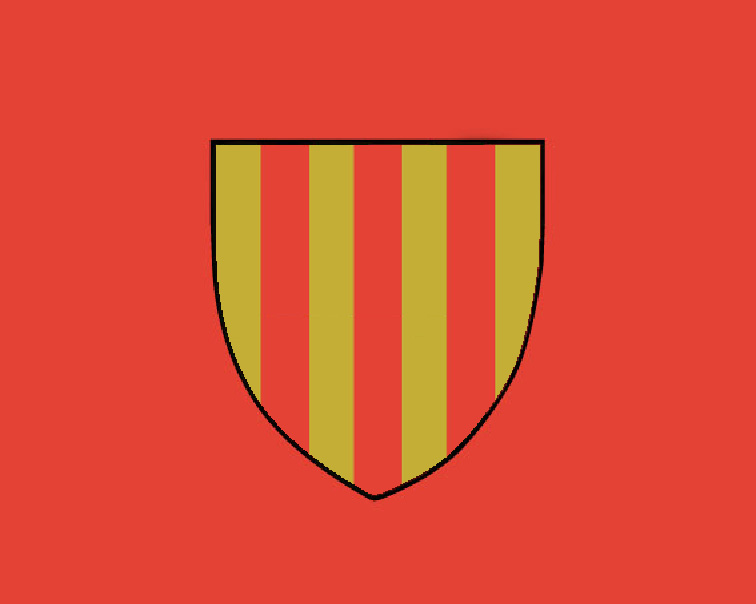
Quartiere di Mezzo
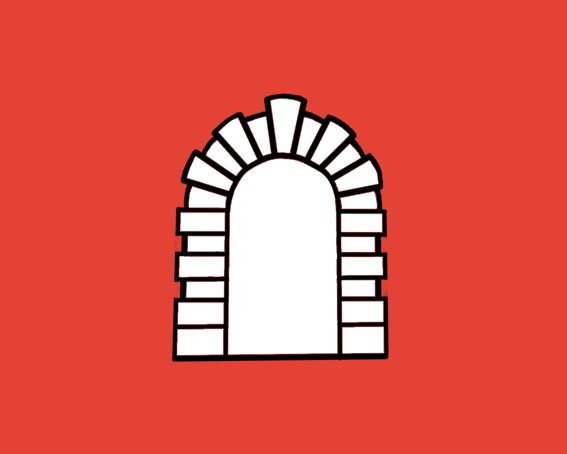
Quartiere di Foriporta
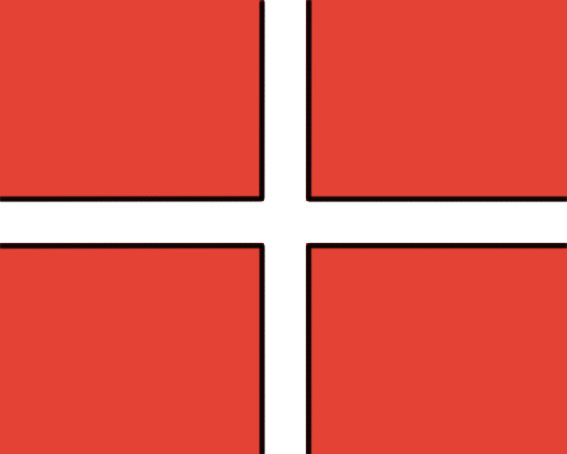
Quartiere di Kinzica

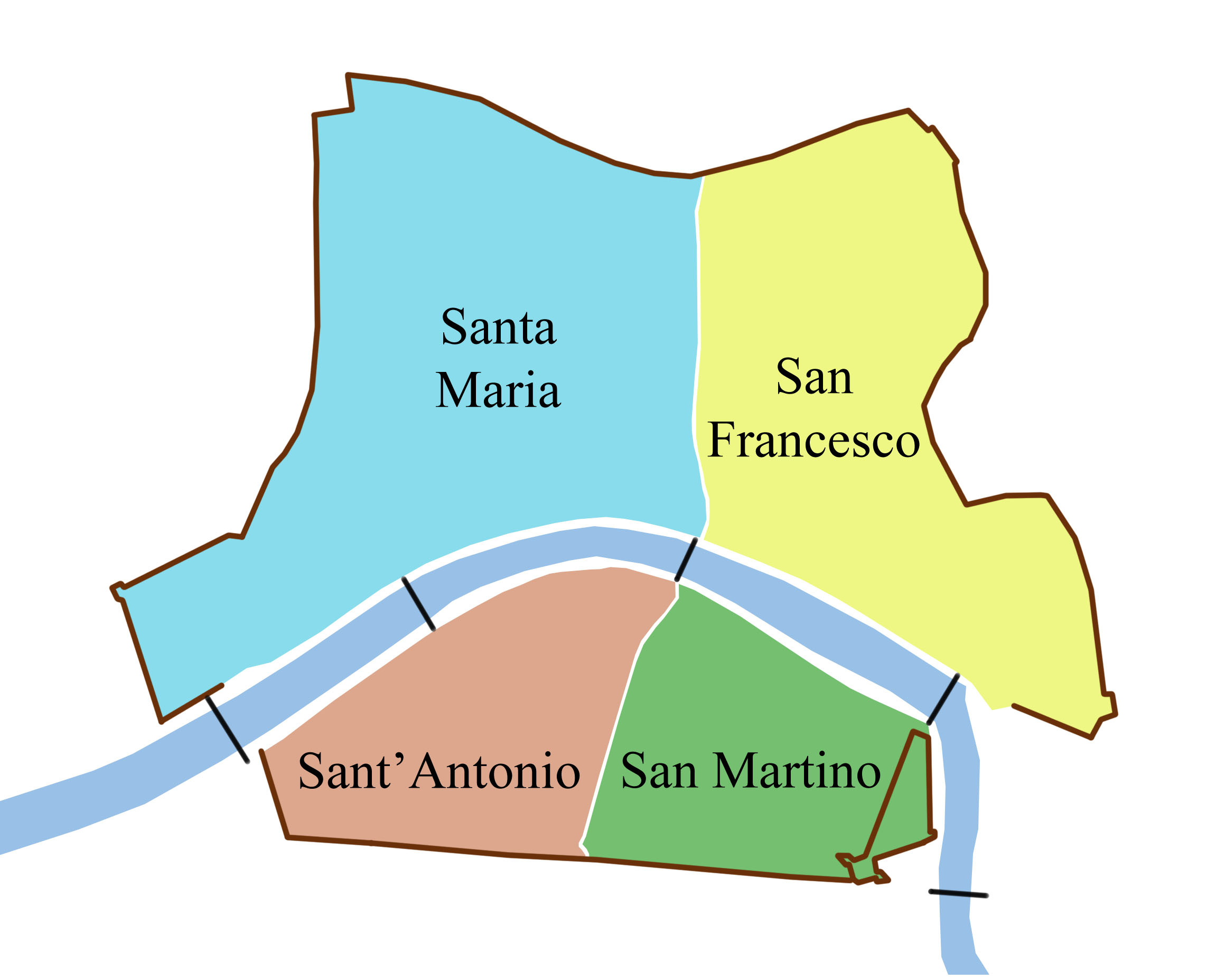
I quartieri medicei di Pisa

Durante la dominazione fiorentina, dal secolo XV, l'assetto cittadino cambiò in quanto i conquistatori ridistribuirono i quartieri in modo uniforme: due a nord dell'Arno nella zona che fu chiamata "Tramontana" e due a sud nella zona chiamata "Mezzogiorno".
In questo nuovo riassestamento i quartieri prendono nome dalle chiese principali di queste quattro zone.
In Tramontana abbiamo "Santa Maria" che prende il nome dal Duomo. Corrisponde al vecchio quartiere di Ponte e la parte più occidentale di "Mezzo" in maniera da comprendere anche la Piazza dei Cavalieri.
Segue "San Francesco" che prende il nome dall'omonima chiesa e corrisponde alla parte restante di "Mezzo" e il quartiere di "Foriporta".
In Mezzogiorno abbiamo "Sant'Antonio" che prende il nome dalla chiesa di Sant'Antonio Abate e corrisponde alla parte occidentale di Kinzica, mentre alla parte orientale c'è ora il quartiere di "San Martino", il quale prende il nome dalla chiesa omonima la quale tutt'oggi viene spesso chiamata "San Martino in Guadolongo" o "in Kinzica" a ricordare l'antica denominazione e la prossimità delle paludi.

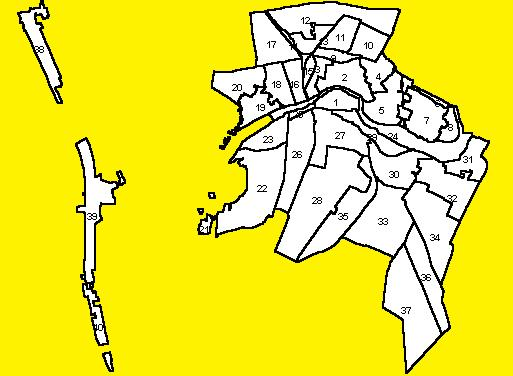
Suddivisione della città di Pisa

### Quartieri urbani
- A nord del fiume Arno:
  - Gagno
  - San Michele
  - San Biagio, vi si trova l'ospedale di Cisanello.
  - Cisanello, quartiere moderno e popoloso.
  - Porta a Piagge, vi si trova il Palazzo dei Congressi e la nuova biblioteca comunale.
  - Don Bosco, vi si trova il carcere circondariale "Don Bosco".
  - Pratale, vi si trova una delle zone residenziali costruita dopo gli anni cinquanta in prossimità delle mura antiche e dell'acquedotto mediceo.
  - Pisanova
  - Porta a Lucca, popoloso quartiere residenziale, dove si trova lo Stadio Arena Garibaldi - Romeo Anconetani e gli impianti sportivi dell'Università di Pisa.
  - Porta Nuova, vi si trovano l'ospedale Santa Chiara e la stazione ferroviaria di San Rossore (sede di importanti ritrovamenti archeologici).
  - CEP, Centro Edilizia Popolare.
  - Barbaricina, vi si trovano gli impianti sportivi comunali (palazzo dello Sport, piscina e campo scuola); nel limitrofo Parco di San Rossore vi si trova l'ippodromo omonimo.
  - I Passi
- A sud del fiume Arno:
  - Porta a Mare
  - Porta Fiorentina
  - Putignano
  - San Marco
  - San Giusto, vi si trova l'aeroporto internazionale "Galileo Galilei".
  - Sant'Ermete
  - La Cella
  - Navicelli
  - Riglione
  - Oratoio
  - Ospedaletto, vi si trova la zona industriale.
  - Montacchiello

### Frazioni
- Calambrone, località marittima.
- Coltano, località rurale. Vi sorgeva il Centro Radio Marconi
- Marina di Pisa, località marittima alla foce del fiume Arno.
- San Piero a Grado-La Vettola, vi si trova la Basilica di San Piero a Grado.
- San Rossore, località rurale di interesse storico-naturalistico.
- Tirrenia, località marittima e rinomata meta turistica.

## Economia

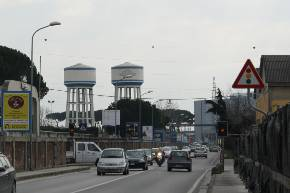
La sede della Saint-Gobain nel quartiere di Porta a Mare

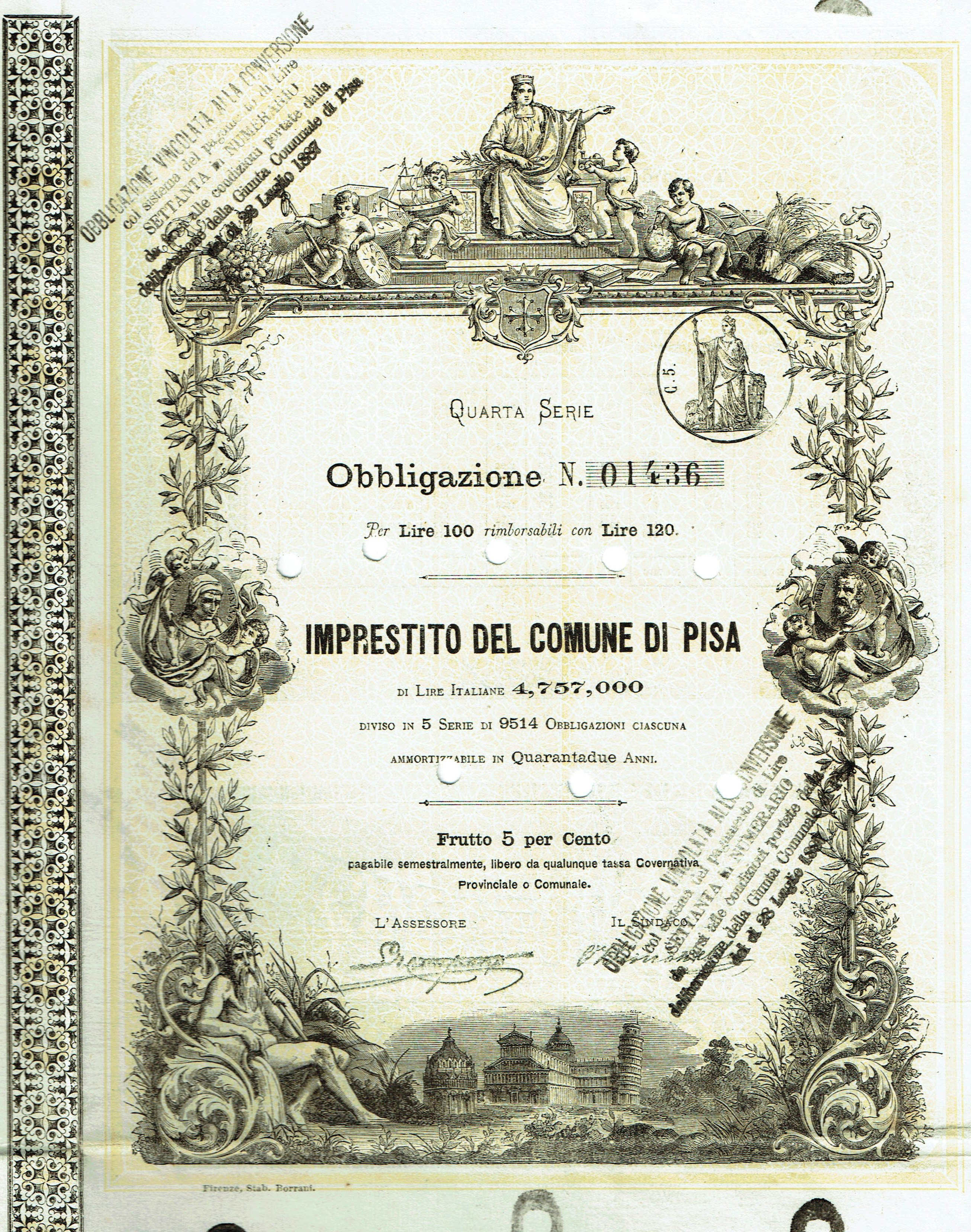
5% Imprestito del Comune di Pisa a partire dall'anno 1871

La città di Pisa si inserisce, sia geograficamente che economicamente, in una più ampia area denominata Area Pisana, entro la quale sono inclusi anche i comuni di Calci, Cascina, San Giuliano Terme, Vecchiano e Vicopisano. L'interdipendenza, soprattutto economica, di questi comuni ha fatto sì che le amministrazioni si riunissero per creare un piano di sviluppo comune.
Pisa, che nel 2014 si è posizionata al 178º posto in Italia per reddito imponibile medio pro-capite, è il comune economicamente più forte dell'Area Pisana e sebbene non manchino impiegati nel settore primario e secondario, la maggior parte delle attività cittadine è occupata in quello terziario. Dai dati rilasciati dal Comune nel 2006, risulta infatti che il 76,9% delle attività comunali operi in quest'ultimo settore e in particolare nel turismo, nella finanza e nel commercio. Commercio che, sempre secondo i dati forniti dall'amministrazione, si concentra per oltre il 68% nella vendita al dettaglio con un interesse particolare alla vendita di articoli d'abbigliamento.
Tra le imprese manifatturiere più importanti di Pisa troviamo quelle specializzate nella fabbricazione di prodotti chimici e fibre sintetiche, nella fabbricazione della carta e del cartone, stampa ed editoria, nella fabbricazione di mezzi di trasporto e nella fabbricazione di macchine elettriche, elettroniche e ottiche. Tra le aziende più importanti che in passato hanno operato sul territorio urbano vi sono la Richard-Ginori e la Marzotto, la cui vecchia sede è ora di proprietà dell'Università di Pisa. Tra quelle ancora in attività vi è invece la Saint-Gobain, che è attiva in città dal 1889 e che ha rappresentato la seconda sede produttiva dell'azienda fuori dai confini francesi.
Anche la cantieristica navale ha il suo peso nell'economia cittadina principalmente grazie alla costruzione di yacht. La darsena pisana, localizzata sul canale dei Navicelli nel quartiere di Porta a Mare, ha visto infatti una crescita del numero di aziende operanti in questo settore anche per via degli investimenti fatti per collegare il canale all'Arno, creando così un'autostrada fluviale tra le città di Pisa e Livorno.

### Turismo balneare

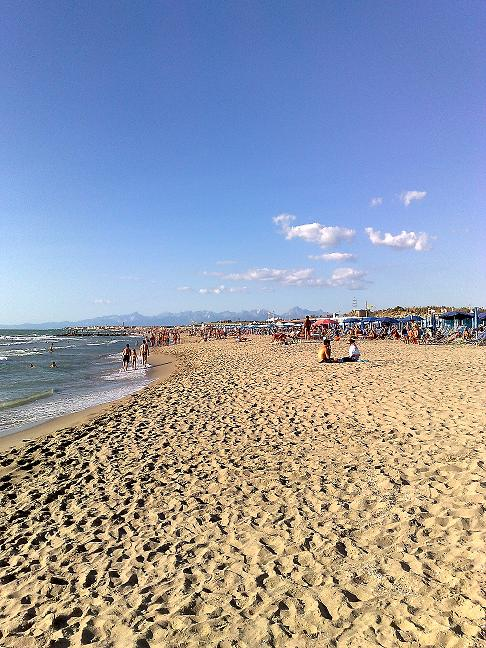
Particolare della spiaggia di Tirrenia

Il turismo balneare di Pisa si basa interamente sugli unici 25 km di costa della provincia di Pisa che compongono il litorale pisano. Dopo anni di stallo, questo tipo di turismo ha iniziato a crescere e a essere apprezzato anche a livello internazionale grazie alle numerose opere di riqualificazione che sono state completate e che si stanno attuando. La parte meridionale del litorale pisano, delimitata a nord dalla foce dell'Arno, è caratterizzata da una massiccia urbanizzazione, con i paesi di Marina di Pisa, Tirrenia e Calambrone, tutti facenti parte della municipalità di Pisa. La parte settentrionale, più selvaggia e incontaminata, è inglobata nel Parco naturale di Migliarino, San Rossore e Massaciuccoli.

### Turismo culturale
Nonostante Pisa sia annoverata fra le maggiori città d'arte d'Europa, gran parte del turismo gravita tutt'oggi intorno al complesso romanico di Piazza del Duomo con delle ricadute negative sulla città stessa: se il Museo dell'Opera del Duomo è fra i musei più visitati d'Italia, è emerso che la maggior parte degli altri musei della città sono invece semisconosciuti.
Nel 2008 il museo di Palazzo Reale è entrato nella triste classifica dei musei meno visitati del Paese, mentre nel Museo nazionale di San Matteo, nella Certosa di Pisa e nel Museo della Grafica si registrano cifre significative, ma non paragonabili a quelle che si registrano nel complesso di Piazza del Duomo.
Con l'apertura del Palazzo Giuli Rosselmini Gualandi, avvenuta nel 2008, il restauro del Palazzo Reale e l'imminente recupero dell'area dell'Ospedale Santa Chiara, la città sta puntando a una rivalutazione del suo centro storico e a un assetto urbanistico più moderno e accogliente, sia per il turista sia per il cittadino, che tenda alla riqualificazione di aree importanti e meno conosciute come i lungarni. Alcune delle opere sono stare realizzate grazie ai fondi PIUSS stanziati dall'Unione Europea, oltre che dalla Regione Toscana, dal Comune e dalla Provincia di Pisa.

## Infrastrutture e trasporti

### Strade
Pisa è attraversata da molte strade extraurbane che la collegano con le altre città toscane e italiane. La Strada statale 1 Via Aurelia, istituita nel 1928, è la strada statale più importante che passa per il comune, non è tuttavia l'unica infatti, da Pisa iniziano la Strada statale 67 Tosco-Romagnola che la collega a Marina di Ravenna e la Strada statale 12 dell'Abetone e del Brennero che termina al Passo del Brennero. La città di Pisa rappresenta anche la tappa finale di due ex strade statali, ora riclassificate come regionali: la Strada statale 224 di Marina di Pisa e la Strada statale 206 Pisana-Livornese, alternativa nell'entroterra alla SS1 per andare a Livorno. La Strada di grande comunicazione Firenze-Pisa-Livorno, o più semplicemente FI-PI-LI, è un'altra importante arteria stradale della città, collegandola con il capoluogo toscano e con Livorno; per Pisa vi sono quattro uscite: Pisa Nord-Est, Pisa Aeroporto, Pisa Centro (solo in uscita o direzione autostrada) e Pisa Ovest.
La città di Pisa è intersecata dalla Autostrada A12 e ha due uscite per la città, quella di Pisa Centro e di Pisa Nord; proprio in quest'ultimo casello termina la A11, che ha inizio a Firenze e viene anche chiamata Firenze-Mare poiché collega l'entroterra toscano alla costa.

### Ferrovie
La città di Pisa rappresenta un importante nodo ferroviario nazionale, al quale afferiscono le seguenti linee:
- Genova-La Spezia-Pisa (collegamenti nazionali e regionali)
- Firenze-Pisa-Livorno (collegamenti nazionali e regionali)
- Pisa-Lucca (collegamenti regionali)
- Pisa Centrale-Pisa Aeroporto (dismessa nel dicembre 2013)
- Pisa-Collesalvetti-Vada (solo per treni merci)

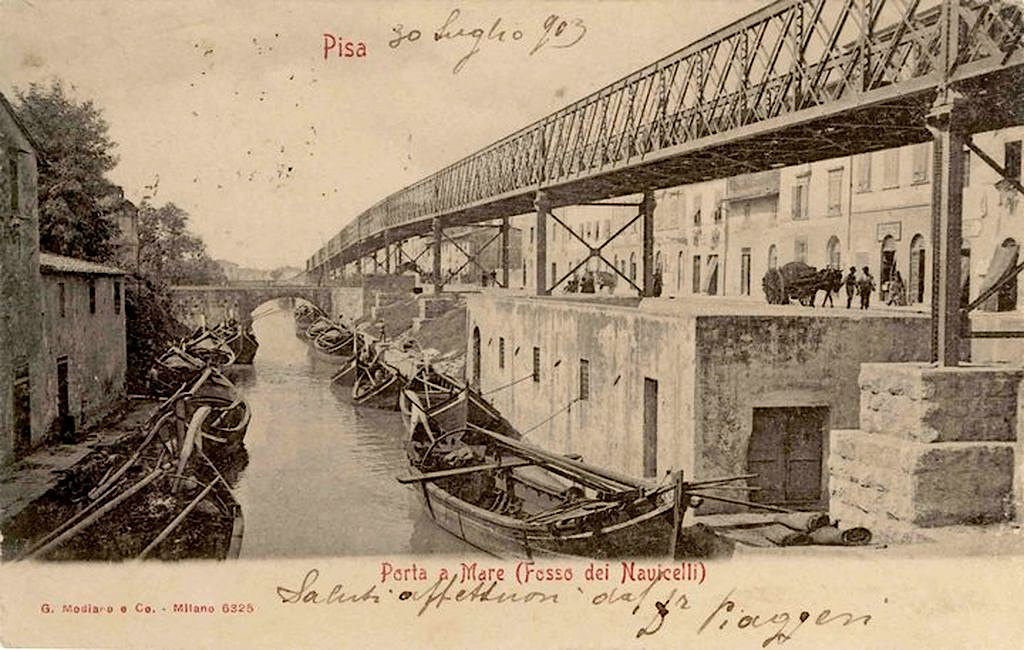
Viadotto della tranvia per Marina di Pisa (cartolina d'epoca)

Fino al 1960 era in esercizio anche la ferrovia elettrica in concessione Pisa-Tirrenia-Livorno, che collegava la città di Pisa a quella di Livorno attraversando tutti i paesi del litorale Pisano (Marina di Pisa, Lido, Tirrenia e Calambrone) e il borgo di San Piero a Grado. A oggi è ancora possibile ritrovare intatte tutte le stazioni e le fermate, a esclusione della stazione di Bocca d'Arno, distrutta durante la seconda guerra mondiale, e parte dei binari, soprattutto nella tratta pisana della linea.
Nel corso degli anni si sono susseguiti un gran numero di progetti mirati al ripristino della linea Pisa-Tirrenia, ma nessuno di questi è riuscito ad andare in porto. Dal 2007 esiste un comitato che mira a recuperare il valore storico dell'infrastruttura ferroviaria e a percorrere tutte quelle strade che potrebbero un giorno ripristinare l'esercizio ferroviario su questa linea tanto amata da generazioni di pisani.
Dal 1881 al 1953 fu attiva una tranvia a vapore che, percorrendo l'asse della via Fiorentina, collegava Pisa con Pontedera e, attraverso una diramazione che si distaccava in località Navacchio, a Calci. Un'altra linea tranviaria, sostituita nel 1932 dalla ferrovia elettrica sopra citata, fu attivata nel 1892 per collegare la frazione di Marina di Pisa.

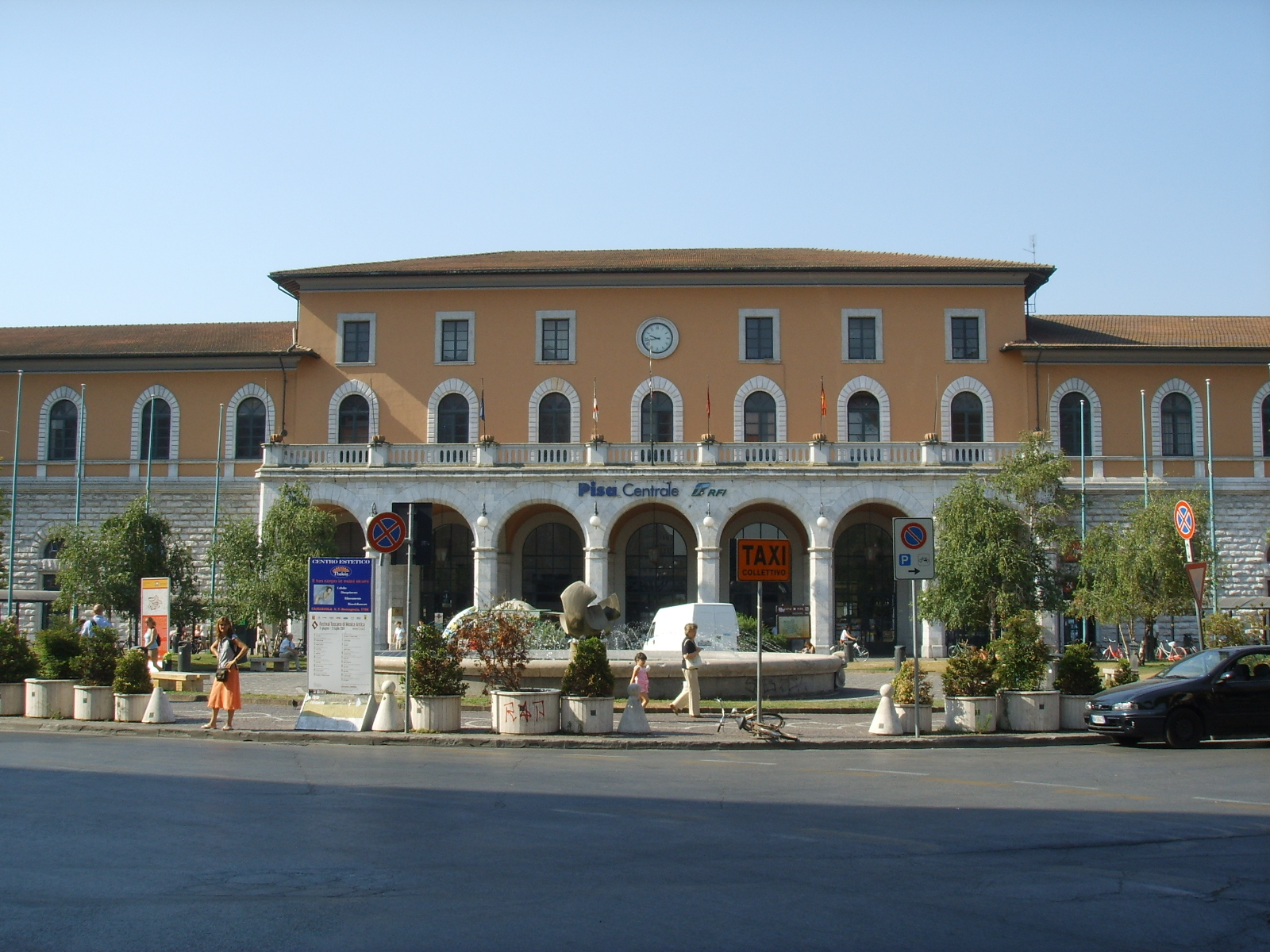
Stazione di Pisa Centrale

A Pisa sono presenti 3 stazioni ferroviarie di cui 2 con servizio viaggiatori:
- Pisa Centrale, impianto principale, a due passi dal centro della città
- Pisa San Rossore, stazione a carattere locale sulla direttrice Torino-Roma e Pisa-Lucca, a due passi da Piazza dei Miracoli
- Pisa Aeroporto, chiusa nel 2013, stazione a servizio dell'aeroporto di Pisa-San Giusto "Galileo Galilei"
- Tombolo, stazione di scambio per treni merci che ha cessato negli anni novanta il servizio viaggiatori e viene utilizzata solamente da qualche treno militare diretto alla base americana di Camp Darby il cui raccordo ferroviario ha inizio proprio nella stazione di Tombolo

### Porti

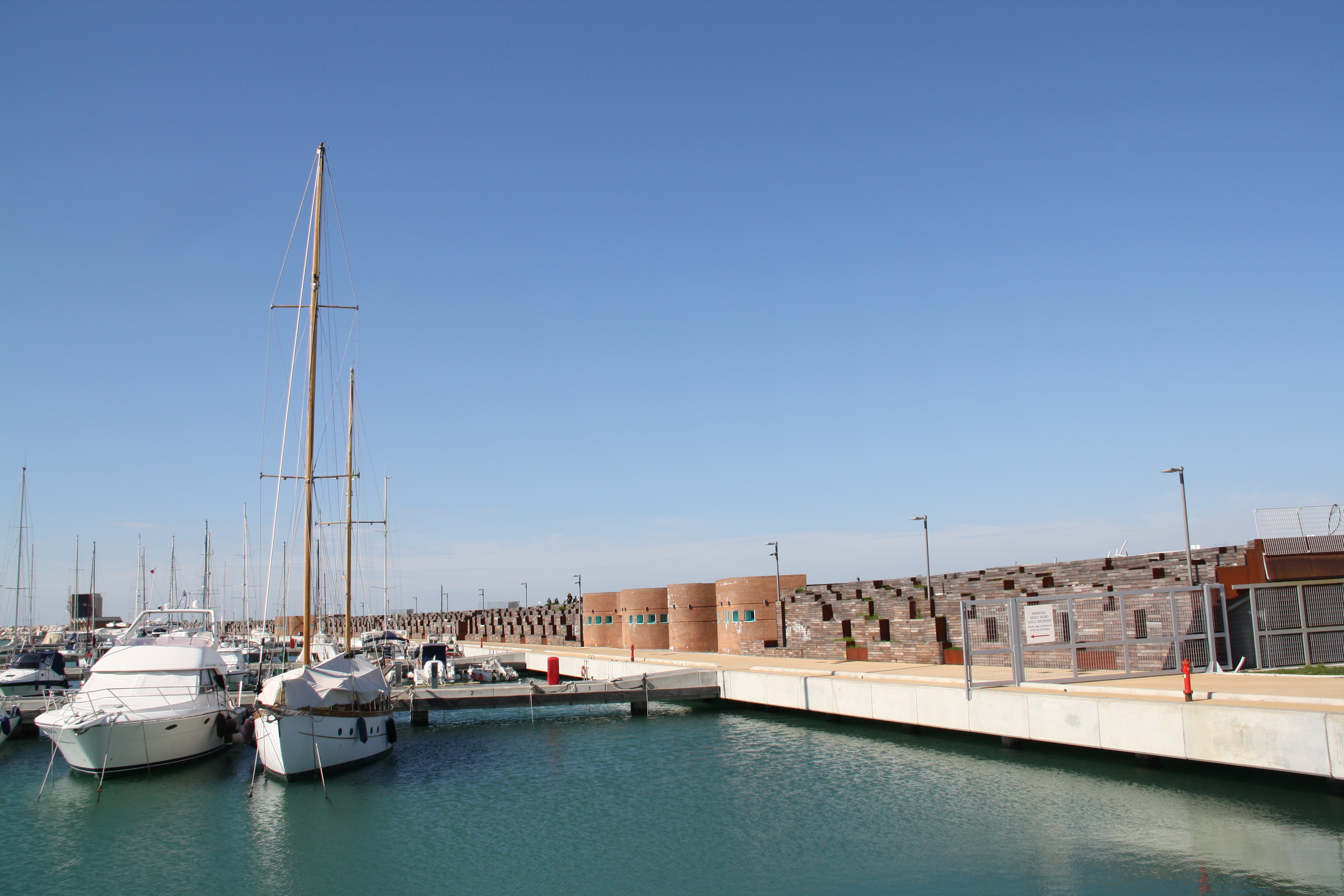
Il Porto di Pisa

Nel 2013, presso la frazione di Marina di Pisa, è stato inaugurato il Porto di Bocca d'Arno, nell'omonima località alla foce del fiume Arno.

### Aeroporti

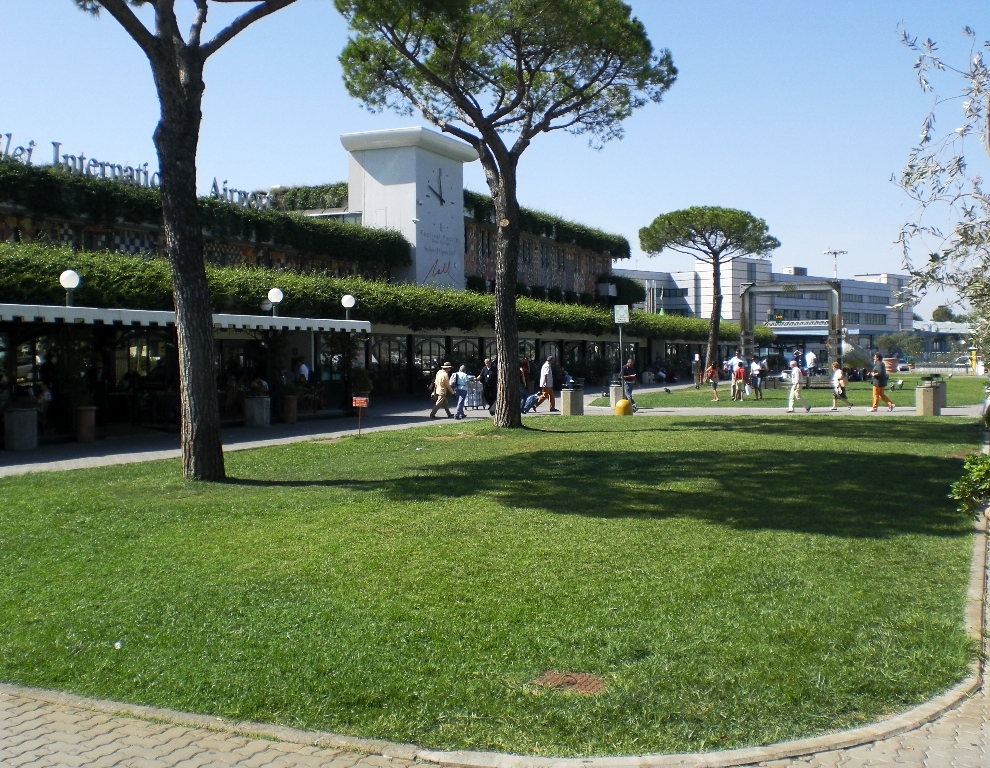
L'aeroporto Galileo Galilei di Pisa

L'aeroporto di Pisa-San Giusto, situato nell'omonimo quartiere, è il principale aeroporto toscano e tra i primi in Italia per i voli low cost. Presenta collegamenti sia nazionali che verso le principali città europee e alcuni voli intercontinentali.

### Mobilità urbana

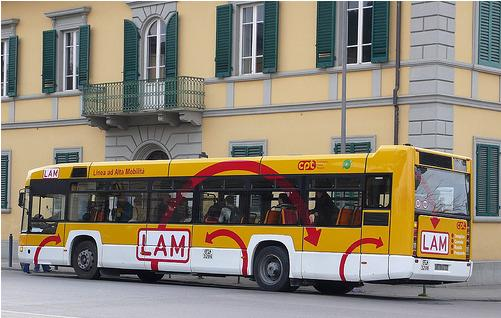
Un bus della CPT in funzione sulla linea LAM rossa (via Bonanno)

I trasporti urbani e suburbani sono serviti da Autolinee Toscane, che dal 1º novembre 2021 è subentrata alla CTT Nord (la quale a sua volta nel 2012 inglobò la CPT, Compagnia Pisana Trasporti).
La città di Pisa cominciò a usufruire di un regolare servizio di trasporti urbani nei primi anni del XX secolo. L'impresa Primo Palla ottenne nel 1902 la concessione di una linea da Piazza dei Cavalieri a San Michele degli Scalzi gestita tramite un omnibus.
Pochi anni dopo, il 25 gennaio del 1912, il sindaco Francesco Buonamici inaugurò la rete tranviaria di Pisa. Le prime due linee furono la Stazione-Duomo e la Stazione-Barriera alle Piagge, soppressa nel 1952.
Dal 1952 al 1968 fu anche in servizio una rete filoviaria.
È presente anche un servizio turistico di City Sightseeing attivo solo nei periodi primaverile ed estivo, contando su due linee. La A, con 11 fermate, attraversa il centro storico soffermandosi nelle zone di primario interesse. La linea B, con 15 fermate e un percorso storico-naturalistico, collega la città con il parco di San Rossore e l'ex tenuta presidenziale.
A partire dagli anni 2010 l'amministrazione comunale discute sulla reintroduzione di un mezzo di trasporto vincolato, filobus, busvia o tram, che intercetti il volume di traffico dal centro al quartiere di Cisanello col suo ospedale.

#### Trasporto fluviale
Quello di Pisa è l'ultimo comune a essere percorso dal fiume Arno che termina il suo corso nella foce di Marina di Pisa. La mancanza di dighe o barriere nel tratto pisano permette la navigabilità del fiume dal mare alla città per barche di piccola e media categoria. Pisa è servita anche da vie d'acqua come il Canale dei Navicelli (che la collega al porto di Livorno tramite la darsena pisana), il fiume morto (che sfocia in San Rossore) e il Fosso del Mulino (un piccolo canale artificiale che sfocia nell'Arno passando per il centro cittadino). Dal 2006 sono partiti i lavori di bonifica del canale dei navicelli con lo scopo di incrementare la cantieristica navale a Pisa e ripristinare l'accesso diretto al fiume Arno. I corsi d'acqua pisani sono stati gestiti storicamente dall'Ufficio dei fiumi e fossi di Pisa e attualmente dal Consorzio 4 Basso Valdarno.
Il trasporto fluviale su battello è gestito dalla cooperativa "Il navicello - Trasporti fluviali" ed è operativo solo nei mesi di primavera ed estate. Il servizio comporta di due sole linee:
- Linea dei Lungarni: 4 scali
- Linea di San Rossore: 2 scali

Esiste anche una linea speciale, che si effettua solo su prenotazione, che collega la città a Marina di Pisa.

#### Piste ciclabili

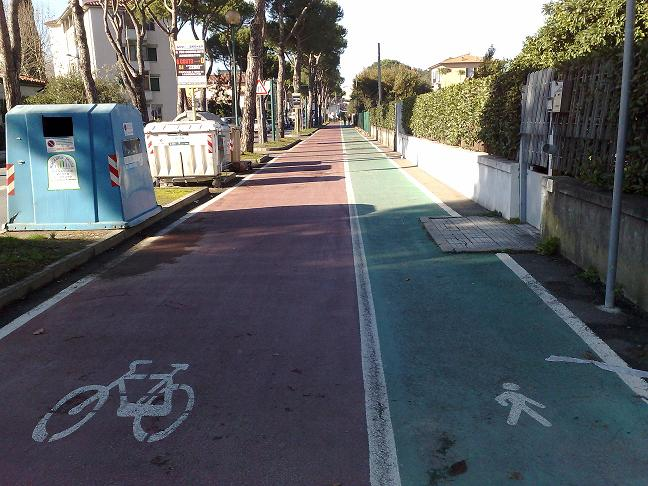
La pista ciclabile affiancata al marciapiede in via di Pratale

Nel territorio comunale sono presenti 48 km di piste ciclabili o ciclopedonali: i percorsi che si snodano all'interno della città sono sia in sede protetta che in corsia riservata e sono completamente asfaltati, a differenza di quelli extraurbani che sono quasi totalmente misti o sterrati. Le piste ciclabili offrono anche degli itinerari interessanti dal punto di vista turistico. Pisa è inoltre inclusa nella ciclovia dell'Arno, itinerario ancora parzialmente incompleto che, partendo dalla sorgente del fiume Arno, arriva alla sua foce a Bocca d'Arno.
Nel febbraio 2008 Pisa è stata la prima città italiana a effettuare la punzonatura bici su richiesta, metodo che permette di marchiare con un codice numerico la bicicletta e diminuire la possibilità di furto del 25%. In città è anche possibile noleggiare risciò per giri turistici.
Nel corso del 2020 è stato aperto un percorso ciclabile di 12,8 km chiamato ciclopista del Trammino sul sedime della ferrovia Pisa-Tirrenia-Livorno. La pista ciclabile, interamente in sede protetta, ricalca il percorso della ferrovia dal quartiere Porta a Mare di Pisa fino alla vecchia stazione di Marina di Pisa. È prevista una futura estensione verso Calambrone, sempre sul sedime ferroviario.
In città è inoltre presente un servizio di bike sharing chiamato CicloPI, tra i più usati d'Italia. Il servizio è dotato di 200 biciclette prelevabili da 24 stazioni situate in diversi punti della città.

## Amministrazione

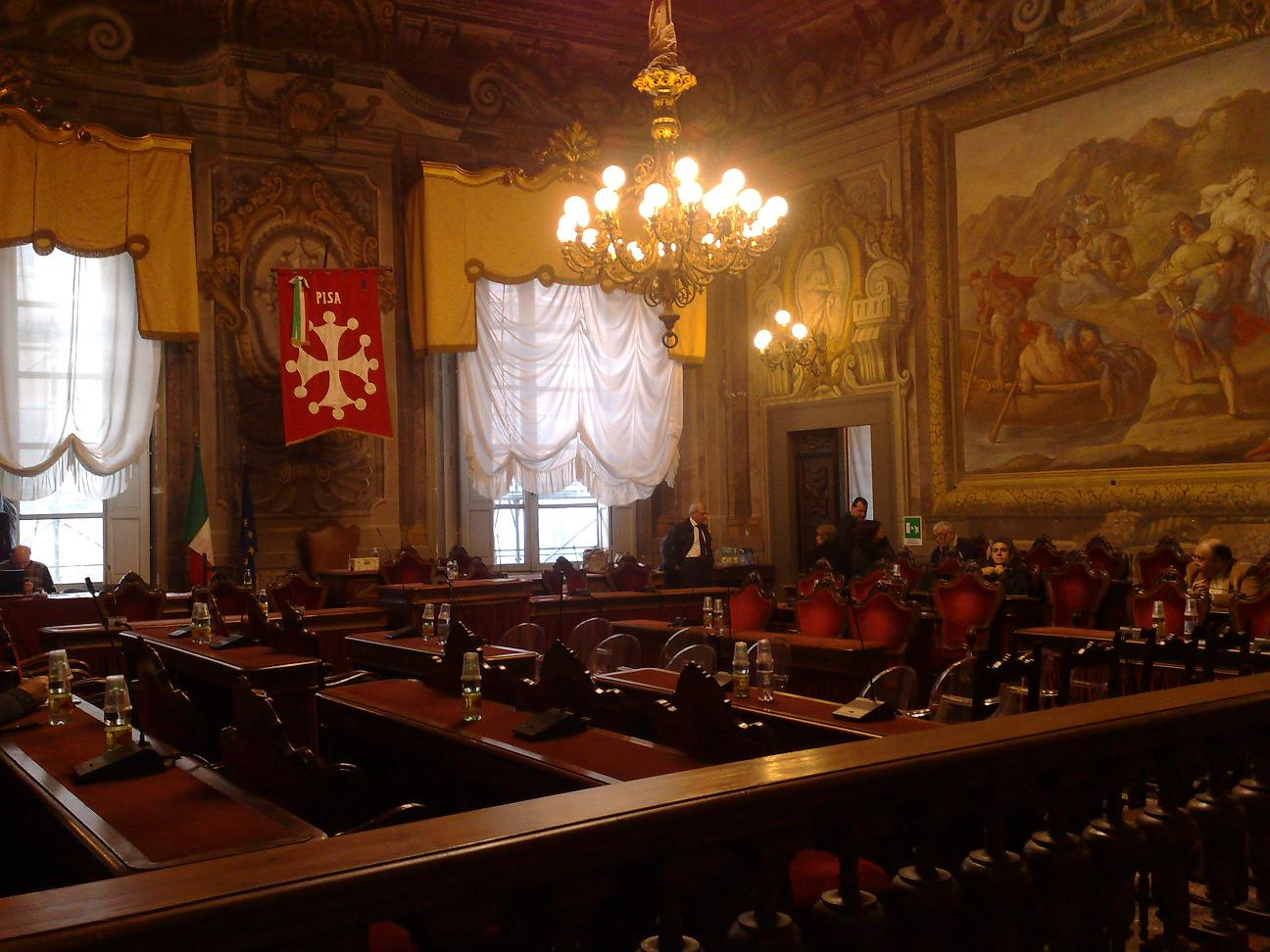
La Sala delle Baleari ospita le riunioni del Consiglio comunale

### Gemellaggi
Pisa è gemellata con:
- Cagliari
- Iglesias, dal 2009[126]
- Santiago di Compostela
- Angers, dal 1982
- Unna
- Kolding
- Rodi
- Acri
- Gerico
- Niles
- Coral Gables

Esiste anche un gemellaggio di strade: il Corso Italia di Pisa è gemellato con la Rue des lices di Angers (Francia).
L'Istituto Confucio della Scuola superiore Sant'Anna di Pisa è gemellato con l'Università di Chongqing in Cina.

## Sport
Pisa ha una vasta tradizione sportiva che riguarda numerose discipline più o meno seguite in tutta Italia. Oltre al calcio e alla pallavolo si ricordano hockey su prato, ginnastica ritmica, pugilato, canottaggio, scherma e karate. La città ha ospitato per la seconda volta i campionati nazionali universitari del 2008 dopo 47 anni ed è stata 3 volte città italiana candidata a ospitare i giochi del Mediterraneo. Ogni anno nel mese di dicembre si tengono i campionati italiani di kickboxing organizzati dall'a.s.d. "Scuola Fragale" presso il palasport di Barbaricina.

### Calcio

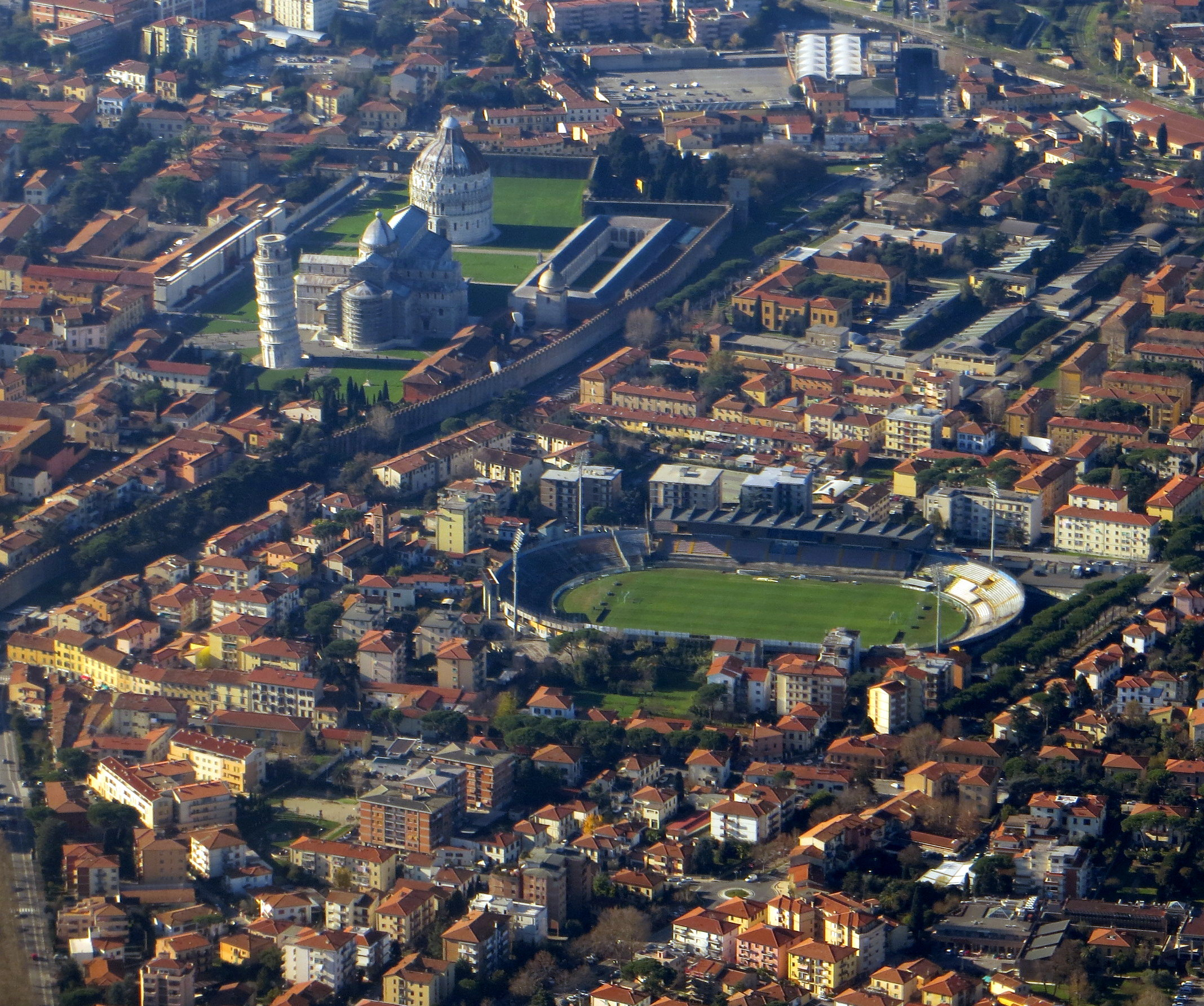
Veduta aerea dell'Arena Garibaldi di Pisa

Il Pisa Sporting Club è la principale società calcistica di Pisa. Tra le più antiche squadre di calcio italiane, vanta due Mitropa Cup vinte nel 1986 e nel 1988. Disputa le partite casalinghe nello Stadio Arena Garibaldi - Romeo Anconetani.

Pisa Sporting Club

Nata nel 1909, la squadra si affilia alla FIGC e sfiora il titolo italiano nel campionato di Prima Categoria 1920-1921: dopo aver vinto il proprio girone, e una successiva fase a gironi, batte il Livorno nella finale centro-meridionale e si gioca la vittoria del campionato nella finalissima con la Pro Vercelli, perdendo 2-1. Nel 1926 retrocede nella serie cadetta e tre stagioni più tardi, retrocede nella terza categoria. Nel 1934, il Pisa ritorna in seconda divisione e dopo aver sfiorato la promozione in A, all'inizio degli anni cinquanta fa prima ritorno in Serie C, poi retrocede in quarta divisione.
Dopo aver riconquistato la Serie C, negli anni sessanta la formazione toscana approda nuovamente in Serie B. Nel 1968, per un solo anno, il Pisa milita in Serie A prima di tornare in terza serie negli anni settanta. Nel 1978 Romeo Anconetani rileva la presidenza della squadra e risolleva il Pisa dalla C alla A, portandolo fino alla semifinale di Coppa Italia nel 1989 e a vincere anche le sue prime storiche competizioni europee: nel 1986 e nel 1988, i toscani s'impongono in Coppa Mitropa. Per volontà dello stesso Anconetani, nel 1989 si gioca l'unica edizione della Supercoppa Mitropa tra le ultime due vincenti temporali della Mitropa: il Pisa affronta i cecoslovacchi del Baník Ostrava, perdendo il doppio confronto. Dopo diversi anni nella massima serie, negli anni novanta il Pisa retrocede in B, quindi fallisce una prima volta e riparte dall'Eccellenza.
Negli anni duemila torna tra i professionisti, vince una Coppa Italia di Serie C nel 2000 e ritorna a giocare in Serie B, tuttavia fallisce nuovamente nel 2009 e riparte dalla Serie D. Nel 2017 il Pisa gioca in Serie B per una sola stagione, prima di tornare in terza serie, che dura fino a giugno 2019, quando, con la vittoria nell'ultimo turno play-off per 3-1 a Trieste con gli alabardati dopo i tempi supplementari, viene di nuovo promossa in cadetteria. Nelle due stagioni seguenti giunge prima nona e poi quattordicesima. Nella stagione 2021/2022 sfiora la promozione in Serie A chiudendo il campionato al terzo posto e perdendo la finalissima di play-off col Monza.
Nella stagione 2025/2026 dopo 34 anni tornerà in Serie A.

### Beach Soccer
Il Pisa Beach Soccer è una delle formazioni Italiane più forti in questo sport. Nel 2021 i nerazzurri hanno conquistato il loro primo storico Scudetto e nel 2022 la loro prima storica Coppa Italia.

### Canottaggio

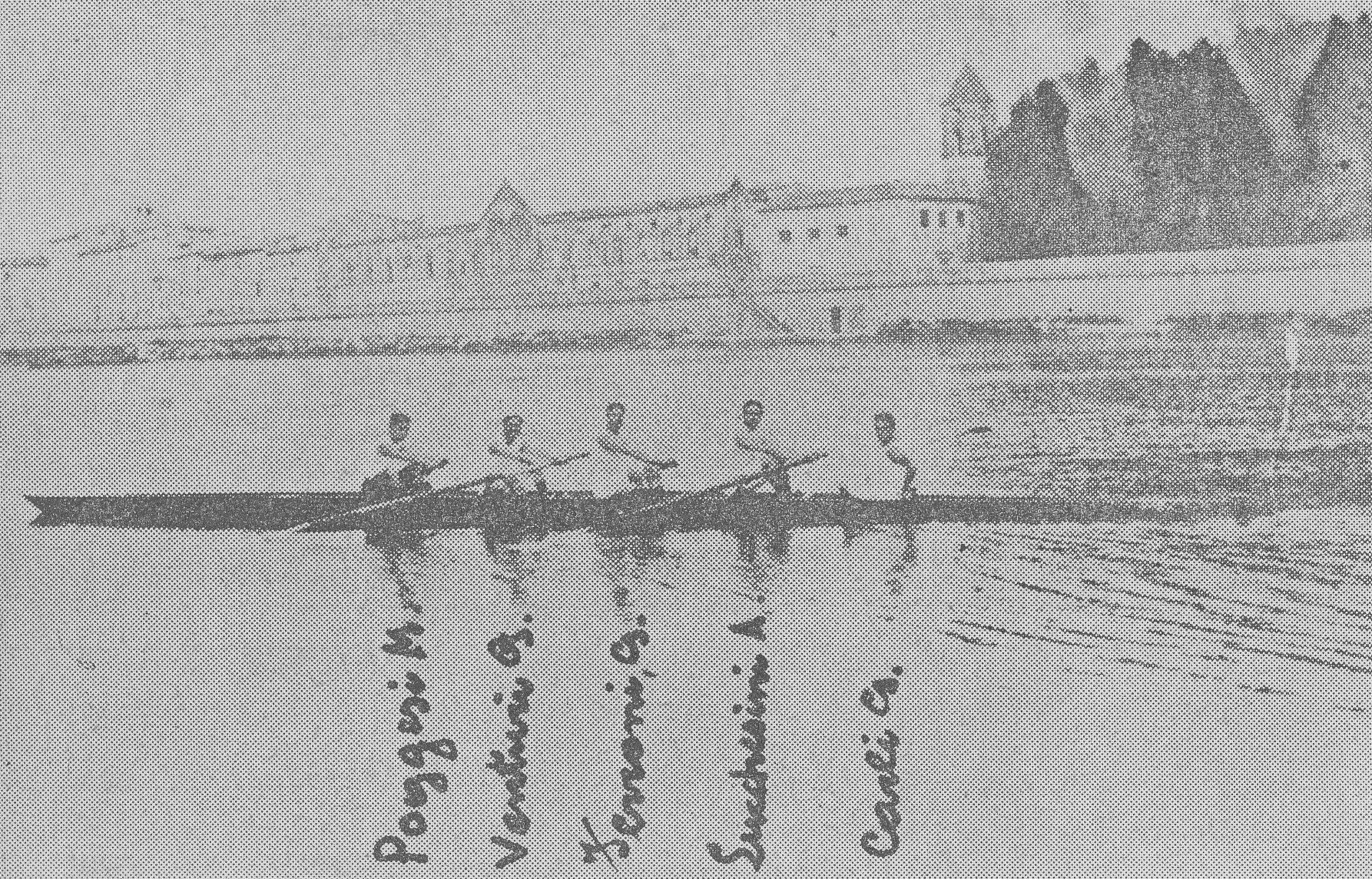
Un'imbarcazione dei Canottieri Arno nel 1905

Il canottaggio è sempre stato uno sport ben radicato a Pisa e per molti viene considerata un tradizione cittadina seguita e praticata al pari del calcio poiché fa parte dell'antica vocazione marinara alfea. Sia in città che nella provincia esistono numerose società di questo sport che continua a dare grandi soddisfazioni e riconoscimenti a livello mondiale.
La più famosa è indubbiamente la Canottieri Arno Pisa, fondata il 12 gennaio 1905 e ancora oggi il punto di riferimento di molti appassionati. La società, allora con sede nei pressi della Cittadella, si affermò subito in numerose competizioni italiane e internazionali: nei primi anni riuscì a ottenere due titoli nazionali nel jole a due e a quattro, partecipando anche alle regate di Lucerna e Nizza nel 1907 e di Henley l'anno successivo. Nel secondo dopoguerra la sede si è trasferita stabilmente sulla riva opposta dell'Arno, in lungarno Bonaccorso da Padule.

### Scherma
La scherma è una delle attività di maggior rilievo nel panorama sportivo pisano.
La scuola di Antonio Di Ciolo può essere riconosciuta a tutti gli effetti come una prolifica scuola di campioni e di insegnanti che hanno vinto tantissimo a livello nazionale, mondiale e olimpico. Di seguito alcuni degli allievi più decorati del Maestro Di Ciolo e della sua scuola: Alessandro Puccini, Salvatore Sanzo, Simone Vanni, Francesco Martinelli, Ilaria Bianco, Martina Batini, Mariella Bertini e Soriano Ceccanti.
Attualmente a Pisa esistono due società di scherma, eccellenze del territorio pisano: il Club Scherma Pisa Antonio Di Ciolo e l'US Pisascherma.
A oggi il Club Scherma Pisa conta più di 150 iscritti e tre delle sue squadre militano in A1 (fioretto maschile, fioretto femminile e spada maschile).
Per la pratica e la diffusione della scherma storica è invece presente la Sala d'Arme Achille Marozzo.

### Hockey su prato
Il CUS Pisa Hockey rappresenta la città nei campionati nazionali. Sia la prima squadra maschile, sia la prima squadra femminile militano in serie A1, la massima serie dell'hockey su prato italiano. Il CUS Pisa ha anche numerose rappresentative giovanili, che partecipano ai rispettivi campionati nazionali; a partire dagli anni duemila il ciclo aperto dagli investimenti sul vivaio ha permesso alle selezioni giovanili di mettere in bacheca ben 14 titoli nazionali fra maschili e femminili.

### Pallacanestro
La storia cestistica pisana comincia negli anni quaranta con la Società Pisana Edera (che avrà vita breve) e il Centro Universitario Sportivo (il CUS). Nei decenni successivi altre società, che si riveleranno più o meno longeve, si affacciarono sul panorama cittadino: l'Alhambra, i Passi, il Centro Basket Pisano, lo Sporting, lo IES Sport, e il GMV Ghezzano.
Le maggiori ambizioni cestistiche pisane però si concentrarono negli anni ottanta quando il CUS sfiorò ripetutamente la promozione alla Serie B, forte anche della collaborazione del presidente della società calcistica cittadina Romeo Anconetani. Attualmente le società esistenti sono: il GMV Ghezzano (Promozione), lo Sporting (Promozione), lo IES Sport (Promozione), l'Alhambra (Prima Divisione), e il CUS Sporting (Promozione) (Serie C Silver).

### Pallavolo

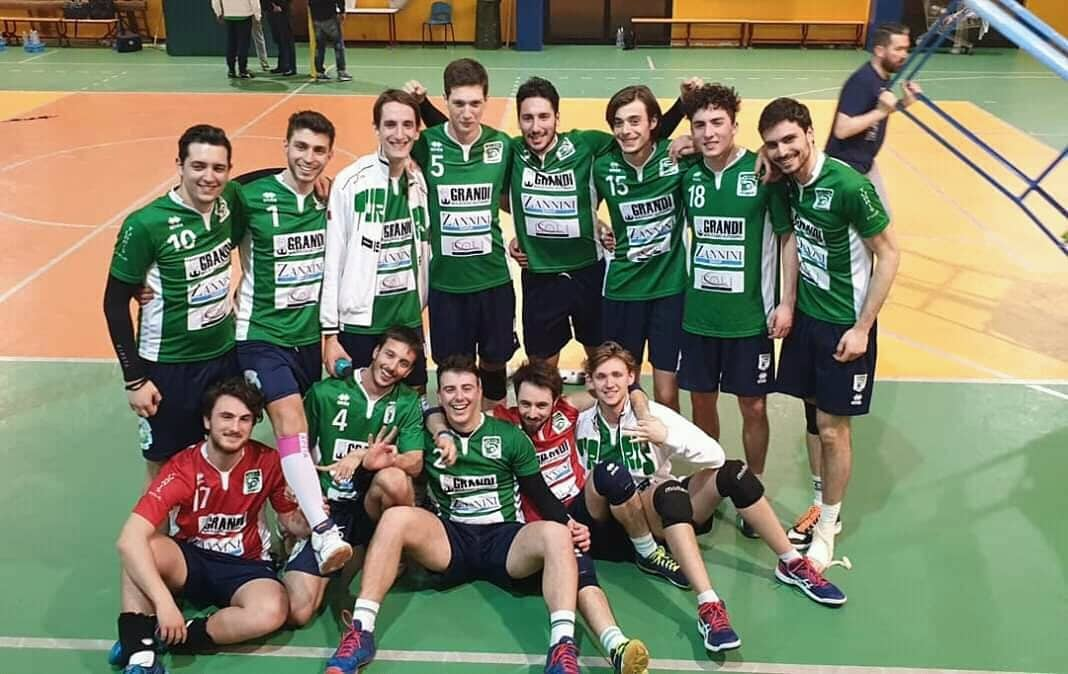
La squadra maschile della TURRIS PISA 2018/2019 che militava in serie D

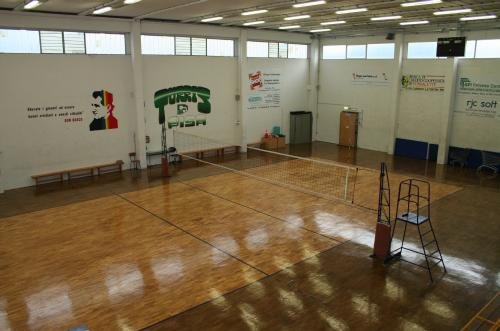
Il PalaTURRIS

La Turris Pisa e il CUS Pisa Volley sono le principali società pallavolistiche di Pisa e tra le più antiche squadre di volley italiane, con un glorioso passato in Serie A1. La Turris Pisa maschile dopo un anno in serie B (stagione 2017/2018) milita adesso (stagione 2021/2022) nel campionato di Prima Divisione, mentre la femminile milita in Seconda Divisione. A maggio 2022 la Turris Pisa femminile conclude da imbattuta il campionato di Seconda Divisione e viene promossa in Prima Divisione. 
Il CUS Pisa partecipa con la squadra maschile al campionato di serie C. Negli anni 2000 si è affacciata sul panorama pallavolistico pisano anche la nuova società "Dream Volley", fondata dall'ex giocatore nazionale Alessandro Lazzeroni, militante in serie B maschile e in serie C femminile. In provincia troviamo in serie C anche la Pallavolo Casciavola, la Pallavolo Cascina, la Folgore San Miniato e il Migliarino Volley, mentre in serie A2 troviamo la storica società de I Lupi di Santa Croce. Squadre giovanili molto importanti sono appunto la Turris Pisa, il CUS Pisa Volley, il Volley Club Cascinese, la Pallavolo Ospedalieri, il Migliarino Volley e la Pallavolo Cascina.

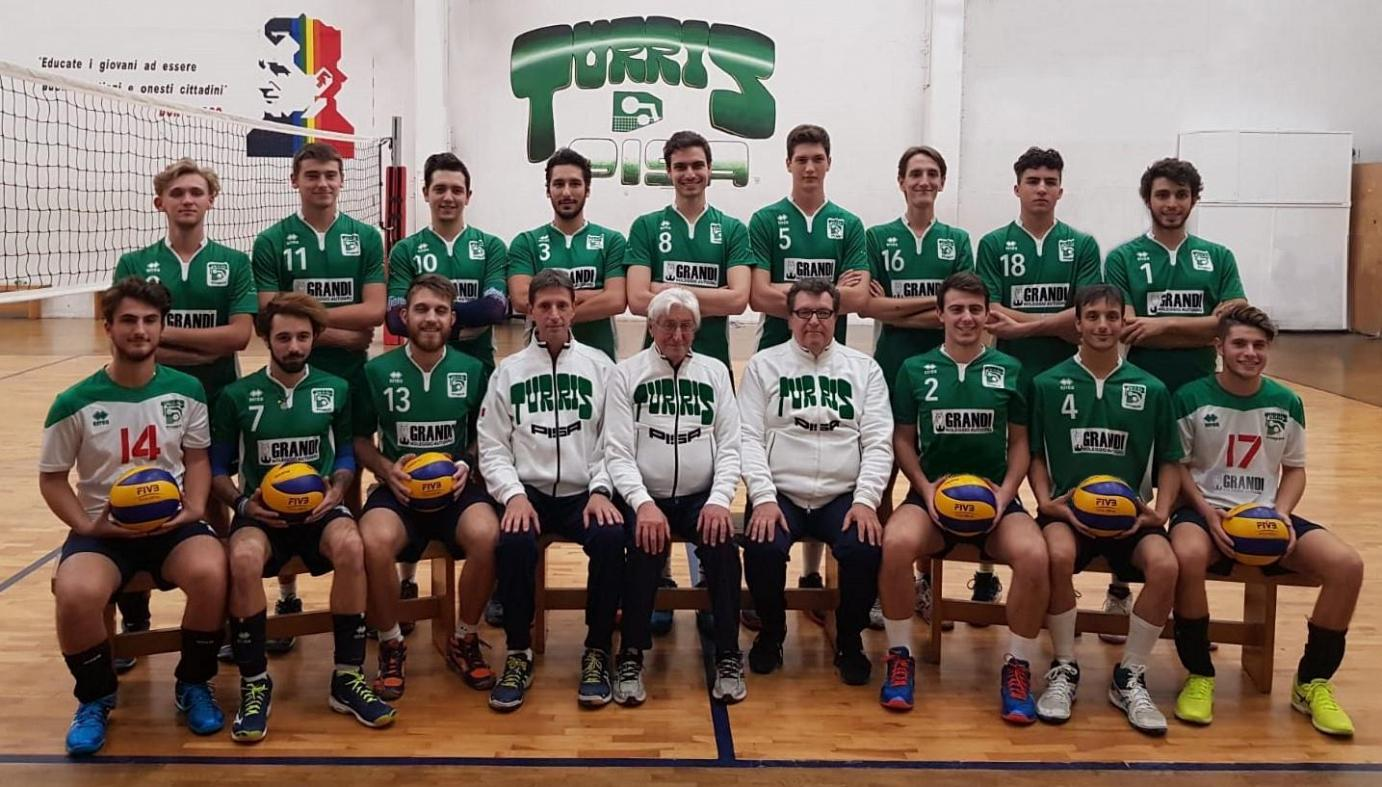
La squadra maschile della TURRIS PISA 2018/2019 che militava in serie D

### Sitting Volley
La Fipav organizza anche il campionato italiano di sitting volley (Pallavolo paralimpica), sia maschile che femminile. 
Per quanto riguarda il sitting volley femminile, il Dream Volley Pisa ha vinto tutti e 4 gli scudetti finora messi in palio (2017, 2018, 2019, 2021) ed entrambe le Coppa Italia organizzate finora dalla federazione (2019, 2021). Nel 2022 nasce la Champions Cup di sitting volley femminile, vinta dal Dream Volley Pisa.
Nel 2022, per la prima volta, il Dream Volley Pisa si iscrive anche al campionato italiano di sitting volley maschile.

### Karate
La FIJLKAM è l'unica federazione riconosciuta dal CONI ed è del resto la più attiva a livello provinciale con numerose società sportive affiliate. Questa arte marziale è stata una delle discipline dei Campionati Nazionali Universitari 2008 grazie alla preziosa collaborazione tra il CUS e la Delegazione Provinciale Karate guidata dal dott. Adriano Lupetti, entrambi con sede in città.

### Nuoto

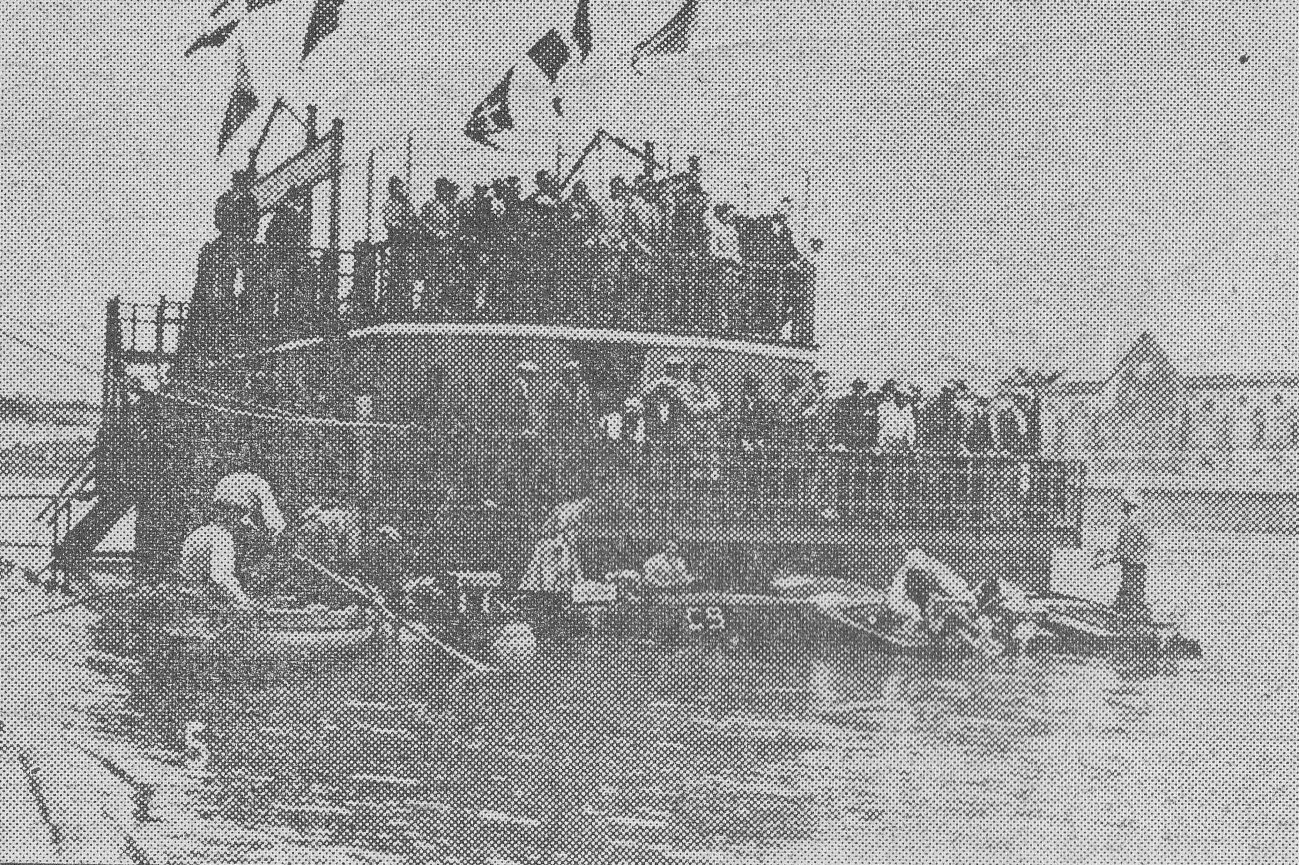
Lo chalet sul fiume, prima sede della Rari Nantes

Nei primi anni del XX secolo, seguendo l'esempio di altre numerose città italiane, a Pisa nacque una società sportiva di appassionati del nuoto con il nome di Rari nantes. Negli anni venti la società aveva la propria sede su uno chalet galleggiante, ormeggiato presso lo scalo di San Nicola su lungarno Pacinotti nelle stagioni calde e all'altezza di San Piero a Grado in quelle più rigide.
Spesso le improvvise piene del fiume strappavano al proprio ormeggio lo chalet trascinandolo verso il mare. Nel 1932 la struttura fece il suo ultimo viaggio: la violenza delle acque lo fece infrangere contro un retone di Bocca d'Arno, la cosiddetta "bilancia della regina", e i numerosi detriti si arenarono lungo la spiaggia del Gombo. La Rari Nantes, rimasta priva della propria sede, si unì alla Canottieri Arno, la quale venne così ad arricchirsi di una nuova disciplina sportiva.
Luogo preferito per l'attività natatoria era il fiume Arno, all'epoca limpido, dove venivano organizzate competizioni sportive molto famose come la Traversata di Pisa, dal ponte della Fortezza alla Cittadella, o il Raid Pisa-Marina, lungo circa 10 km. A queste gare parteciparono nuotatori professionisti come Luigi e Renato Bacigalupo, Malito Costa, Gianni Gambi, Rino Caramelli e Otello Torri, ma anche altri sportivi come il portiere del Pisa S.C. Mario Gianni.

### Pallanuoto

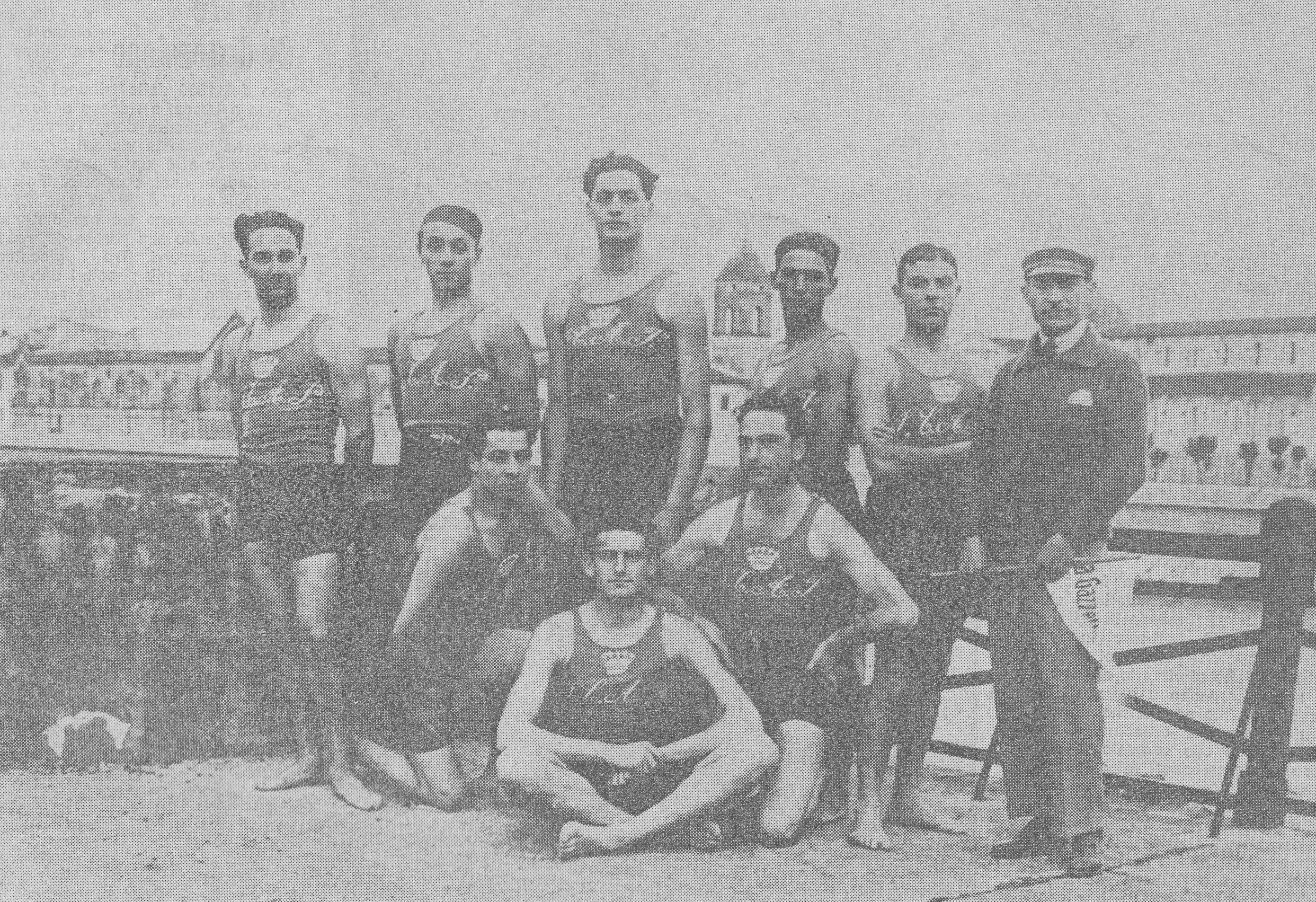
La squadra di pallanuoto campionessa toscana del 1924

La pallanuoto pisana nacque come una delle attività della Canottieri Arno, parallela a quella natatoria. La prima squadra venne iscritta al Campionato Toscano nel 1923, laureandosi campione l'anno successivo a La Spezia. Seguirono altre affermazioni sportive che durarono fino alla pausa imposta dal secondo conflitto mondiale; da allora la specialità subì un lento declino, dovuto anche alla mancanza di strutture idonee, distrutte dai bombardamenti. Gli allenamenti, una volta effettuati nelle acque dell'Arno, a partire dagli anni cinquanta del XX secolo vennero spostati in mare, a Marina di Pisa, a causa del forte inquinamento fluviale.
L'attività agonistica è, comunque, tuttora esistente e in mano alla Canottieri Arno, che partecipa a diversi campionati della FIN con squadre senior, under 20, under 17, under 15 e under 13.

### Ginnastica
La prima società sportiva pisana si occupò di ginnastica attrezzistica e fu fondata nel 1880 con il nome di Sempre Avanti. La sua sede era posta all'inizio di via San Paolo, nei pressi della piazza di San Paolo a Ripa d'Arno. Al sorgere del nuovo secolo, la sua eredità venne presa da un'altra famosa società sportiva, la Forza e Coraggio, i cui atleti si esercitavano nel Velodromo "Stampace" davanti alla suddetta piazza.

### Ciclismo
Il ciclismo comparve a Pisa sul finire del XIX secolo, incentivato dalla nascita del Velodromo Stampace, costruito su un terreno regalato dal Comune al Veloce Club e inaugurato dall'allora principe di Napoli Vittorio Emanuele il 28 luglio 1895. In queste prime fasi il ciclismo era praticato soprattutto in pista, a causa anche delle condizioni stradali non idonee; solo successivamente prese piede il ciclismo su strada, grazie soprattutto all'eco che il Giro d'Italia cominciò a fare agli inizi del XX secolo. La prima corsa vera e propria venne organizzata da alcuni giovani appassionati sul percorso Pisa - Viareggio - Pisa nel maggio del 1910: dei 15 corridori partiti ne giunsero al traguardo solo 6 a causa di ritiri per fatica e forature. La prima società sportiva dedicata anche al cosiddetto "cicloturismo" comparve in quegli stessi anni con il nome de Il Pedale.
Pisa è stata negli anni città di arrivo delle seguenti tappe del Giro d'Italia:
| Anno | Tappa | Partenza                      | km   | Vincitore di tappa  | Maglia rosa         |
| ---- | ----- | ----------------------------- | ---- | ------------------- | ------------------- |
| 1925 | 3ª    | Arenzano                      | 315  | Pierino Bestetti    | Costante Girardengo |
| 1933 | 3ª    | Genova                        | 191  | Learco Guerra       | Alfredo Binda       |
| 1934 | 4ª    | Livorno (cron. individuale)   | 45   | Learco Guerra       | Learco Guerra       |
| 1939 | 3ª    | Genova                        | 187  | Cino Cinelli        | Cino Cinelli        |
| 1940 | 3ª    | Genova                        | 188  | Diego Marabelli     | Osvaldo Bailo       |
| 1953 | 9ª    | Follonica                     | 114  | Rik Van Steenbergen | Hugo Koblet         |
| 1977 | 9ª    | Lucca (cron. individuale)     | 25   | Knut Knudsen        | Francesco Moser     |
| 1980 | 5ª    | Pontedera (cron. individuale) | 36   | Jørgen Marcussen    | Bernard Hinault     |
| 2025 | 10ª   | Lucca (cron. individuale)     | 28,6 | Daan Hoole          | Isaac Del Toro      |

E sede di partenza delle seguenti:
| Anno | Tappa | Arrivo              | km    | Vincitore di tappa    | Maglia rosa         |
| ---- | ----- | ------------------- | ----- | --------------------- | ------------------- |
| 1925 | 4ª    | Roma                | 337,1 | Costante Girardengo   | Costante Girardengo |
| 1933 | 4ª    | Firenze             | 184   | Giuseppe Olmo         | Alfredo Binda       |
| 1934 | 5ª    | Roma                | 333   | Learco Guerra         | Learco Guerra       |
| 1939 | 4ª    | Grosseto            | 154   | Carmine Saponetti     | Cino Cinelli        |
| 1940 | 4ª    | Grosseto            | 154   | Adolfo Leoni          | Pierino Favalli     |
| 1953 | 10ª   | Modena              | 189   | Fiorenzo Magni        | Hugo Koblet         |
| 1977 | 10ª   | Salsomaggiore Terme | 205   | Giacinto Santambrogio | Francesco Moser     |

In molte altre edizioni è stata luogo di passaggio, come quella del 2006 dove nell'undicesima tappa sia la partenza che l'arrivo furono a Pontedera.

### Tiro a segno
Il tiro a segno fu uno dei primi sport che a Pisa ebbe una propria associazione. La Società del Tiro a Segno cittadina fu infatti fondata il 9 luglio 1862, ma riuscì a dotarsi di un campo ufficiale di allenamento solo nel 1885, posto sul Viale delle Cascine presso Barbaricina e ampliato nel 1904 con il patrocinio del re Vittorio Emanuele III. Nel 1895 giunse il primo successo in ambito nazionale, con la conquista della "Bandiera d'Italia" nel campionato svoltosi a Roma, vittoria avvenuta nuovamente tre anni dopo. Nel 1902 i tiratori pisani vinsero il primo premio alla Gara Generale nella Capitale e nel 1906 si imposero alla Gara Internazionale di Milano. Dal 1910 al 1938 la squadra si aggiudicò inoltre 5 "Bandiere Toscane", praticamente quasi in tutte le competizioni organizzate.
Durante il fascismo il controllo del Tiro a segno passo sotto il controllo della Milizia Volontaria per la Sicurezza Nazionale e alla presidenza del poligono pisano fu nominato Ascanio Ascani, campione Italiano assoluto di Fucile mod. 1891 nel 1928. Durante la seconda guerra mondiale il poligono di tiro venne bombardato e quasi completamente distrutto e l'attività riprese a rilento negli anni successivi con la cooperazione delle sezioni di Cascina e Pontedera, uniche due rimaste delle sette precedenti al conflitto. La struttura di Barbaricina venne completata solo nel 1955 e ulteriori lavori di messa a norma furono eseguiti dal 1987 al 1998.
Negli anni ottanta l'UITS costituì il "Centro Federale di Alta Specializzazione al Tiro" presso il Centro CONI di Tirrenia, suscitando un nuovo interesse alla disciplina da parte dei cittadini pisani. Nonostante il suddetto centro sia stato spostato a Civitavecchia all'inizio degli anni novanta, l'attività sportiva ha continuato a far proseliti grazie al supporto dello stesso UITS.
Il 15 aprile 2019 il comune di Pisa ha insignito la sezione di Pisa del Tiro a segno nazionale per lo sforzo profuso nel promuovere lo sport del Tiro a Segno sul territorio Comunale.

### Pallone col bracciale

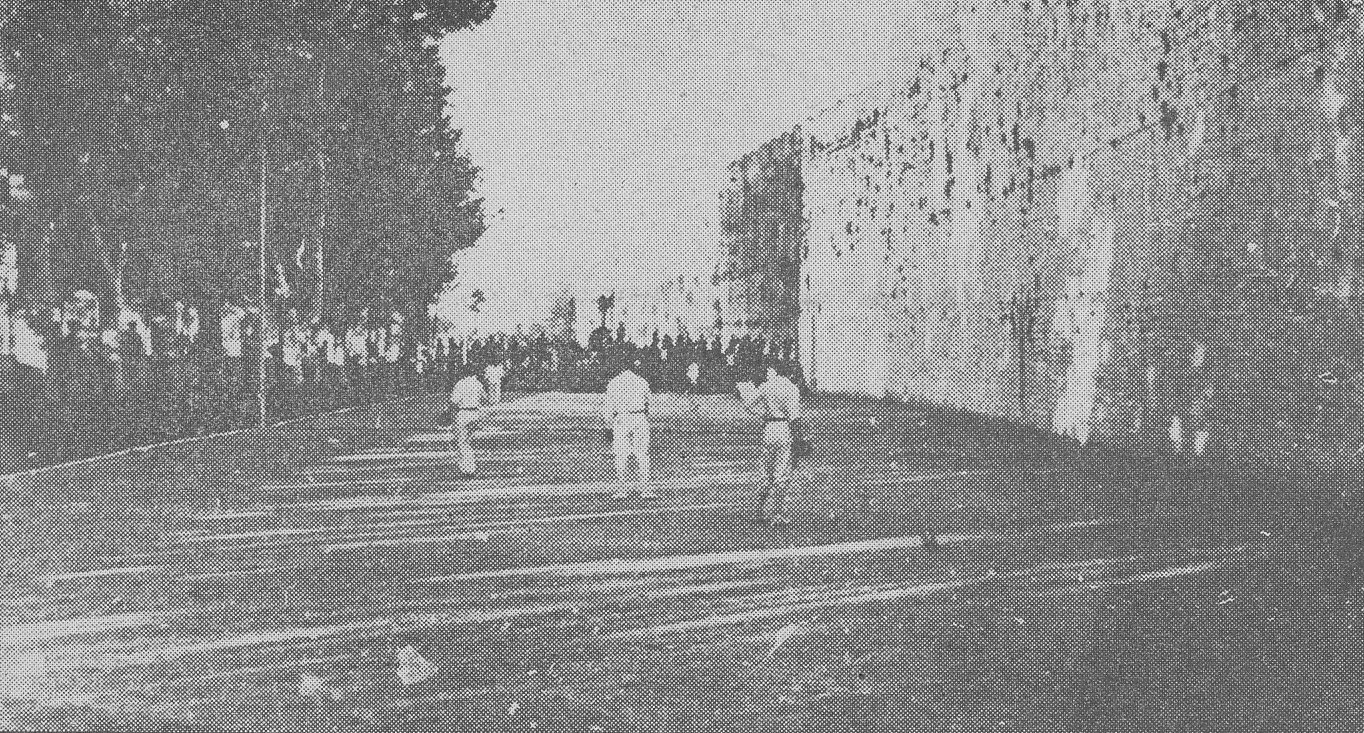
Una partita allo sferisterio di Porta a Lucca negli anni trenta

Negli anni venti e trenta del XX secolo i pisani seguivano e praticavano con una certa passione il gioco del pallone col bracciale. Il luogo delle dispute, solitamente svolte nel tardo pomeriggio estivo, era lo sferisterio della cosiddetta Ghiacciaia, posto all'inizio di Via del Brennero nel quartiere di Porta a Lucca, a ridosso delle mura pisane. La struttura, così come la popolarità del gioco, è scomparsa prima del secondo conflitto mondiale.

### Calcio da tavolo
Nel 1983 nasce a Pisa il primo club di Subbuteo, i Black & Blue 1983 Pisa. Negli anni novanta il gioco si evolve e prende il nome di "Calcio da tavolo", portando a varie modifiche nella federazione, nei regolamenti e nei materiali.
Il club nel suo palmarès ha vittorie prestigiose, sia a livello italiano che internazionale. Vanta in questo momento, nella rosa, la presenza di alcuni tra i migliori giocatori a livello mondiale e i pluricampioni del mondo Simone Bertelli, il capitano della squadra, e Daniele Bertelli, entrambi pisani.
Dal 2007 a oggi, il club è riuscito a vincere 3 Coppe dei Campioni, 2 Scudetti, 3 Coppe Italia e 2 Supercoppe Italiane.
In occasione della festa del trentennale è stato pubblicato il libro "30 anni di subbuteo a Pisa", edito da Felici Editore, che descrive come i sogni di alcuni ragazzi di quartiere dei primi anni ‘80, grazie ai quasi 100 tesserati che negli anni si sono passati il testimone, hanno permesso alla città di Pisa di avere oggi uno tra i club più prestigiosi al mondo.

### Softair
- A.S.D. Decima Airborne Softair Team - Pisa. Primo club ufficiale della città di Pisa, fondato nel 2008, ha affrontato diverse amichevoli e tornei con Club toscani e nazionali.[136]

### Impianti sportivi
Pisa è dotata di numerosi impianti sportivi, il principale dei quali, nonché il più grande, è lo Stadio Arena Garibaldi - Romeo Anconetani, attualmente il quarto stadio della Toscana dopo quelli di Firenze, Livorno ed Empoli. La capacità reale massima dello stadio di 25.000 posti è stata diminuita a circa 14.000 posti per rispondere alle recenti leggi sulla sicurezza. Il secondo impianto della città è lo stadio comunale di atletica leggera Cino Cini, situato nel "Piazzale dello sport", struttura dove si concentrano la maggior parte degli impianti sportivi della città. Da ricordare sono il palazzetto dello sport, la palestra del Pisascherma e l'impianto natatorio comunale munito di quattro piscine, di cui una però è in disuso da anni.
A Pisa sono presenti il villaggio dello sport del CUS Pisa, posto nel quartiere di Porta a Lucca, munito di impianti per ogni disciplina sportiva universitaria e rammodernato dopo i recenti campionati italiani, il centro sportivo della Turris Pisa, posto nel quartiere del CEP, con il PalaTurris e il campo di calcetto della Turris Pisa, e il centro CONI di Tirrenia, utilizzato come luogo di allenamento da molti atleti italiani e stranieri e famoso per ospitare una scuola di addestramento rugby per ragazzi under 21.
Negli ultimi anni un centro diventato multifunzionale è quello del Dream Volley, nel quartiere I Passi, che con le sue due palestre molto ampie strutturate su due palloni permette lo svolgimento di attività di squadra come la pallavolo, il sitting volley, il basket e il pattinaggio.
Nel comune di Pisa sono presenti anche un importante ippodromo, in località San Rossore, un centro del tiro a segno nazionale e due grandi campi da golf a Tirrenia e Calambrone. Ci sono poi moltissimi altri impianti dislocati in vari punti della città e del comune: due palestre di canottaggio, il Palasport Bowling Pisa e la pugilistica pisana "Galilei", oltre a molti campi da calcio di varie società giovanili e dilettantistiche pisane (Scintilla Pisa Est, Porta a Lucca, Pisa Ovest Aurora, Bellani Calcio, A.S.D. Freccia Azzurra, U.S. Tirrenia, Marinese Calcio, Porta a Piagge, A.S.D. Ospedalieri).

### Esplicative
1. 1 2 3  Della graduatoria delle città medie.
2. ↑  Per la prima volta il rapporto è redatto con divisione delle città in tre gruppi omogenei per dimensione demografica. Risulta quindi impossibile confrontare il risultato dell'anno 2011 con il precedente assendo mutate le modalità di determinazione degli indici.
3. 1 2  Rapporto redatto con divisione delle città in tre gruppi omogenei per dimensione demografica.
4. ↑  A partire da questa versione del rapporto annuale, la divisione delle città in tre gruppi omogenei per dimensione demografica rimane soltanto per quanto riguarda i due indicatori relativi al trasporto pubblico e non riguarda la graduatoria complessiva che viene quindi ripristinata. Risulta quindi impossibile confrontare il risultato dell'anno 2014 con il precedente assendo mutate le modalità di determinazione degli indici.

### Bibliografiche
1. 1 2   Bilancio demografico mensile anno 2025 (dati provvisori), su demo.istat.it, ISTAT.
2. ↑   Classificazione sismica (XLS), su rischi.protezionecivile.gov.it.
3. ↑   Tabella dei gradi/giorno dei Comuni italiani raggruppati per Regione e Provincia (PDF), in Legge 26 agosto 1993, n. 412, allegato A, Agenzia nazionale per le nuove tecnologie, l'energia e lo sviluppo economico sostenibile, 1º marzo 2011,  p. 151. URL consultato il 25 aprile 2012 (archiviato dall'url originale il 1º gennaio 2017).
4. ↑  Teresa Cappello, Carlo Tagliavini, Dizionario degli etnici e dei toponimi italiani, Bologna, Pàtron Editore, 1981, p. 415.
5. ↑   Luciano Canepari, Pisa, in Il DiPI: dizionario di pronuncia italiana, Bologna, Zanichelli, 1999, ISBN 88-08-09344-1.
6. ↑  
 Bruno Migliorini et al., Scheda sul lemma "Pisa", in Dizionario d'ortografia e di pronunzia, Rai Eri, 2010, ISBN 978-88-397-1478-7.
7. ↑   Piano strategico di Pisa e del territorio, su comune.pisa.it, Comune di Pisa. URL consultato il 30 agosto 2012 (archiviato dall'url originale il 13 aprile 2015).
8. ↑   L'area pisana. Risorse, funzioni e opzioni strategiche (PDF), su comune.pisa.it, 14 gennaio 2013. URL consultato il 25 agosto 2023 (archiviato il 25 agosto 2023).
9. ↑   poli aeroportuali regionali, su associazione-aeroporto-firenze.it. URL consultato l'8 settembre 2016 (archiviato il 17 settembre 2016).
10. 1 2   Emanuela Paribeni, La necropoli villanoviana di Pisa, Porta a Lucca/via Marche, in Cavalieri etruschi dalle valli al Po. Tra Reno e Panaro, la valle del Samoggia nell'VIII e VII secolo a.C., catalogo della mostra di Bazzano, Bologna, Edizioni Aspasia, 2010,  pp. 258-263.
11. ↑  Il simbolo usato non è quello storicamente corretto ma quello odierno, in utilizzo dalla Seconda Repubblica Pisana.
12. ↑  Stucchi et al. (2007). DBMI04, il database delle osservazioni macrosismiche dei terremoti italiani utilizzate per la compilazione del catalogo parametrico CPTI04. Quaderni di Geofisica, INGV.
13. ↑   INGV Sezione di Milano-Pavia, INGV - DBMI04 - Consultazione per località, su emidius.mi.ingv.it. URL consultato il 12 febbraio 2017.
14. ↑   André Cherpillod, Dictionnaire étymologique des noms géographiques, Paris, Masson, 1986,  p. 369.
15. ↑   Giovanni Alessio, Marcello de Giovanni, Preistoria e protostoria linguistica dell'Abruzzo, Lanciano, Itinerari, 1983,  p. 73.
16. ↑   Dizionario di toponomastica, Torino, UTET, 1990,  pp. 588-589.
17. ↑   Il Grosso Pisano in giardino, in PisaInforma, 14 giugno 2013. URL consultato il 14 febbraio 2017 (archiviato dall'url originale l'8 dicembre 2015).
18. 1 2   La “croce pisana”: un (mezzo) falso storico?, su paginaq.it, PaginaQ, 22 febbraio 2015. URL consultato il 18 gennaio 2017 (archiviato dall'url originale il 20 ottobre 2020).
19. ↑   Stemma della Provincia di Pisa, su visitpisa.org. URL consultato il 6 dicembre 2015 (archiviato dall'url originale il 9 ottobre 2018).
20. ↑  (DE) Johannes Bernwieser, Der Streit zwischen Genua und Pisa um Sardinien, in Honor civitatis: Kommunikation, Interaktion und Konfliktbeilegung im hochmittelalterlichen Oberitalien, Herbert Utz Verlag, 2012,  p. 73, ISBN 978-3-8316-4124-6.
21. 1 2   La “croce pisana”: un (mezzo) falso storico? Seconda puntata, su paginaq.it, PaginaQ, 23 febbraio 2015. URL consultato il 18 gennaio 2017 (archiviato dall'url originale il 20 ottobre 2020).
22. ↑   Pisa, su Archivio Centrale dello Stato. URL consultato il 4 ottobre 2024.
23. ↑   Bozzetto dello stemma del Comune di Pisa, su ACS, Raccolta dei disegni degli stemmi di comuni e città. URL consultato il 4 ottobre 2024.
24. ↑   Daniela Parenti, Maria Monica Donato, 24 Lapicida Fiorentino, in Dal Giglio al David: Arte civica a Firenze fra Medioevo e Rinascimento, Giunti, 2013,  p. 157, ISBN 978-88-09-78282-2.
25. ↑   Sala Rossa e Sala Delle Baleari, su comune.pisa.it.
26. ↑   Comunicato: Ricompense al valor militare per attività partigiana, su gazzettaufficiale.it. URL consultato il 4 gennaio 2021.
27. ↑   Cattedrale, in OPA Pisa. URL consultato il 13 febbraio 2017.
28. 1 2   Il viaggio di Vivant Denon a Pisa e Firenze nel 1811. (PDF), su municipalia.sns.it.
29. ↑   Sergio Costanzo, Una città cresciuta in verticale che arrivò a contare 10mila torri, in Il Tirreno, 11 novembre 2019. URL consultato il 15 marzo 2025.
30. ↑   Andrea Martino, Pisa e le case torri: lungo l'Arno sorgevano i primi 'grattacieli' della Toscana, in PisaToday, 27 Agosto 2018. URL consultato il 15 marzo 2025.
31. ↑  Bernard Liou, “Praetores Etruriae populorum: Étude d'épigraphie”, Ed. Latomus, 1969, pag. 31
32. ↑   Maria Carla Spadoni Cerroni, I prefetti nell'amministrazione municipale dell'Italia romana, Edipuglia, 2004, ISBN 978-88-7228-415-5.
33. ↑   Il Museo delle Navi Antiche di Pisa, in National Geographic. URL consultato il 13 febbraio 2017 (archiviato dall'url originale il 14 febbraio 2017).
34. ↑  Dati tratti da:
  -  Popolazione residente dei comuni. Censimenti dal 1861 al 1991 (PDF), su ebiblio.istat.it, ISTAT.
  -  Popolazione residente per territorio – serie storica, su esploradati.censimentopopolazione.istat.it.
Nota bene: il dato del 2021 si riferisce al dato del censimento permanente al 31 dicembre di quell'anno.
35. 1 2   Area pisana in Consiglio comunale: dopo anni arriva il "Sì" al piano strutturale, in PisaToday, 27 marzo 2013. URL consultato il 13 febbraio 2017 (archiviato il 14 febbraio 2017).
36. ↑   Popolazione residente per cittadinanza o paese di nascita, su demo.istat.it. URL consultato il 20 luglio 2025.
37. ↑   Domenico Sartori, Opera Omnia, Nistri Lischi, 1960.
38. ↑   6 agosto: Lo Die di Santo Sisto, su associazioneamicidipisa.it. URL consultato il 12 febbraio 2017 (archiviato dall'url originale il 13 febbraio 2017).
39. ↑   Ecosistema Urbano 2003 di LEGAMBIENTE - Nono Rapporto sulla Qualità Ambientale dei Comuni Capoluogo (PDF), su comune.lodi.it, Legambiente,  p. 52. URL consultato il 21 ottobre 2023 (archiviato il 16 agosto 2022).
40. ↑   ECOSISTEMA URBANO 2004 (PDF), su comune.lodi.it, Legambiente,  p. 50. URL consultato il 21 ottobre 2023 (archiviato il 16 agosto 2022).
41. ↑   Ecosistema Urbano 2005 di Legambiente - Undicesimo rapporto sulla qualità ambientale dei comuni capoluogo di provincia (PDF), su comune.lodi.it, Legambiente,  p. 10. URL consultato il 21 ottobre 2023 (archiviato il 16 agosto 2022).
42. ↑   Ecosistema Urbano - Rapporto di Legambiente 2006 (PDF), su comune.lodi.it, Legambiente,  p. 9. URL consultato il 21 ottobre 2023 (archiviato il 16 agosto 2022).
43. ↑   Ecosistema Urbano - Rapporto di Legambiente 2007 (PDF), su comune.lodi.it, Legambiente,  p. 10. URL consultato il 21 ottobre 2023 (archiviato il 16 agosto 2022).
44. ↑   Ecosistema Urbano - Rapporto di Legambiente 2008 (PDF), su comune.lodi.it, Legambiente,  p. 14. URL consultato il 21 ottobre 2023 (archiviato il 16 agosto 2022).
45. ↑   ECOSISTEMA URBANO XVI Rapporto sulla qualità ambientale dei comuni capoluogo di provincia (PDF), su comune.lodi.it, Legambiente,  p. 37. URL consultato il 21 ottobre 2023 (archiviato il 16 agosto 2022).
46. ↑   ECOSISTEMA URBANO – XVII edizione (PDF), su comune.lodi.it, Legambiente,  p. 8. URL consultato il 21 ottobre 2023 (archiviato il 14 agosto 2022).
47. ↑   ECOSISTEMA URBANO XVIII Rapporto sulla qualità ambientale dei comuni capoluogo di provincia, su comune.lodi.it, Legambiente,  p. 26. URL consultato il 21 ottobre 2023 (archiviato il 16 agosto 2022).
48. ↑   ECOSISTEMA URBANO XIX Rapporto sulla qualità ambientale dei comuni capoluogo di provincia (PDF), su comune.lodi.it, Legambiente,  p. 30. URL consultato il 21 ottobre 2023 (archiviato il 14 agosto 2022).
49. ↑   ECOSISTEMA URBANO XX Rapporto sulla qualità ambientale dei comuni capoluogo di provincia (PDF), su comune.lodi.it, Legambiente,  p. 35. URL consultato il 21 ottobre 2023 (archiviato il 14 agosto 2022).
50. ↑   ECOSISTEMA URBANO XXI Rapporto sulla qualità ambientale dei comuni capoluogo di provincia (PDF), su comune.lodi.it, Legambiente,  p. 27. URL consultato il 21 ottobre 2023 (archiviato il 16 agosto 2022).
51. ↑   ECOSISTEMA URBANO XXII Rapporto sulla qualità ambientale dei comuni capoluogo di provincia (PDF), su comune.lodi.it, Legambiente,  p. 31. URL consultato il 21 ottobre 2023 (archiviato il 16 agosto 2022).
52. ↑   Ecosistema Urbano 2016 - XXIII Rapporto sulla qualità ambientale dei comuni capoluogo di provincia (PDF), su comune.lodi.it, Legambiente,  p. 31. URL consultato il 21 ottobre 2023 (archiviato il 16 agosto 2022).
53. ↑   ecosistema urbano rapporto sulle performance ambientali delle città 2017 (PDF), su comune.lodi.it, Legambiente,  p. 17. URL consultato il 21 ottobre 2023 (archiviato il 16 agosto 2022).
54. ↑   ecosistema urbano rapporto sulle performance ambientali delle città 2018 (PDF), su comune.lodi.it, Legambiente, ottobre 2018,  p. 22. URL consultato il 21 ottobre 2023 (archiviato il 16 agosto 2022).
55. ↑   ECOSISTEMA URBANO rapporto sulle performance ambientali delle città 2019 (PDF), su legambiente.it, Legambiente, ottobre 2019,  p. 22. URL consultato il 21 ottobre 2023 (archiviato il 28 ottobre 2019).
56. ↑   ECOSISTEMA URBANO rapporto sulle performance ambientali delle città 2020 (PDF), su legambiente.it, Legambiente, ottobre 2020,  p. 27. URL consultato il 21 ottobre 2023 (archiviato il 22 maggio 2023).
57. ↑   ECOSISTEMA URBANO rapporto sulle performance ambientali delle città 2021 (PDF), su legambiente.it, Legambiente, novembre 2021,  p. 14. URL consultato il 21 ottobre 2023 (archiviato l'8 novembre 2021).
58. ↑   ECOSISTEMA URBANO rapporto sulle performance ambientali delle città 2022 (PDF), su legambiente.it, Legambiente, novembre 2022,  p. 10. URL consultato il 22 ottobre 2023 (archiviato il 7 novembre 2022).
59. ↑   ECOSISTEMA URBANO rapporto sulle performance ambientali delle città 2023 (PDF), su legambiente.it, Legambiente, ottobre 2023,  p. 14. URL consultato il 29 ottobre 2023 (archiviato il 29 ottobre 2023).
60. ↑   L'ateneo in cifre, su unipi.it. URL consultato il 24 settembre 2019 (archiviato il 23 settembre 2020).
61. ↑   Presentazione, su aspisa.beniculturali.it. URL consultato il 15 luglio 2016 (archiviato il 19 settembre 2016).
62. ↑   archivio storico della Provinciale, su provincia.pisa.it. URL consultato il 15 luglio 2016 (archiviato il 21 aprile 2017).
63. ↑   Archivio generale di Ateneo, su sba.unipi.it. URL consultato il 15 luglio 2016 (archiviato il 2 luglio 2016).
64. ↑   SMSBiblio - Biblioteca Comunale di Pisa, su comune.pisa.it. URL consultato il 15 luglio 2016 (archiviato il 14 agosto 2016).
65. ↑   Biblioteche, su sba.unipi.it. URL consultato il 15 luglio 2016 (archiviato il 18 agosto 2016).
66. ↑   Biblioteca della Scuola Normale Superiore, su biblio.sns.it. URL consultato il 15 luglio 2016 (archiviato il 9 agosto 2019).
67. ↑   Biblioteca e Centro di Documentazione Scientifica, su library.isti.cnr.it. URL consultato il 15 luglio 2016 (archiviato il 23 luglio 2016).
68. ↑   La biblioteca, su biblioteca-cateriniana.pisa.it. URL consultato il 15 luglio 2016 (archiviato dall'url originale il 9 giugno 2013).
69. ↑   biblioteca [collegamento interrotto], su domusgalilaeana.it. URL consultato il 15 luglio 2016.
70. ↑  Sia il liceo classico Galileo Galilei sia il liceo scientifico Dini sono scuole con nota fama a livello nazionale.
71. ↑   Scuole secondarie di II, su scuole.pisa.it. URL consultato il 12 febbraio 2017 (archiviato dall'url originale il 21 dicembre 2016).
72. ↑   Soprintendenza Archeologia, Belle Arti e Paesaggio per le province di Pisa e Livorno, su sbappsae-pi.beniculturali.it. URL consultato l'8 novembre 2023 (archiviato il 9 ottobre 2018).
73. ↑   Soprintendenza Archeologia, Belle Arti e Paesaggio per le province di Pisa e Livorno, su sbappsae-pi.beniculturali.it. URL consultato l'8 novembre 2023 (archiviato il 9 ottobre 2018).
74. ↑   Museo delle navi romane a Pisa: 5 mln di euro dal Ministero, su intoscana.it. URL consultato il 13 febbraio 2017 (archiviato il 4 marzo 2016).
75. ↑   Domus Mazziniana, su domusmazziniana.it. URL consultato il 25 gennaio 2016 (archiviato il 20 febbraio 2016).
76. ↑   Archivio, su domusmazziniana.it. URL consultato il 25 gennaio 2016 (archiviato il 2 febbraio 2016).
77. ↑   Inaugurato lo spazio museale “Torre del conte Ugolino”, su normalenews.sns.it. URL consultato il 17 luglio 2016 (archiviato dall'url originale l'11 luglio 2016).
78. ↑   Museo delle aviotruppe, su museoaviotruppe.it. URL consultato il 24 marzo 2020 (archiviato il 27 ottobre 2020).
79. ↑   Egittologia Pisa, su egittologia.unipi.it. URL consultato il 13 febbraio 2017 (archiviato il 4 marzo 2016).
80. ↑   Il museo, su gipsoteca.sma.unipi.it. URL consultato il 13 febbraio 2017 (archiviato dall'url originale il 4 marzo 2016).
81. ↑   Museo Anatomico Veterinario, su sma.unipi.it. URL consultato l'8 novembre 2023 (archiviato il 25 febbraio 2018).
82. ↑   Collezioni, su Museo della Grafica. URL consultato l'8 novembre 2023 (archiviato il 10 maggio 2023).
83. ↑   Museo di Anatomia Umana F. Civinini, su museoanatomia.med.unipi.it. URL consultato il 13 febbraio 2017 (archiviato dall'url originale il 5 agosto 2017).
84. ↑   Museo di Anatomia Patologica, su sma.unipi.it. URL consultato l'8 novembre 2023 (archiviato l'8 marzo 2018).
85. ↑   Gli Strumenti di Pacinotti, su fondazionegalileogalilei.it. URL consultato l'8 novembre 2023 (archiviato il 10 maggio 2023).
86. ↑   Orto e Museo Botanico, su sma.unipi.it. URL consultato l'8 novembre 2023 (archiviato l'8 marzo 2018).
87. ↑   Museo dell'Ordine dei Cavalieri di Santo Stefano, su museionline.info.
88. ↑   Casa natale di Antonio Pacinotti, su museionline.info.
89. ↑   la radio [collegamento interrotto], su radioeco.it. URL consultato il 17 luglio 2016.
90. ↑   Specialità pisane [collegamento interrotto], su expoguide.it. URL consultato l'8 dicembre 2015.
91. 1 2   Tutti i piatti tipici pisane e dove mangiarli a Pisa, su travelstales.it. URL consultato l'8 dicembre 2015 (archiviato l'8 dicembre 2015).
92. 1 2   Piatti tradizionali di Pisa, su TuscanyTravel. URL consultato il 17 luglio 2025 (archiviato dall'url originale il 10 ottobre 2010).
93. ↑   Cèe alla pisana, su mondocibo.it. URL consultato l'8 dicembre 2015 (archiviato il 9 ottobre 2018).
94. ↑   Torta di ceci - storia di un mito, su taccuinistorici.it. URL consultato il 13 febbraio 2017 (archiviato il 14 febbraio 2017).
95. ↑   La torta coi bischeri – 3 cose da sapere!, su visitpisa.org. URL consultato l'8 dicembre 2015 (archiviato dall'url originale l'11 marzo 2016).
96. ↑   Schiacciata di Pasqua: la ricetta pisana, su alice.tv. URL consultato l'8 dicembre 2015 (archiviato dall'url originale il 10 agosto 2016).
97. ↑   Concerti della Normale, su sns.it. URL consultato il 17 luglio 2016 (archiviato dall'url originale il 7 luglio 2016).
98. ↑   Chi siamo, su bright-night.it. URL consultato il 22 febbraio 2022 (archiviato il 22 febbraio 2022).
99. ↑   Chi siamo, su pisafolk.org. URL consultato il 17 luglio 2016 (archiviato il 28 luglio 2016).
100. ↑   Il Festival, su pisabookfestival.it. URL consultato il 17 luglio 2016 (archiviato il 13 ottobre 2016).
101. ↑   Anima Mundi, su opapisa.it. URL consultato il 17 luglio 2016 (archiviato il 22 luglio 2016).
102. ↑   Il festival, su 2011.internetfestival.it. URL consultato il 17 luglio 2016 (archiviato il 13 marzo 2020).
103. ↑   Turn off festival 2014, su pisatoday.it. URL consultato il 17 luglio 2016 (archiviato il 16 agosto 2016).
104. ↑   Piazza Vittorio Emanuele Il parcheggio è finito, in La Nazione, 22 dicembre 2009. URL consultato il 19 marzo 2018.
105. ↑   Porta a Mare, inaugurati i nuovi 'palazzoni': già venduta la metà degli appartamenti, in PisaToday, 20 gennaio 2014. URL consultato il 19 marzo 2018.
106. ↑   Nasce la cittadella della nautica, in il Tirreno, 25 giugno 2007. URL consultato il 19 marzo 2018.
107. ↑   Piano strategico di Pisa e del territorio, su comune.pisa.it. URL consultato il 14 settembre 2016 (archiviato dall'url originale il 31 agosto 2012).
108. ↑   Dove vivono i più ricchi d’Italia? La classifica dei Comuni con i redditi più alti, in Il sole 24 ore, 16 aprile 2015. URL consultato il 14 settembre 2016.
109. 1 2   Imprese ed economia a Pisa (PDF), su comune.pisa.it. URL consultato il 14 settembre 2016.
110. ↑   SAINT-GOBAIN ITALIA, su saint-gobain.it. URL consultato il 7 settembre 2021.
111. ↑  Legge 17 maggio 1928, n. 1094
112. ↑   Viabilità - Rete stradale, su provincia.livorno.it, Provincia di Livorno. URL consultato il 25 ottobre 2015 (archiviato dall'url originale il 15 ottobre 2013).
113. ↑   Infrastrutture viarie (PDF) [collegamento interrotto], su ius.regione.toscana.it, Regione Toscana.
114. ↑   Autostrada A11 Firenze Pisa, su automap.it.
115. ↑   Comitato per la salvaguardia e il ripristino della ferrovia del litorale pisano, su trammino.it. URL consultato il 13 febbraio 2017.
116. ↑   Porto di Pisa, su portodipisa.it. URL consultato il 13 febbraio 2017.
117. ↑   Mobilità, rivoluzione urbana: da Piazza Vittorio all'ospedale Cisanello in filobus, su PisaToday, 2 aprile 2013. URL consultato il 24 febbraio 2021.
118. ↑   Collegamento veloce tra stazione e Cisanello: verso il nuovo progetto, in PisaToday, 17 settembre 2018. URL consultato il 18 gennaio 2023.
119. ↑   Pisa, presentato al Ministero il progetto per la Tramvia. Collegherà la stazione all'ospedale Cisanello, su intoscana, 15 gennaio 2021. URL consultato il 24 febbraio 2021.
120. 1 2   Aperta la nuova pista ciclabile di via Livornese, in il Tirreno, 4 giugno 2018. URL consultato l'8 giugno 2018.
121. ↑   Inaugurata la ciclopista del Trammino, in PisaToday, 8 agosto 2020. URL consultato il 24 febbraio 2021.
122. ↑   Pista ciclabile del Trammino, su Bicitalia. URL consultato il 24 febbraio 2021.
123. ↑   Estensione della pista ciclabile del Trammino, progettazione in corso, in Il Tirreno, 12 novembre 2020. URL consultato il 24 febbraio 2021.
124. ↑   Riccardo Del Lungo, Bike sharing CicloPi, in arrivo nuovi servizi: "Pisa laboratorio nazionale", in PisaToday, 10 febbraio 2017. URL consultato il 13 febbraio 2017.
125. ↑   Stazioni, su ciclopi.eu. URL consultato il 12 febbraio 2017.
126. ↑   Pisa e Iglesias: si “rinnova” il gemellaggio, su comune.pisa.it. URL consultato il 5 aprile 2025.
127. ↑   La coppa al cielo, poi la parata sui Lungarni: Pisa festeggia l'impresa della promozione, in PisaToday, 11 maggio 2025. URL consultato il 14 maggio 2025.
128. ↑   STELLA D'ORO CONI AL MERITO SPORTIVO PER IL MAESTRO ANTONIO DI CIOLO, su federscherma.it, 17 dicembre 2014. URL consultato il 13 febbraio 2017.
129. ↑   Antonio Di Ciolo, su cspdiciolo.it. URL consultato il 14 febbraio 2017 (archiviato dall'url originale il 14 febbraio 2017).
130. ↑   Club Scherma Pisa Antonio Di Ciolo, su cspdiciolo.it. URL consultato il 19 marzo 2018.
131. ↑   U.S. Pisascherma, su uspisascherma.it. URL consultato il 19 marzo 2018.
132. ↑   Corsi di Scherma Storica a Pisa, in Sala d'Arme Achille Marozzo, 19 agosto 2015. URL consultato il 13 febbraio 2017.
133. ↑   Storia, su tsnpisa.it. URL consultato il 19 agosto 2019.
134. ↑   Onorificenza del Comune di Pisa alla sezione di Pisa del Tiro a segno nazionale, su tsnpisa.it. URL consultato il 19 agosto 2019.
135. ↑   Simone Bertelli e Alessandro Toni, 30 anni di subbuteo a Pisa, Felici, 1º gennaio 2013, ISBN 978-88-6019-691-0. URL consultato il 13 febbraio 2017.
136. ↑   Home » Decima Airborne Softair Team - Pisa, su decimairborne.it. URL consultato il 9 ottobre 2021.
137. ↑   Impianti di calcio con capienza certificata superiore a 7.500 spettatori (PDF), su osservatoriosport.interno.it, Osservatorio Nazionale sulle Manifestazioni Sportive. URL consultato il 30 agosto 2012 (archiviato dall'url originale il 21 luglio 2011).